# Jeu d'échecs dans la peinture

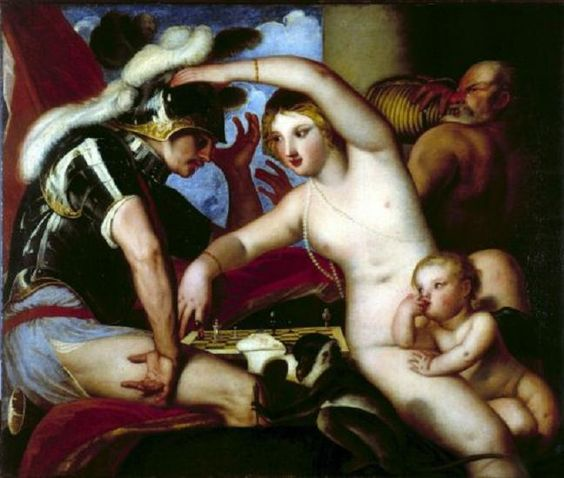
Alessandro Varotari, Mars et Vénus jouent aux échecs, 1630-1640.

Le jeu d'échecs dans la peinture est un thème qui a été largement utilisé au cours des siècles. Les artistes ont représenté aussi bien les partenaires devant le jeu d'échecs que les éléments du jeu comme le tablier appelé échiquier et les pièces. Plusieurs facteurs sont à l'origine de ce phénomène. Le jeu d'échecs est considéré comme un jeu de société, comme un modèle de relations entre les gens, et même comme un modèle de statut social et de hiérarchie sociale. Le jeu d'échecs a été inclus dans le symbolisme des représentations de l'homme au Moyen Âge et aux Temps modernes. Assez tôt, le processus d'analyse du jeu s'est développé en termes de beauté et de finesse dans l'analyse des desseins stratégiques de l'adversaire.
Beaucoup de peintres, qui ont créé des peintures du jeu, étaient eux-mêmes d'assez bons joueurs et certains étaient même des joueurs professionnels qui utilisaient leurs œuvres picturales pour vanter leurs capacités.
La suite de la production des tableaux reflète les étapes de l'histoire du jeu d'échecs : le processus de changement des règles dans le temps, le niveau de compétence des joueurs, les particularités des différentes époques, les variantes du jeu, la perception du jeu par le monde. Le changement des mentalités en matière intellectuelle et spirituelle suivant les époques successives a influencé le mode de représentation artistique du sujet : est apparue ainsi la nature morte, le portrait, la scène de genre, la peinture d'histoire… D'autres facteurs ont également joué un rôle dans le développement du thème : les particularités locales, le niveau d'exigence suivant les sociétés, la position des pouvoirs religieux et séculiers par rapport au jeu.

## Historiographie
La représentation du jeu d'échecs dans la peinture est devenue à plusieurs reprises l'objet de l'analyse des historiens d'art et des historiens du jeu lui-même. L'album en allemand de l'historien du jeu d'échecs Gerhard Josten (de), Le jeu d'échecs dans la peinture (en allemand : Schach auf Ölgemälden), créé en collaboration avec la docteur en histoire de l'art Eva-Christine Raschke, contient tout ce que l'on connaît en 2006 et depuis le XVIe siècle concernant le jeu d'échecs (600 illustrations, dont 100 en couleur). Toutefois, c'était un travail consistant à colliger les documents sans analyse de ceux-ci. Une tentative d'analyse de compositions similaires a été réalisée par Nikolas Zfikas : Peintures sur le thème du jeu d'échecs du XVe siècle au XXe siècle (en grec moderne : Ζωγραφικά έργα µε θέµα το Σκάκι από τον δέκατο πέµπτο έως τον εικοστό αιώνα).
Les recherches de Patricia Simons sont consacrées au problème de la croissance du rôle de la femme dans la société italienne de l'époque de la Renaissance en relation avec la réforme des règles du jeu à cette époque et les scènes de genre réalisées en peinture, également à cette époque. C'est aussi la thèse de Regina L. O'Shea (mais sur l'exemple de la France et sur une période plus longue incluant le Moyen Âge),,.
Il existe une petite monographie de Lawrence Leinger, comprenant une analyse sur ce sujet, dans l'œuvre de l'artiste contemporain Samuel Bak. Dans différents articles et thèses des tableaux sont examinés sur la thématique du jeu d'échecs.

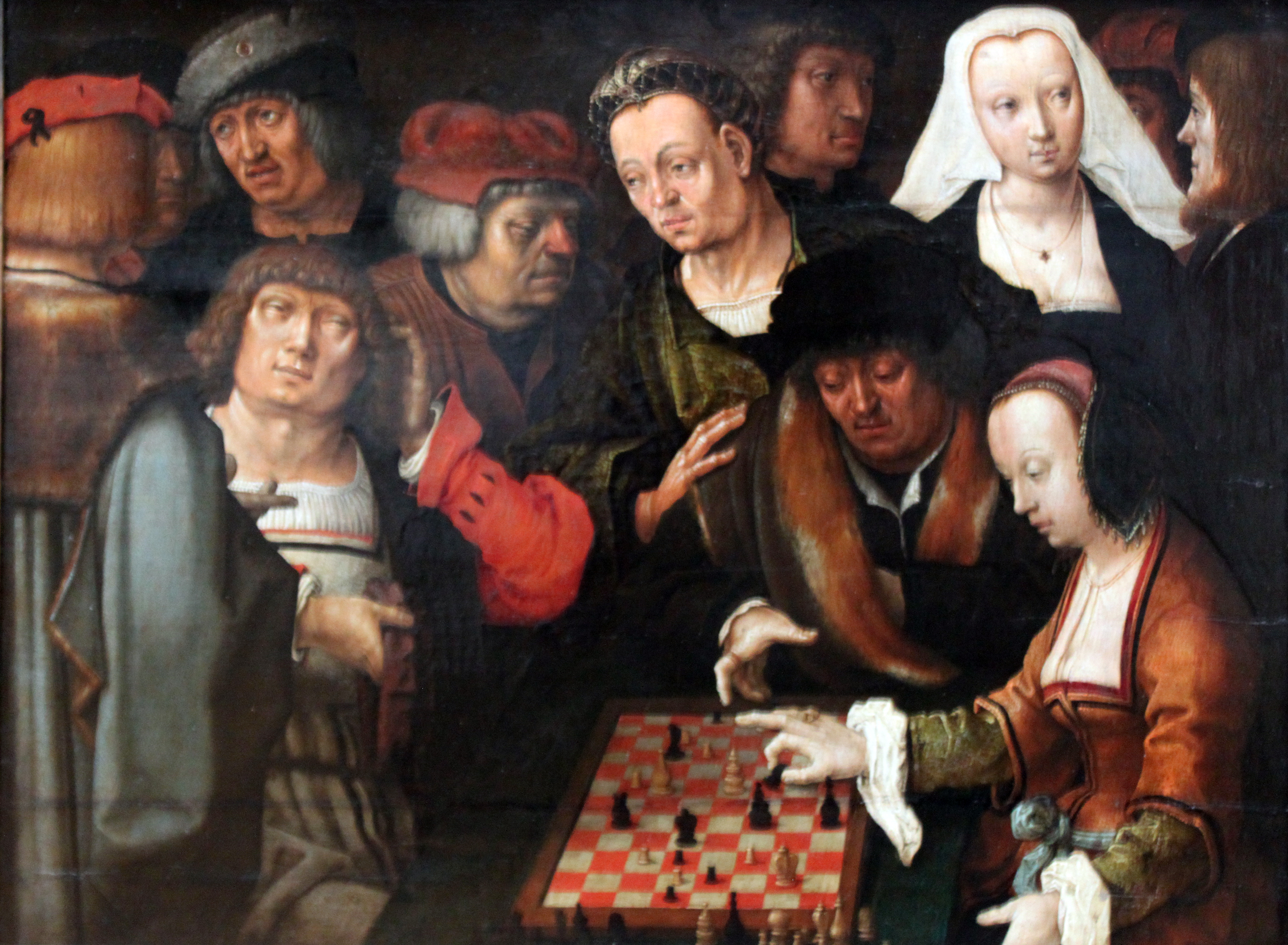
Lucas van Leyden, Jeu d'échecs (1508)

Le tableau de Lucas van Leyden, Jeu d'échecs (1508), sert de thème à une thèse de doctorat publiée sous forme de monographie en allemand par Katherina Büttner : Das Motiv der „femina ludens“ im Werk von Lucas van Leyden: exemplarische Analysen (Motif de la femme jouant aux échecs dans l'œuvre de Lucas van Leyden : tentative d'analyse),.
Dans une série d'articles liés au tableau de Carel van Mander ou d'Isaac Oliver, intitulé Ben Jonson (1572-1637) et William Shakespeare (1603), est reconstituée la partie et les positions des pièces. Parmi ceux publiés en langue russe, on trouve l'article Shakespeare et les échecs d'Ilya Maizelis (en),.
Dans des villes des États-Unis de grandes expositions ont été consacrées au problème des échecs dans l'œuvre de l'artiste contemporain Tom Hackney (né en 1977). En Russie, plusieurs tableaux représentant Lénine jouant aux échecs ont été présentés à l'exposition du Musée russe Le jeu et la passion dans les beaux-arts russes, qui s'est tenue en 1999.

## Premières représentations du jeu d'échecs
Dans l'Europe médiévale, les échecs sont apparus à la frontière entre le Xe et le XIe siècle. La plus ancienne représentation du jeu se trouve à la chapelle palatine de Palerme, en Sicile,. Le premier roi de Sicile, Roger II, a personnellement dirigé l'édification de la chapelle. Celle-ci a été conçue comme une chapelle privée pour un cercle étroit de fidèles (ses petites dimension sont de 33 mètres de long sur 13 mètres de large). Cet aspect privé explique probablement pourquoi le commanditaire pouvait se permettre des libertés dans sa peinture. Sous le règne de Roger II, les maîtres byzantins ont créé des mosaïques sous le dôme, l'arc de triomphe et le transept. Les spécialistes de la mosaïque (en particulier Otto Demous (en) et Ernst Kitzinger) prétendaient que ces mosaïques avaient été créées par les mêmes maîtres grecs que les mosaïques de l'église de la Martorana et la cathédrale de Cefalù. Les charpentiers arabes ont réalisé un plafond à caissons sculptés de stalactites, caractéristiques des mosquées des Fatimides en Égypte et au Maghreb. La chapelle a été consacrée le 28 avril 1140. La fresque représentant des joueurs d'échecs est datée de l'année 1143, et est réalisée sous une forte influence arabe. Ce sont deux joueurs d'échecs, accroupis, également vêtus de vêtements orientaux avec sur la tête un turban. Les échecs semblent avoir été perçus à cette époque comme un attribut de la vie quotidienne des pays musulmans. La peinture a été réalisée à tempera sur une base en bois recouverte de plâtre. Un peu plus tard (et selon certains chercheurs un peu plus tôt), la fresque a été créée sur une mosaïque du sol du XIIe siècle à l'autel de la basilique de San Savino (en) à Plaisance. Le thème des échecs a été fréquemment utilisé en héraldique. Le blason polonais de Wczele (en) du XIIe siècle représente deux échiquiers de tailles différents (celui du dessus est tenu par une femme noire qui a une couronne et un bandeau sur la tête), et son origine est due, selon la légende, au jeu d'échecs. Mais cette légende remonte à 1842. Voici la description du blason : « Le bouclier est d'argent et d'or. Dans le cimier, la partition héraldique est tenue par une femme noire. »,.
Selon la légende, ce blason a été reçu par un Silésien du nom de Goloub, qui est passé par l'Afrique durant ses voyages. Là, la fille d'un chef local l'a invité à une partie d'échecs dont la condition était que le vainqueur de la partie avait le droit de frapper le perdant de toutes ses forces sur la tête avec l'échiquier. Goloub a gagné la partie et a frappé la princesse sur la tête, tant et si bien que l'échiquier s'est fendu. Ce n'est qu'en Pologne que la représentation de l'échiquier se retrouve aux XIIIe – XIVe siècles dans les blasons du duché de Liegnitz, des Piast de Silésie, de Pierzchała (en) (une tour sur un échiquier, qui, selon la légende, a mis le duc de Mazovie en échec et mat) et de Zabawa (en) (c'est ainsi que l'on nommait au début le jeu d'échecs en polonais).

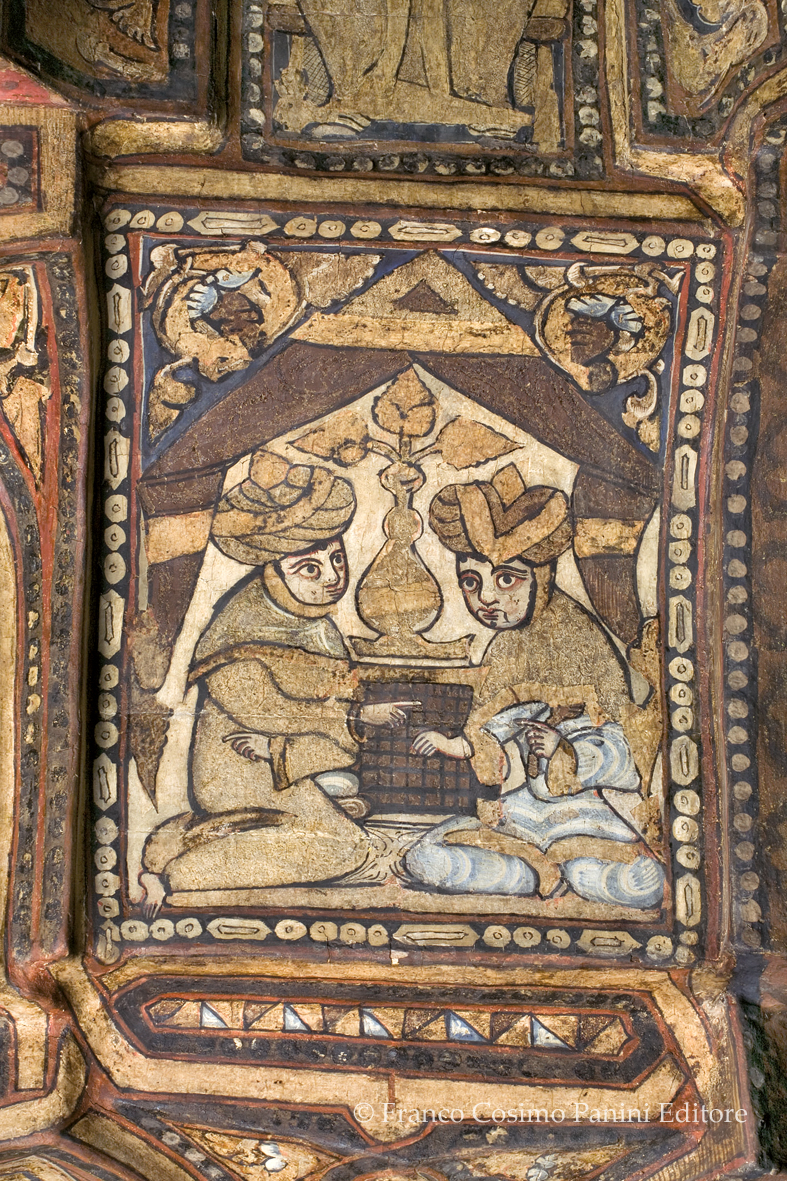
Chapelle palatine de Palerme. Première représentation du jeu d'échecs vers 1143.
Blason de Wczele en Pologne, XIIe.
Blason de Pierzchała, XIVe (?).

## Représentations du jeu d'échecs dans les traités médiévaux desXIIIesiècleauXVesiècle
Des représentations plus récentes ont été consignées dans des manuscrits. Certaines ont une grande valeur artistique. L'exemple le plus célèbre est le manuscrit Libro de los juegos ou le livre des échecs, dés et tables, attribué à Alphonse X de Castille, exécuté au scriptorium de Tolède en 1283. Le livre contient 150 illustrations, dont une partie concerne le jeu d'échecs. C'est un des documents les plus importants pour l'étude de l'histoire des jeux de table. Le seul original connu est conservé à la bibliothèque du monastère de l'Escurial près de Madrid, en Espagne. Les dimensions du manuscrit sont de 40 × 28 cm. Parmi les miniatures les plus intéressantes se trouve une variante du jeu d'échecs pour quatre joueurs, joué sur 12 × 12 cases (les grands échecs), et également un jeu appelé échecs astronomiques (en), qui se joue sur une planche de sept cercles concentriques, séparés dans le sens radial en douze secteurs, chacun étant associé à une constellation du Zodiaque. Le Libro de los juegos contient une vaste collection de problèmes d'échecs, dont une partie est représentée sur des miniatures du manuscrits. Les miniatures sont probablement basées sur des modèles persans qui ne sont pas arrivés jusqu'à nous.
Il existe également une copie de 1334 conservée à la bibliothèque de l'Académie royale espagnole d'histoire à Madrid.

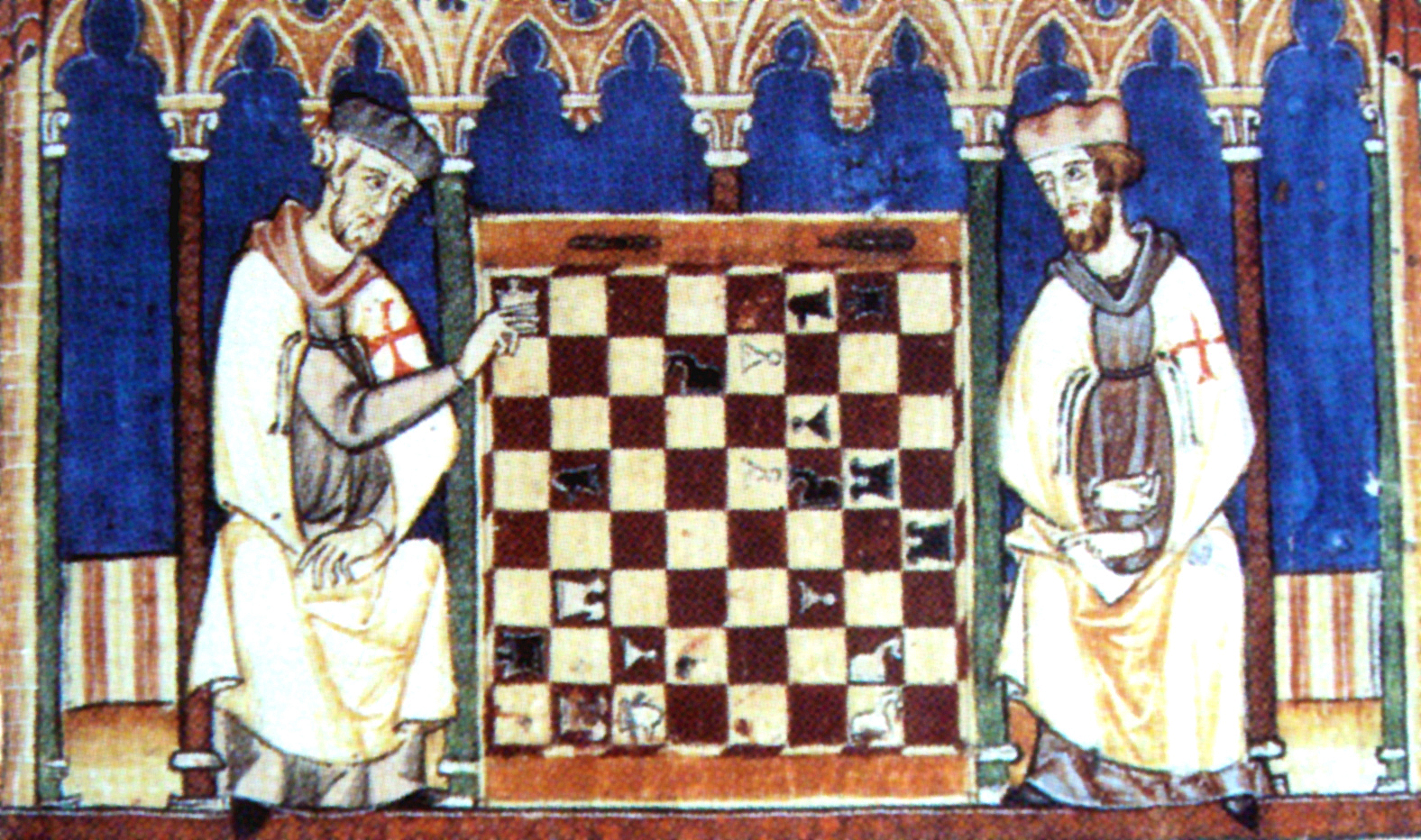
Alphonse X. Livre sur le jeu d'échecs, les dés et le trictrac. Les Templiers jouant aux échecs, 1283
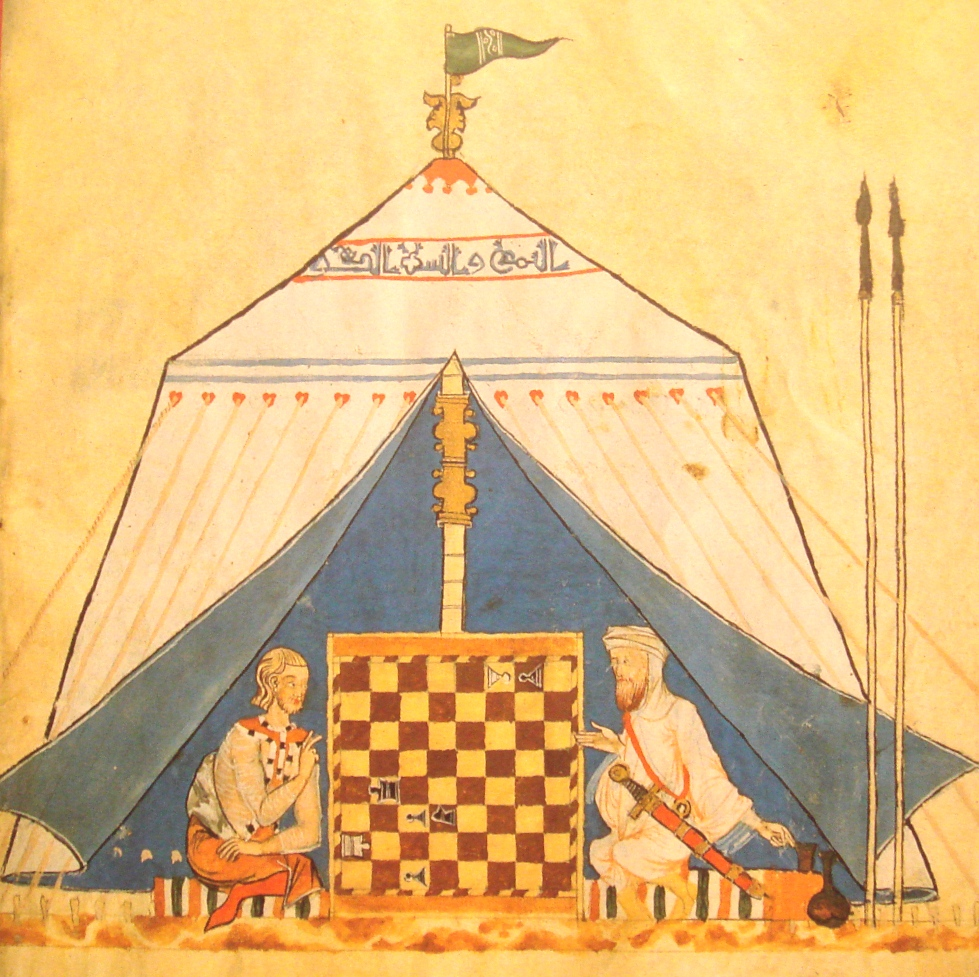
Alphonse X. Livre sur le jeu d'échecs, les dés et le trictrac. Un chrétien et un musulman jouent aux échecs, 1251-1283
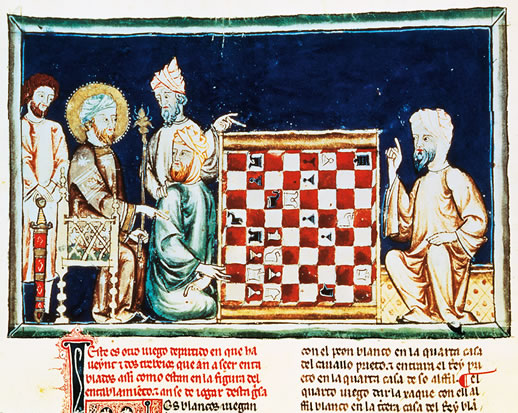
Alphonse X. Livre sur le jeu d'échecs, les dés et le trictrac. Les Maures jouent aux échecs, 1283
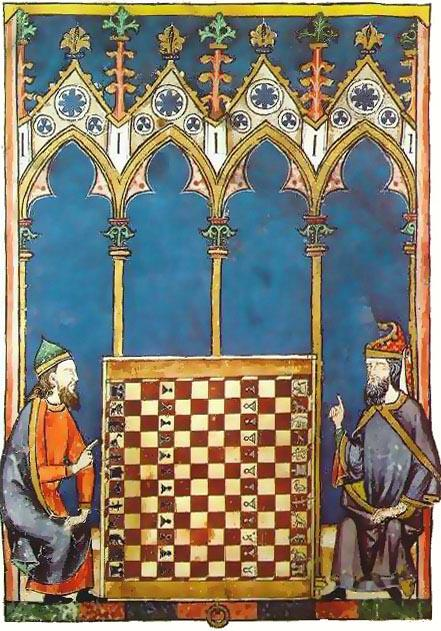
Alphonse X. Livre sur le jeu d'échecs, les dés et le trictrac. Les grands jeux d'échecs, 1283
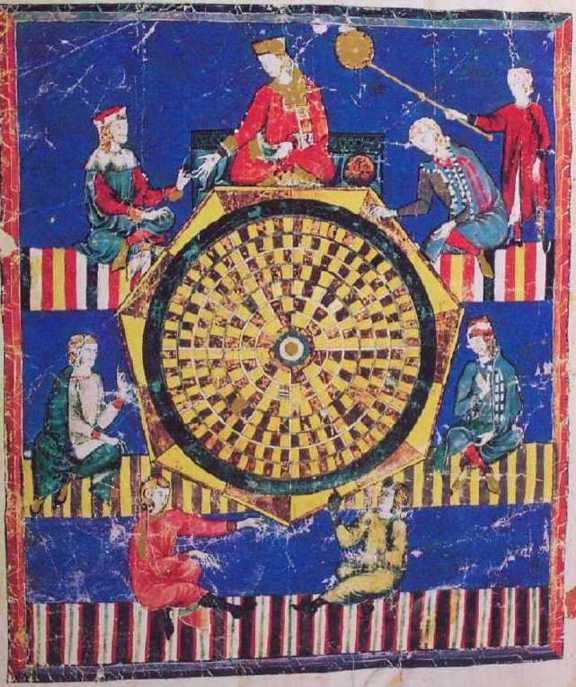
Alphonse X. Livre sur le jeu d'échecs, les dés et le trictrac. Jeu d'échecs astronomiques, 1283

Au Moyen Âge, le jeu d'échecs était perçu comme une allégorie de la vie dans toute sa complexité et dans ses diverses manifestations. Dans les jeux médiévaux, la vie est jouée en miniature et traduite dans la langue des symboles. C'est ainsi que la représentation des jeux d'échecs apparaît sur les miniatures des traités médiévaux. En même temps, les échecs étaient parfois utilisés comme métaphore dans un contexte plus large, sans rapport avec le jeu lui-même. Ce n'est qu'à la fin du XVe siècle, dans un poème en catalan intitulé Schacs d’Amour, que pour la première fois dans la littérature sur le jeu d'échecs le jeu et l'allégorie ont été réunis.
Les traités consacrés aux jeux, avec des vignettes représentant le jeu d'échecs sont divisés en plusieurs groupes :
- Souvent, le jeu symbolisait la lutte des aspirations vers le péché et des aspirations du héros vers la vertu.
- Parfois le jeu est perçu comme un modèle de la vie humaine avec ses périodes de bonheur et de malheur. Dans un traité du XIIIe siècle, attribué au pape Innocent III, l'auteur écrit : « Le monde est comme un échiquier, une case blanche et l'autre noire ; ainsi se succèdent la vie et la mort, le bonheur et le malheur. »[27] Dieu joue en déplaçant les pièces et en leur donnant la possibilité de gagner et de perdre.

|   | a | b | c | d | e | f | g | h |   |
| 8 | Dame noire sur case noire h8 · Roi blanc sur case noire a7 · Dame blanche sur case noire d6 · Pion blanc sur case noire a5 · Tour noire sur case blanche h5 · Cavalier blanc sur case noire d4 · Roi noir sur case blanche e4 · Fou noir sur case noire h4 · Pion noir sur case blanche b3 · Cavalier noir sur case blanche h3 · Fou noir sur case blanche a2 · Pion blanc sur case noire b2 · Tour blanche sur case blanche c2 · Tour blanche sur case noire f2 · Cavalier blanc sur case blanche b1 · Fou blanc sur case blanche d1 · Tour noire sur case blanche f1 · Cavalier noir sur case noire g1 | Dame noire sur case noire h8 · Roi blanc sur case noire a7 · Dame blanche sur case noire d6 · Pion blanc sur case noire a5 · Tour noire sur case blanche h5 · Cavalier blanc sur case noire d4 · Roi noir sur case blanche e4 · Fou noir sur case noire h4 · Pion noir sur case blanche b3 · Cavalier noir sur case blanche h3 · Fou noir sur case blanche a2 · Pion blanc sur case noire b2 · Tour blanche sur case blanche c2 · Tour blanche sur case noire f2 · Cavalier blanc sur case blanche b1 · Fou blanc sur case blanche d1 · Tour noire sur case blanche f1 · Cavalier noir sur case noire g1 | Dame noire sur case noire h8 · Roi blanc sur case noire a7 · Dame blanche sur case noire d6 · Pion blanc sur case noire a5 · Tour noire sur case blanche h5 · Cavalier blanc sur case noire d4 · Roi noir sur case blanche e4 · Fou noir sur case noire h4 · Pion noir sur case blanche b3 · Cavalier noir sur case blanche h3 · Fou noir sur case blanche a2 · Pion blanc sur case noire b2 · Tour blanche sur case blanche c2 · Tour blanche sur case noire f2 · Cavalier blanc sur case blanche b1 · Fou blanc sur case blanche d1 · Tour noire sur case blanche f1 · Cavalier noir sur case noire g1 | Dame noire sur case noire h8 · Roi blanc sur case noire a7 · Dame blanche sur case noire d6 · Pion blanc sur case noire a5 · Tour noire sur case blanche h5 · Cavalier blanc sur case noire d4 · Roi noir sur case blanche e4 · Fou noir sur case noire h4 · Pion noir sur case blanche b3 · Cavalier noir sur case blanche h3 · Fou noir sur case blanche a2 · Pion blanc sur case noire b2 · Tour blanche sur case blanche c2 · Tour blanche sur case noire f2 · Cavalier blanc sur case blanche b1 · Fou blanc sur case blanche d1 · Tour noire sur case blanche f1 · Cavalier noir sur case noire g1 | Dame noire sur case noire h8 · Roi blanc sur case noire a7 · Dame blanche sur case noire d6 · Pion blanc sur case noire a5 · Tour noire sur case blanche h5 · Cavalier blanc sur case noire d4 · Roi noir sur case blanche e4 · Fou noir sur case noire h4 · Pion noir sur case blanche b3 · Cavalier noir sur case blanche h3 · Fou noir sur case blanche a2 · Pion blanc sur case noire b2 · Tour blanche sur case blanche c2 · Tour blanche sur case noire f2 · Cavalier blanc sur case blanche b1 · Fou blanc sur case blanche d1 · Tour noire sur case blanche f1 · Cavalier noir sur case noire g1 | Dame noire sur case noire h8 · Roi blanc sur case noire a7 · Dame blanche sur case noire d6 · Pion blanc sur case noire a5 · Tour noire sur case blanche h5 · Cavalier blanc sur case noire d4 · Roi noir sur case blanche e4 · Fou noir sur case noire h4 · Pion noir sur case blanche b3 · Cavalier noir sur case blanche h3 · Fou noir sur case blanche a2 · Pion blanc sur case noire b2 · Tour blanche sur case blanche c2 · Tour blanche sur case noire f2 · Cavalier blanc sur case blanche b1 · Fou blanc sur case blanche d1 · Tour noire sur case blanche f1 · Cavalier noir sur case noire g1 | Dame noire sur case noire h8 · Roi blanc sur case noire a7 · Dame blanche sur case noire d6 · Pion blanc sur case noire a5 · Tour noire sur case blanche h5 · Cavalier blanc sur case noire d4 · Roi noir sur case blanche e4 · Fou noir sur case noire h4 · Pion noir sur case blanche b3 · Cavalier noir sur case blanche h3 · Fou noir sur case blanche a2 · Pion blanc sur case noire b2 · Tour blanche sur case blanche c2 · Tour blanche sur case noire f2 · Cavalier blanc sur case blanche b1 · Fou blanc sur case blanche d1 · Tour noire sur case blanche f1 · Cavalier noir sur case noire g1 | Dame noire sur case noire h8 · Roi blanc sur case noire a7 · Dame blanche sur case noire d6 · Pion blanc sur case noire a5 · Tour noire sur case blanche h5 · Cavalier blanc sur case noire d4 · Roi noir sur case blanche e4 · Fou noir sur case noire h4 · Pion noir sur case blanche b3 · Cavalier noir sur case blanche h3 · Fou noir sur case blanche a2 · Pion blanc sur case noire b2 · Tour blanche sur case blanche c2 · Tour blanche sur case noire f2 · Cavalier blanc sur case blanche b1 · Fou blanc sur case blanche d1 · Tour noire sur case blanche f1 · Cavalier noir sur case noire g1 | 8 |
| 7 | Dame noire sur case noire h8 · Roi blanc sur case noire a7 · Dame blanche sur case noire d6 · Pion blanc sur case noire a5 · Tour noire sur case blanche h5 · Cavalier blanc sur case noire d4 · Roi noir sur case blanche e4 · Fou noir sur case noire h4 · Pion noir sur case blanche b3 · Cavalier noir sur case blanche h3 · Fou noir sur case blanche a2 · Pion blanc sur case noire b2 · Tour blanche sur case blanche c2 · Tour blanche sur case noire f2 · Cavalier blanc sur case blanche b1 · Fou blanc sur case blanche d1 · Tour noire sur case blanche f1 · Cavalier noir sur case noire g1 | Dame noire sur case noire h8 · Roi blanc sur case noire a7 · Dame blanche sur case noire d6 · Pion blanc sur case noire a5 · Tour noire sur case blanche h5 · Cavalier blanc sur case noire d4 · Roi noir sur case blanche e4 · Fou noir sur case noire h4 · Pion noir sur case blanche b3 · Cavalier noir sur case blanche h3 · Fou noir sur case blanche a2 · Pion blanc sur case noire b2 · Tour blanche sur case blanche c2 · Tour blanche sur case noire f2 · Cavalier blanc sur case blanche b1 · Fou blanc sur case blanche d1 · Tour noire sur case blanche f1 · Cavalier noir sur case noire g1 | Dame noire sur case noire h8 · Roi blanc sur case noire a7 · Dame blanche sur case noire d6 · Pion blanc sur case noire a5 · Tour noire sur case blanche h5 · Cavalier blanc sur case noire d4 · Roi noir sur case blanche e4 · Fou noir sur case noire h4 · Pion noir sur case blanche b3 · Cavalier noir sur case blanche h3 · Fou noir sur case blanche a2 · Pion blanc sur case noire b2 · Tour blanche sur case blanche c2 · Tour blanche sur case noire f2 · Cavalier blanc sur case blanche b1 · Fou blanc sur case blanche d1 · Tour noire sur case blanche f1 · Cavalier noir sur case noire g1 | Dame noire sur case noire h8 · Roi blanc sur case noire a7 · Dame blanche sur case noire d6 · Pion blanc sur case noire a5 · Tour noire sur case blanche h5 · Cavalier blanc sur case noire d4 · Roi noir sur case blanche e4 · Fou noir sur case noire h4 · Pion noir sur case blanche b3 · Cavalier noir sur case blanche h3 · Fou noir sur case blanche a2 · Pion blanc sur case noire b2 · Tour blanche sur case blanche c2 · Tour blanche sur case noire f2 · Cavalier blanc sur case blanche b1 · Fou blanc sur case blanche d1 · Tour noire sur case blanche f1 · Cavalier noir sur case noire g1 | Dame noire sur case noire h8 · Roi blanc sur case noire a7 · Dame blanche sur case noire d6 · Pion blanc sur case noire a5 · Tour noire sur case blanche h5 · Cavalier blanc sur case noire d4 · Roi noir sur case blanche e4 · Fou noir sur case noire h4 · Pion noir sur case blanche b3 · Cavalier noir sur case blanche h3 · Fou noir sur case blanche a2 · Pion blanc sur case noire b2 · Tour blanche sur case blanche c2 · Tour blanche sur case noire f2 · Cavalier blanc sur case blanche b1 · Fou blanc sur case blanche d1 · Tour noire sur case blanche f1 · Cavalier noir sur case noire g1 | Dame noire sur case noire h8 · Roi blanc sur case noire a7 · Dame blanche sur case noire d6 · Pion blanc sur case noire a5 · Tour noire sur case blanche h5 · Cavalier blanc sur case noire d4 · Roi noir sur case blanche e4 · Fou noir sur case noire h4 · Pion noir sur case blanche b3 · Cavalier noir sur case blanche h3 · Fou noir sur case blanche a2 · Pion blanc sur case noire b2 · Tour blanche sur case blanche c2 · Tour blanche sur case noire f2 · Cavalier blanc sur case blanche b1 · Fou blanc sur case blanche d1 · Tour noire sur case blanche f1 · Cavalier noir sur case noire g1 | Dame noire sur case noire h8 · Roi blanc sur case noire a7 · Dame blanche sur case noire d6 · Pion blanc sur case noire a5 · Tour noire sur case blanche h5 · Cavalier blanc sur case noire d4 · Roi noir sur case blanche e4 · Fou noir sur case noire h4 · Pion noir sur case blanche b3 · Cavalier noir sur case blanche h3 · Fou noir sur case blanche a2 · Pion blanc sur case noire b2 · Tour blanche sur case blanche c2 · Tour blanche sur case noire f2 · Cavalier blanc sur case blanche b1 · Fou blanc sur case blanche d1 · Tour noire sur case blanche f1 · Cavalier noir sur case noire g1 | Dame noire sur case noire h8 · Roi blanc sur case noire a7 · Dame blanche sur case noire d6 · Pion blanc sur case noire a5 · Tour noire sur case blanche h5 · Cavalier blanc sur case noire d4 · Roi noir sur case blanche e4 · Fou noir sur case noire h4 · Pion noir sur case blanche b3 · Cavalier noir sur case blanche h3 · Fou noir sur case blanche a2 · Pion blanc sur case noire b2 · Tour blanche sur case blanche c2 · Tour blanche sur case noire f2 · Cavalier blanc sur case blanche b1 · Fou blanc sur case blanche d1 · Tour noire sur case blanche f1 · Cavalier noir sur case noire g1 | 7 |
| 6 | Dame noire sur case noire h8 · Roi blanc sur case noire a7 · Dame blanche sur case noire d6 · Pion blanc sur case noire a5 · Tour noire sur case blanche h5 · Cavalier blanc sur case noire d4 · Roi noir sur case blanche e4 · Fou noir sur case noire h4 · Pion noir sur case blanche b3 · Cavalier noir sur case blanche h3 · Fou noir sur case blanche a2 · Pion blanc sur case noire b2 · Tour blanche sur case blanche c2 · Tour blanche sur case noire f2 · Cavalier blanc sur case blanche b1 · Fou blanc sur case blanche d1 · Tour noire sur case blanche f1 · Cavalier noir sur case noire g1 | Dame noire sur case noire h8 · Roi blanc sur case noire a7 · Dame blanche sur case noire d6 · Pion blanc sur case noire a5 · Tour noire sur case blanche h5 · Cavalier blanc sur case noire d4 · Roi noir sur case blanche e4 · Fou noir sur case noire h4 · Pion noir sur case blanche b3 · Cavalier noir sur case blanche h3 · Fou noir sur case blanche a2 · Pion blanc sur case noire b2 · Tour blanche sur case blanche c2 · Tour blanche sur case noire f2 · Cavalier blanc sur case blanche b1 · Fou blanc sur case blanche d1 · Tour noire sur case blanche f1 · Cavalier noir sur case noire g1 | Dame noire sur case noire h8 · Roi blanc sur case noire a7 · Dame blanche sur case noire d6 · Pion blanc sur case noire a5 · Tour noire sur case blanche h5 · Cavalier blanc sur case noire d4 · Roi noir sur case blanche e4 · Fou noir sur case noire h4 · Pion noir sur case blanche b3 · Cavalier noir sur case blanche h3 · Fou noir sur case blanche a2 · Pion blanc sur case noire b2 · Tour blanche sur case blanche c2 · Tour blanche sur case noire f2 · Cavalier blanc sur case blanche b1 · Fou blanc sur case blanche d1 · Tour noire sur case blanche f1 · Cavalier noir sur case noire g1 | Dame noire sur case noire h8 · Roi blanc sur case noire a7 · Dame blanche sur case noire d6 · Pion blanc sur case noire a5 · Tour noire sur case blanche h5 · Cavalier blanc sur case noire d4 · Roi noir sur case blanche e4 · Fou noir sur case noire h4 · Pion noir sur case blanche b3 · Cavalier noir sur case blanche h3 · Fou noir sur case blanche a2 · Pion blanc sur case noire b2 · Tour blanche sur case blanche c2 · Tour blanche sur case noire f2 · Cavalier blanc sur case blanche b1 · Fou blanc sur case blanche d1 · Tour noire sur case blanche f1 · Cavalier noir sur case noire g1 | Dame noire sur case noire h8 · Roi blanc sur case noire a7 · Dame blanche sur case noire d6 · Pion blanc sur case noire a5 · Tour noire sur case blanche h5 · Cavalier blanc sur case noire d4 · Roi noir sur case blanche e4 · Fou noir sur case noire h4 · Pion noir sur case blanche b3 · Cavalier noir sur case blanche h3 · Fou noir sur case blanche a2 · Pion blanc sur case noire b2 · Tour blanche sur case blanche c2 · Tour blanche sur case noire f2 · Cavalier blanc sur case blanche b1 · Fou blanc sur case blanche d1 · Tour noire sur case blanche f1 · Cavalier noir sur case noire g1 | Dame noire sur case noire h8 · Roi blanc sur case noire a7 · Dame blanche sur case noire d6 · Pion blanc sur case noire a5 · Tour noire sur case blanche h5 · Cavalier blanc sur case noire d4 · Roi noir sur case blanche e4 · Fou noir sur case noire h4 · Pion noir sur case blanche b3 · Cavalier noir sur case blanche h3 · Fou noir sur case blanche a2 · Pion blanc sur case noire b2 · Tour blanche sur case blanche c2 · Tour blanche sur case noire f2 · Cavalier blanc sur case blanche b1 · Fou blanc sur case blanche d1 · Tour noire sur case blanche f1 · Cavalier noir sur case noire g1 | Dame noire sur case noire h8 · Roi blanc sur case noire a7 · Dame blanche sur case noire d6 · Pion blanc sur case noire a5 · Tour noire sur case blanche h5 · Cavalier blanc sur case noire d4 · Roi noir sur case blanche e4 · Fou noir sur case noire h4 · Pion noir sur case blanche b3 · Cavalier noir sur case blanche h3 · Fou noir sur case blanche a2 · Pion blanc sur case noire b2 · Tour blanche sur case blanche c2 · Tour blanche sur case noire f2 · Cavalier blanc sur case blanche b1 · Fou blanc sur case blanche d1 · Tour noire sur case blanche f1 · Cavalier noir sur case noire g1 | Dame noire sur case noire h8 · Roi blanc sur case noire a7 · Dame blanche sur case noire d6 · Pion blanc sur case noire a5 · Tour noire sur case blanche h5 · Cavalier blanc sur case noire d4 · Roi noir sur case blanche e4 · Fou noir sur case noire h4 · Pion noir sur case blanche b3 · Cavalier noir sur case blanche h3 · Fou noir sur case blanche a2 · Pion blanc sur case noire b2 · Tour blanche sur case blanche c2 · Tour blanche sur case noire f2 · Cavalier blanc sur case blanche b1 · Fou blanc sur case blanche d1 · Tour noire sur case blanche f1 · Cavalier noir sur case noire g1 | 6 |
| 5 | Dame noire sur case noire h8 · Roi blanc sur case noire a7 · Dame blanche sur case noire d6 · Pion blanc sur case noire a5 · Tour noire sur case blanche h5 · Cavalier blanc sur case noire d4 · Roi noir sur case blanche e4 · Fou noir sur case noire h4 · Pion noir sur case blanche b3 · Cavalier noir sur case blanche h3 · Fou noir sur case blanche a2 · Pion blanc sur case noire b2 · Tour blanche sur case blanche c2 · Tour blanche sur case noire f2 · Cavalier blanc sur case blanche b1 · Fou blanc sur case blanche d1 · Tour noire sur case blanche f1 · Cavalier noir sur case noire g1 | Dame noire sur case noire h8 · Roi blanc sur case noire a7 · Dame blanche sur case noire d6 · Pion blanc sur case noire a5 · Tour noire sur case blanche h5 · Cavalier blanc sur case noire d4 · Roi noir sur case blanche e4 · Fou noir sur case noire h4 · Pion noir sur case blanche b3 · Cavalier noir sur case blanche h3 · Fou noir sur case blanche a2 · Pion blanc sur case noire b2 · Tour blanche sur case blanche c2 · Tour blanche sur case noire f2 · Cavalier blanc sur case blanche b1 · Fou blanc sur case blanche d1 · Tour noire sur case blanche f1 · Cavalier noir sur case noire g1 | Dame noire sur case noire h8 · Roi blanc sur case noire a7 · Dame blanche sur case noire d6 · Pion blanc sur case noire a5 · Tour noire sur case blanche h5 · Cavalier blanc sur case noire d4 · Roi noir sur case blanche e4 · Fou noir sur case noire h4 · Pion noir sur case blanche b3 · Cavalier noir sur case blanche h3 · Fou noir sur case blanche a2 · Pion blanc sur case noire b2 · Tour blanche sur case blanche c2 · Tour blanche sur case noire f2 · Cavalier blanc sur case blanche b1 · Fou blanc sur case blanche d1 · Tour noire sur case blanche f1 · Cavalier noir sur case noire g1 | Dame noire sur case noire h8 · Roi blanc sur case noire a7 · Dame blanche sur case noire d6 · Pion blanc sur case noire a5 · Tour noire sur case blanche h5 · Cavalier blanc sur case noire d4 · Roi noir sur case blanche e4 · Fou noir sur case noire h4 · Pion noir sur case blanche b3 · Cavalier noir sur case blanche h3 · Fou noir sur case blanche a2 · Pion blanc sur case noire b2 · Tour blanche sur case blanche c2 · Tour blanche sur case noire f2 · Cavalier blanc sur case blanche b1 · Fou blanc sur case blanche d1 · Tour noire sur case blanche f1 · Cavalier noir sur case noire g1 | Dame noire sur case noire h8 · Roi blanc sur case noire a7 · Dame blanche sur case noire d6 · Pion blanc sur case noire a5 · Tour noire sur case blanche h5 · Cavalier blanc sur case noire d4 · Roi noir sur case blanche e4 · Fou noir sur case noire h4 · Pion noir sur case blanche b3 · Cavalier noir sur case blanche h3 · Fou noir sur case blanche a2 · Pion blanc sur case noire b2 · Tour blanche sur case blanche c2 · Tour blanche sur case noire f2 · Cavalier blanc sur case blanche b1 · Fou blanc sur case blanche d1 · Tour noire sur case blanche f1 · Cavalier noir sur case noire g1 | Dame noire sur case noire h8 · Roi blanc sur case noire a7 · Dame blanche sur case noire d6 · Pion blanc sur case noire a5 · Tour noire sur case blanche h5 · Cavalier blanc sur case noire d4 · Roi noir sur case blanche e4 · Fou noir sur case noire h4 · Pion noir sur case blanche b3 · Cavalier noir sur case blanche h3 · Fou noir sur case blanche a2 · Pion blanc sur case noire b2 · Tour blanche sur case blanche c2 · Tour blanche sur case noire f2 · Cavalier blanc sur case blanche b1 · Fou blanc sur case blanche d1 · Tour noire sur case blanche f1 · Cavalier noir sur case noire g1 | Dame noire sur case noire h8 · Roi blanc sur case noire a7 · Dame blanche sur case noire d6 · Pion blanc sur case noire a5 · Tour noire sur case blanche h5 · Cavalier blanc sur case noire d4 · Roi noir sur case blanche e4 · Fou noir sur case noire h4 · Pion noir sur case blanche b3 · Cavalier noir sur case blanche h3 · Fou noir sur case blanche a2 · Pion blanc sur case noire b2 · Tour blanche sur case blanche c2 · Tour blanche sur case noire f2 · Cavalier blanc sur case blanche b1 · Fou blanc sur case blanche d1 · Tour noire sur case blanche f1 · Cavalier noir sur case noire g1 | Dame noire sur case noire h8 · Roi blanc sur case noire a7 · Dame blanche sur case noire d6 · Pion blanc sur case noire a5 · Tour noire sur case blanche h5 · Cavalier blanc sur case noire d4 · Roi noir sur case blanche e4 · Fou noir sur case noire h4 · Pion noir sur case blanche b3 · Cavalier noir sur case blanche h3 · Fou noir sur case blanche a2 · Pion blanc sur case noire b2 · Tour blanche sur case blanche c2 · Tour blanche sur case noire f2 · Cavalier blanc sur case blanche b1 · Fou blanc sur case blanche d1 · Tour noire sur case blanche f1 · Cavalier noir sur case noire g1 | 5 |
| 4 | Dame noire sur case noire h8 · Roi blanc sur case noire a7 · Dame blanche sur case noire d6 · Pion blanc sur case noire a5 · Tour noire sur case blanche h5 · Cavalier blanc sur case noire d4 · Roi noir sur case blanche e4 · Fou noir sur case noire h4 · Pion noir sur case blanche b3 · Cavalier noir sur case blanche h3 · Fou noir sur case blanche a2 · Pion blanc sur case noire b2 · Tour blanche sur case blanche c2 · Tour blanche sur case noire f2 · Cavalier blanc sur case blanche b1 · Fou blanc sur case blanche d1 · Tour noire sur case blanche f1 · Cavalier noir sur case noire g1 | Dame noire sur case noire h8 · Roi blanc sur case noire a7 · Dame blanche sur case noire d6 · Pion blanc sur case noire a5 · Tour noire sur case blanche h5 · Cavalier blanc sur case noire d4 · Roi noir sur case blanche e4 · Fou noir sur case noire h4 · Pion noir sur case blanche b3 · Cavalier noir sur case blanche h3 · Fou noir sur case blanche a2 · Pion blanc sur case noire b2 · Tour blanche sur case blanche c2 · Tour blanche sur case noire f2 · Cavalier blanc sur case blanche b1 · Fou blanc sur case blanche d1 · Tour noire sur case blanche f1 · Cavalier noir sur case noire g1 | Dame noire sur case noire h8 · Roi blanc sur case noire a7 · Dame blanche sur case noire d6 · Pion blanc sur case noire a5 · Tour noire sur case blanche h5 · Cavalier blanc sur case noire d4 · Roi noir sur case blanche e4 · Fou noir sur case noire h4 · Pion noir sur case blanche b3 · Cavalier noir sur case blanche h3 · Fou noir sur case blanche a2 · Pion blanc sur case noire b2 · Tour blanche sur case blanche c2 · Tour blanche sur case noire f2 · Cavalier blanc sur case blanche b1 · Fou blanc sur case blanche d1 · Tour noire sur case blanche f1 · Cavalier noir sur case noire g1 | Dame noire sur case noire h8 · Roi blanc sur case noire a7 · Dame blanche sur case noire d6 · Pion blanc sur case noire a5 · Tour noire sur case blanche h5 · Cavalier blanc sur case noire d4 · Roi noir sur case blanche e4 · Fou noir sur case noire h4 · Pion noir sur case blanche b3 · Cavalier noir sur case blanche h3 · Fou noir sur case blanche a2 · Pion blanc sur case noire b2 · Tour blanche sur case blanche c2 · Tour blanche sur case noire f2 · Cavalier blanc sur case blanche b1 · Fou blanc sur case blanche d1 · Tour noire sur case blanche f1 · Cavalier noir sur case noire g1 | Dame noire sur case noire h8 · Roi blanc sur case noire a7 · Dame blanche sur case noire d6 · Pion blanc sur case noire a5 · Tour noire sur case blanche h5 · Cavalier blanc sur case noire d4 · Roi noir sur case blanche e4 · Fou noir sur case noire h4 · Pion noir sur case blanche b3 · Cavalier noir sur case blanche h3 · Fou noir sur case blanche a2 · Pion blanc sur case noire b2 · Tour blanche sur case blanche c2 · Tour blanche sur case noire f2 · Cavalier blanc sur case blanche b1 · Fou blanc sur case blanche d1 · Tour noire sur case blanche f1 · Cavalier noir sur case noire g1 | Dame noire sur case noire h8 · Roi blanc sur case noire a7 · Dame blanche sur case noire d6 · Pion blanc sur case noire a5 · Tour noire sur case blanche h5 · Cavalier blanc sur case noire d4 · Roi noir sur case blanche e4 · Fou noir sur case noire h4 · Pion noir sur case blanche b3 · Cavalier noir sur case blanche h3 · Fou noir sur case blanche a2 · Pion blanc sur case noire b2 · Tour blanche sur case blanche c2 · Tour blanche sur case noire f2 · Cavalier blanc sur case blanche b1 · Fou blanc sur case blanche d1 · Tour noire sur case blanche f1 · Cavalier noir sur case noire g1 | Dame noire sur case noire h8 · Roi blanc sur case noire a7 · Dame blanche sur case noire d6 · Pion blanc sur case noire a5 · Tour noire sur case blanche h5 · Cavalier blanc sur case noire d4 · Roi noir sur case blanche e4 · Fou noir sur case noire h4 · Pion noir sur case blanche b3 · Cavalier noir sur case blanche h3 · Fou noir sur case blanche a2 · Pion blanc sur case noire b2 · Tour blanche sur case blanche c2 · Tour blanche sur case noire f2 · Cavalier blanc sur case blanche b1 · Fou blanc sur case blanche d1 · Tour noire sur case blanche f1 · Cavalier noir sur case noire g1 | Dame noire sur case noire h8 · Roi blanc sur case noire a7 · Dame blanche sur case noire d6 · Pion blanc sur case noire a5 · Tour noire sur case blanche h5 · Cavalier blanc sur case noire d4 · Roi noir sur case blanche e4 · Fou noir sur case noire h4 · Pion noir sur case blanche b3 · Cavalier noir sur case blanche h3 · Fou noir sur case blanche a2 · Pion blanc sur case noire b2 · Tour blanche sur case blanche c2 · Tour blanche sur case noire f2 · Cavalier blanc sur case blanche b1 · Fou blanc sur case blanche d1 · Tour noire sur case blanche f1 · Cavalier noir sur case noire g1 | 4 |
| 3 | Dame noire sur case noire h8 · Roi blanc sur case noire a7 · Dame blanche sur case noire d6 · Pion blanc sur case noire a5 · Tour noire sur case blanche h5 · Cavalier blanc sur case noire d4 · Roi noir sur case blanche e4 · Fou noir sur case noire h4 · Pion noir sur case blanche b3 · Cavalier noir sur case blanche h3 · Fou noir sur case blanche a2 · Pion blanc sur case noire b2 · Tour blanche sur case blanche c2 · Tour blanche sur case noire f2 · Cavalier blanc sur case blanche b1 · Fou blanc sur case blanche d1 · Tour noire sur case blanche f1 · Cavalier noir sur case noire g1 | Dame noire sur case noire h8 · Roi blanc sur case noire a7 · Dame blanche sur case noire d6 · Pion blanc sur case noire a5 · Tour noire sur case blanche h5 · Cavalier blanc sur case noire d4 · Roi noir sur case blanche e4 · Fou noir sur case noire h4 · Pion noir sur case blanche b3 · Cavalier noir sur case blanche h3 · Fou noir sur case blanche a2 · Pion blanc sur case noire b2 · Tour blanche sur case blanche c2 · Tour blanche sur case noire f2 · Cavalier blanc sur case blanche b1 · Fou blanc sur case blanche d1 · Tour noire sur case blanche f1 · Cavalier noir sur case noire g1 | Dame noire sur case noire h8 · Roi blanc sur case noire a7 · Dame blanche sur case noire d6 · Pion blanc sur case noire a5 · Tour noire sur case blanche h5 · Cavalier blanc sur case noire d4 · Roi noir sur case blanche e4 · Fou noir sur case noire h4 · Pion noir sur case blanche b3 · Cavalier noir sur case blanche h3 · Fou noir sur case blanche a2 · Pion blanc sur case noire b2 · Tour blanche sur case blanche c2 · Tour blanche sur case noire f2 · Cavalier blanc sur case blanche b1 · Fou blanc sur case blanche d1 · Tour noire sur case blanche f1 · Cavalier noir sur case noire g1 | Dame noire sur case noire h8 · Roi blanc sur case noire a7 · Dame blanche sur case noire d6 · Pion blanc sur case noire a5 · Tour noire sur case blanche h5 · Cavalier blanc sur case noire d4 · Roi noir sur case blanche e4 · Fou noir sur case noire h4 · Pion noir sur case blanche b3 · Cavalier noir sur case blanche h3 · Fou noir sur case blanche a2 · Pion blanc sur case noire b2 · Tour blanche sur case blanche c2 · Tour blanche sur case noire f2 · Cavalier blanc sur case blanche b1 · Fou blanc sur case blanche d1 · Tour noire sur case blanche f1 · Cavalier noir sur case noire g1 | Dame noire sur case noire h8 · Roi blanc sur case noire a7 · Dame blanche sur case noire d6 · Pion blanc sur case noire a5 · Tour noire sur case blanche h5 · Cavalier blanc sur case noire d4 · Roi noir sur case blanche e4 · Fou noir sur case noire h4 · Pion noir sur case blanche b3 · Cavalier noir sur case blanche h3 · Fou noir sur case blanche a2 · Pion blanc sur case noire b2 · Tour blanche sur case blanche c2 · Tour blanche sur case noire f2 · Cavalier blanc sur case blanche b1 · Fou blanc sur case blanche d1 · Tour noire sur case blanche f1 · Cavalier noir sur case noire g1 | Dame noire sur case noire h8 · Roi blanc sur case noire a7 · Dame blanche sur case noire d6 · Pion blanc sur case noire a5 · Tour noire sur case blanche h5 · Cavalier blanc sur case noire d4 · Roi noir sur case blanche e4 · Fou noir sur case noire h4 · Pion noir sur case blanche b3 · Cavalier noir sur case blanche h3 · Fou noir sur case blanche a2 · Pion blanc sur case noire b2 · Tour blanche sur case blanche c2 · Tour blanche sur case noire f2 · Cavalier blanc sur case blanche b1 · Fou blanc sur case blanche d1 · Tour noire sur case blanche f1 · Cavalier noir sur case noire g1 | Dame noire sur case noire h8 · Roi blanc sur case noire a7 · Dame blanche sur case noire d6 · Pion blanc sur case noire a5 · Tour noire sur case blanche h5 · Cavalier blanc sur case noire d4 · Roi noir sur case blanche e4 · Fou noir sur case noire h4 · Pion noir sur case blanche b3 · Cavalier noir sur case blanche h3 · Fou noir sur case blanche a2 · Pion blanc sur case noire b2 · Tour blanche sur case blanche c2 · Tour blanche sur case noire f2 · Cavalier blanc sur case blanche b1 · Fou blanc sur case blanche d1 · Tour noire sur case blanche f1 · Cavalier noir sur case noire g1 | Dame noire sur case noire h8 · Roi blanc sur case noire a7 · Dame blanche sur case noire d6 · Pion blanc sur case noire a5 · Tour noire sur case blanche h5 · Cavalier blanc sur case noire d4 · Roi noir sur case blanche e4 · Fou noir sur case noire h4 · Pion noir sur case blanche b3 · Cavalier noir sur case blanche h3 · Fou noir sur case blanche a2 · Pion blanc sur case noire b2 · Tour blanche sur case blanche c2 · Tour blanche sur case noire f2 · Cavalier blanc sur case blanche b1 · Fou blanc sur case blanche d1 · Tour noire sur case blanche f1 · Cavalier noir sur case noire g1 | 3 |
| 2 | Dame noire sur case noire h8 · Roi blanc sur case noire a7 · Dame blanche sur case noire d6 · Pion blanc sur case noire a5 · Tour noire sur case blanche h5 · Cavalier blanc sur case noire d4 · Roi noir sur case blanche e4 · Fou noir sur case noire h4 · Pion noir sur case blanche b3 · Cavalier noir sur case blanche h3 · Fou noir sur case blanche a2 · Pion blanc sur case noire b2 · Tour blanche sur case blanche c2 · Tour blanche sur case noire f2 · Cavalier blanc sur case blanche b1 · Fou blanc sur case blanche d1 · Tour noire sur case blanche f1 · Cavalier noir sur case noire g1 | Dame noire sur case noire h8 · Roi blanc sur case noire a7 · Dame blanche sur case noire d6 · Pion blanc sur case noire a5 · Tour noire sur case blanche h5 · Cavalier blanc sur case noire d4 · Roi noir sur case blanche e4 · Fou noir sur case noire h4 · Pion noir sur case blanche b3 · Cavalier noir sur case blanche h3 · Fou noir sur case blanche a2 · Pion blanc sur case noire b2 · Tour blanche sur case blanche c2 · Tour blanche sur case noire f2 · Cavalier blanc sur case blanche b1 · Fou blanc sur case blanche d1 · Tour noire sur case blanche f1 · Cavalier noir sur case noire g1 | Dame noire sur case noire h8 · Roi blanc sur case noire a7 · Dame blanche sur case noire d6 · Pion blanc sur case noire a5 · Tour noire sur case blanche h5 · Cavalier blanc sur case noire d4 · Roi noir sur case blanche e4 · Fou noir sur case noire h4 · Pion noir sur case blanche b3 · Cavalier noir sur case blanche h3 · Fou noir sur case blanche a2 · Pion blanc sur case noire b2 · Tour blanche sur case blanche c2 · Tour blanche sur case noire f2 · Cavalier blanc sur case blanche b1 · Fou blanc sur case blanche d1 · Tour noire sur case blanche f1 · Cavalier noir sur case noire g1 | Dame noire sur case noire h8 · Roi blanc sur case noire a7 · Dame blanche sur case noire d6 · Pion blanc sur case noire a5 · Tour noire sur case blanche h5 · Cavalier blanc sur case noire d4 · Roi noir sur case blanche e4 · Fou noir sur case noire h4 · Pion noir sur case blanche b3 · Cavalier noir sur case blanche h3 · Fou noir sur case blanche a2 · Pion blanc sur case noire b2 · Tour blanche sur case blanche c2 · Tour blanche sur case noire f2 · Cavalier blanc sur case blanche b1 · Fou blanc sur case blanche d1 · Tour noire sur case blanche f1 · Cavalier noir sur case noire g1 | Dame noire sur case noire h8 · Roi blanc sur case noire a7 · Dame blanche sur case noire d6 · Pion blanc sur case noire a5 · Tour noire sur case blanche h5 · Cavalier blanc sur case noire d4 · Roi noir sur case blanche e4 · Fou noir sur case noire h4 · Pion noir sur case blanche b3 · Cavalier noir sur case blanche h3 · Fou noir sur case blanche a2 · Pion blanc sur case noire b2 · Tour blanche sur case blanche c2 · Tour blanche sur case noire f2 · Cavalier blanc sur case blanche b1 · Fou blanc sur case blanche d1 · Tour noire sur case blanche f1 · Cavalier noir sur case noire g1 | Dame noire sur case noire h8 · Roi blanc sur case noire a7 · Dame blanche sur case noire d6 · Pion blanc sur case noire a5 · Tour noire sur case blanche h5 · Cavalier blanc sur case noire d4 · Roi noir sur case blanche e4 · Fou noir sur case noire h4 · Pion noir sur case blanche b3 · Cavalier noir sur case blanche h3 · Fou noir sur case blanche a2 · Pion blanc sur case noire b2 · Tour blanche sur case blanche c2 · Tour blanche sur case noire f2 · Cavalier blanc sur case blanche b1 · Fou blanc sur case blanche d1 · Tour noire sur case blanche f1 · Cavalier noir sur case noire g1 | Dame noire sur case noire h8 · Roi blanc sur case noire a7 · Dame blanche sur case noire d6 · Pion blanc sur case noire a5 · Tour noire sur case blanche h5 · Cavalier blanc sur case noire d4 · Roi noir sur case blanche e4 · Fou noir sur case noire h4 · Pion noir sur case blanche b3 · Cavalier noir sur case blanche h3 · Fou noir sur case blanche a2 · Pion blanc sur case noire b2 · Tour blanche sur case blanche c2 · Tour blanche sur case noire f2 · Cavalier blanc sur case blanche b1 · Fou blanc sur case blanche d1 · Tour noire sur case blanche f1 · Cavalier noir sur case noire g1 | Dame noire sur case noire h8 · Roi blanc sur case noire a7 · Dame blanche sur case noire d6 · Pion blanc sur case noire a5 · Tour noire sur case blanche h5 · Cavalier blanc sur case noire d4 · Roi noir sur case blanche e4 · Fou noir sur case noire h4 · Pion noir sur case blanche b3 · Cavalier noir sur case blanche h3 · Fou noir sur case blanche a2 · Pion blanc sur case noire b2 · Tour blanche sur case blanche c2 · Tour blanche sur case noire f2 · Cavalier blanc sur case blanche b1 · Fou blanc sur case blanche d1 · Tour noire sur case blanche f1 · Cavalier noir sur case noire g1 | 2 |
| 1 | Dame noire sur case noire h8 · Roi blanc sur case noire a7 · Dame blanche sur case noire d6 · Pion blanc sur case noire a5 · Tour noire sur case blanche h5 · Cavalier blanc sur case noire d4 · Roi noir sur case blanche e4 · Fou noir sur case noire h4 · Pion noir sur case blanche b3 · Cavalier noir sur case blanche h3 · Fou noir sur case blanche a2 · Pion blanc sur case noire b2 · Tour blanche sur case blanche c2 · Tour blanche sur case noire f2 · Cavalier blanc sur case blanche b1 · Fou blanc sur case blanche d1 · Tour noire sur case blanche f1 · Cavalier noir sur case noire g1 | Dame noire sur case noire h8 · Roi blanc sur case noire a7 · Dame blanche sur case noire d6 · Pion blanc sur case noire a5 · Tour noire sur case blanche h5 · Cavalier blanc sur case noire d4 · Roi noir sur case blanche e4 · Fou noir sur case noire h4 · Pion noir sur case blanche b3 · Cavalier noir sur case blanche h3 · Fou noir sur case blanche a2 · Pion blanc sur case noire b2 · Tour blanche sur case blanche c2 · Tour blanche sur case noire f2 · Cavalier blanc sur case blanche b1 · Fou blanc sur case blanche d1 · Tour noire sur case blanche f1 · Cavalier noir sur case noire g1 | Dame noire sur case noire h8 · Roi blanc sur case noire a7 · Dame blanche sur case noire d6 · Pion blanc sur case noire a5 · Tour noire sur case blanche h5 · Cavalier blanc sur case noire d4 · Roi noir sur case blanche e4 · Fou noir sur case noire h4 · Pion noir sur case blanche b3 · Cavalier noir sur case blanche h3 · Fou noir sur case blanche a2 · Pion blanc sur case noire b2 · Tour blanche sur case blanche c2 · Tour blanche sur case noire f2 · Cavalier blanc sur case blanche b1 · Fou blanc sur case blanche d1 · Tour noire sur case blanche f1 · Cavalier noir sur case noire g1 | Dame noire sur case noire h8 · Roi blanc sur case noire a7 · Dame blanche sur case noire d6 · Pion blanc sur case noire a5 · Tour noire sur case blanche h5 · Cavalier blanc sur case noire d4 · Roi noir sur case blanche e4 · Fou noir sur case noire h4 · Pion noir sur case blanche b3 · Cavalier noir sur case blanche h3 · Fou noir sur case blanche a2 · Pion blanc sur case noire b2 · Tour blanche sur case blanche c2 · Tour blanche sur case noire f2 · Cavalier blanc sur case blanche b1 · Fou blanc sur case blanche d1 · Tour noire sur case blanche f1 · Cavalier noir sur case noire g1 | Dame noire sur case noire h8 · Roi blanc sur case noire a7 · Dame blanche sur case noire d6 · Pion blanc sur case noire a5 · Tour noire sur case blanche h5 · Cavalier blanc sur case noire d4 · Roi noir sur case blanche e4 · Fou noir sur case noire h4 · Pion noir sur case blanche b3 · Cavalier noir sur case blanche h3 · Fou noir sur case blanche a2 · Pion blanc sur case noire b2 · Tour blanche sur case blanche c2 · Tour blanche sur case noire f2 · Cavalier blanc sur case blanche b1 · Fou blanc sur case blanche d1 · Tour noire sur case blanche f1 · Cavalier noir sur case noire g1 | Dame noire sur case noire h8 · Roi blanc sur case noire a7 · Dame blanche sur case noire d6 · Pion blanc sur case noire a5 · Tour noire sur case blanche h5 · Cavalier blanc sur case noire d4 · Roi noir sur case blanche e4 · Fou noir sur case noire h4 · Pion noir sur case blanche b3 · Cavalier noir sur case blanche h3 · Fou noir sur case blanche a2 · Pion blanc sur case noire b2 · Tour blanche sur case blanche c2 · Tour blanche sur case noire f2 · Cavalier blanc sur case blanche b1 · Fou blanc sur case blanche d1 · Tour noire sur case blanche f1 · Cavalier noir sur case noire g1 | Dame noire sur case noire h8 · Roi blanc sur case noire a7 · Dame blanche sur case noire d6 · Pion blanc sur case noire a5 · Tour noire sur case blanche h5 · Cavalier blanc sur case noire d4 · Roi noir sur case blanche e4 · Fou noir sur case noire h4 · Pion noir sur case blanche b3 · Cavalier noir sur case blanche h3 · Fou noir sur case blanche a2 · Pion blanc sur case noire b2 · Tour blanche sur case blanche c2 · Tour blanche sur case noire f2 · Cavalier blanc sur case blanche b1 · Fou blanc sur case blanche d1 · Tour noire sur case blanche f1 · Cavalier noir sur case noire g1 | Dame noire sur case noire h8 · Roi blanc sur case noire a7 · Dame blanche sur case noire d6 · Pion blanc sur case noire a5 · Tour noire sur case blanche h5 · Cavalier blanc sur case noire d4 · Roi noir sur case blanche e4 · Fou noir sur case noire h4 · Pion noir sur case blanche b3 · Cavalier noir sur case blanche h3 · Fou noir sur case blanche a2 · Pion blanc sur case noire b2 · Tour blanche sur case blanche c2 · Tour blanche sur case noire f2 · Cavalier blanc sur case blanche b1 · Fou blanc sur case blanche d1 · Tour noire sur case blanche f1 · Cavalier noir sur case noire g1 | 1 |
|   | a | b | c | d | e | f | g | h |   |

- La juxtaposition des pièces du jeu d'échecs comme différentes classes réparties en trois ordres sociaux le rendait populaire. Les pièces de l'échiquier, dont le statut varie, dépendent les unes des autres et agissent ensemble pour atteindre un seul objectif. Le traité du moine dominicain Jacques de Cessoles Livre sur les mœurs et les obligations de la noblesse, ou du jeu d'échec (latin : «Liber de moribus hominum et officiis nobilium siue super ludo scacchorum») paraît au milieu du XIIIe siècle et rattache les pièces d'échecs aux personnages de la société, le jeu étant perçu comme un modèle de l'ordre social dans lequel le Tiers état joue un rôle important. Le grand nombre de manuscrits de Jacques de Cessoles témoigne de la large diffusion du traité. Sur les miniatures, les pièces du jeu sont dotées d'une iconographie variée des attributs liés à leur statut symbolique. Le roi était représenté avec une couronne sur la tête et dans un manteau pourpre, les pions étaient représentés munis d'outils agricoles ou artisanaux[29].
- L'amour, comme le jeu d'échecs, nécessite une partenaire, c'est pourquoi il est souvent associé au jeu d'échecs. Les représentations de femmes dans le traité Le Livre des jeux, commandé par Alphonse X le Sage et achevé en 1283, reflète précisément cette tendance. Les parties d'échecs apparaissent souvent comme des métaphores de l'amour courtois. Vers la fin du XVe siècle, trois manuscrits de Robinet Testard sont consacrés à une telle interprétation allégorique du jeu d'échecs. Le manuscrit le plus connu est intitulé Le livre des échecs amoureux moralisés, et est créé pour la comtesse Louise de Savoie. L'ouvrage se présente comme un commentaire en prose du poème Les Échecs de l'amour d'Évrard de Conty, créé à la fin du XIVe siècle, illustré par Robinet Testard. Ses destinataires, Charles d'Angoulème et Louise de Savoie, étaient de grands connaisseurs des échecs et possédaient toute une bibliothèque de traités sur le thème des échecs[30].
- Les moralistes ont comparé l'art de gouverner à celui de jouer au jeu d'échecs, considéré comme un signe de sagesse politique. Le traité Dialogue sur le jeu d'échec (Dialogus de Scaccario), écrit par Richard Fitz Neil, trésorier du roi Henri II Plantagenêt, décrit l'apparence du Trésor anglais médiéval appelé l'Échiquier. Celui-ci a été appelé ainsi en raison du tissu à carreaux sur lequel les comptes étaient établis et qui ressemblait à un échiquier. L'auteur compare l'interaction entre le trésorier et les shérifs avec le jeu d'échecs[31].

L'ouvrage en latin De Ludo Schacorum occupe une place particulière dans la littérature spécialisée. Son auteur est le moine italien mathématicien Luca Pacioli du monastère du Saint-Sépulcre. Le traité est également connu sous le nom de Chasser l'ennui (latin : «Schifanoia»). Une partie des illustrations du traité est attribuée à Léonard de Vinci, mais une partie des chercheurs retient surtout les problèmes d'échecs de cet ouvrage.

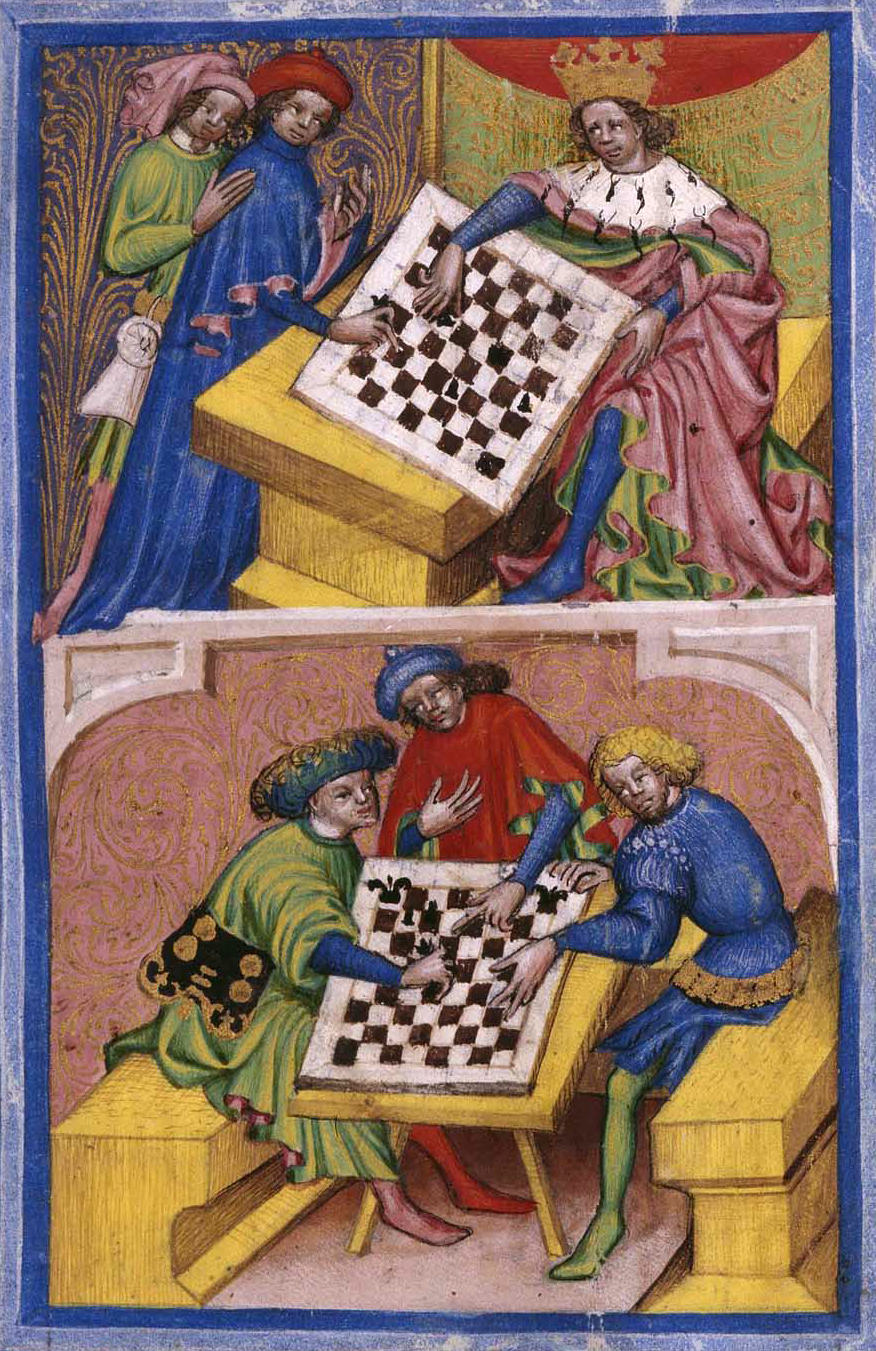
Anonyme. Traité sur le jeu d'échecs, République tchèque (?), début du XVe siècle
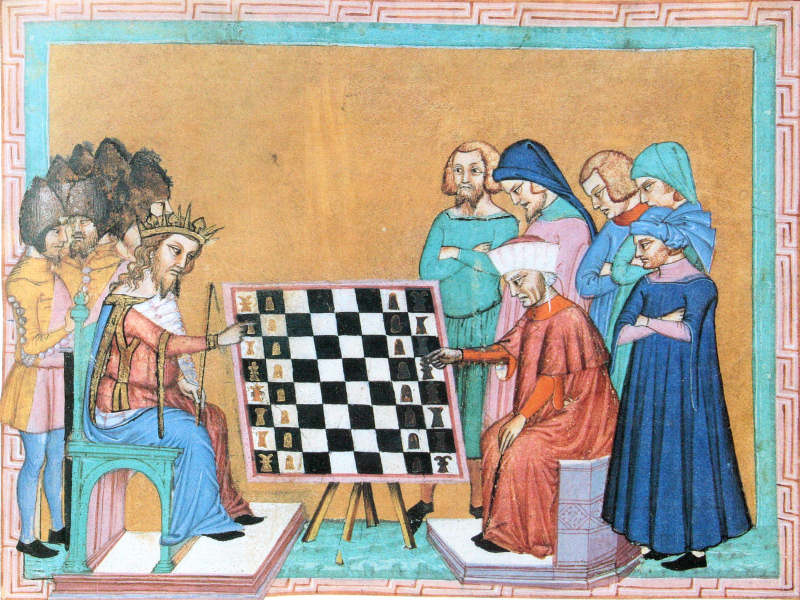
Jacques de Cessoles. Livre sur les mœurs et les devoirs de la noblesse, ou Sur le jeu d'échecs. Joueurs d'échecs, XVe siècle
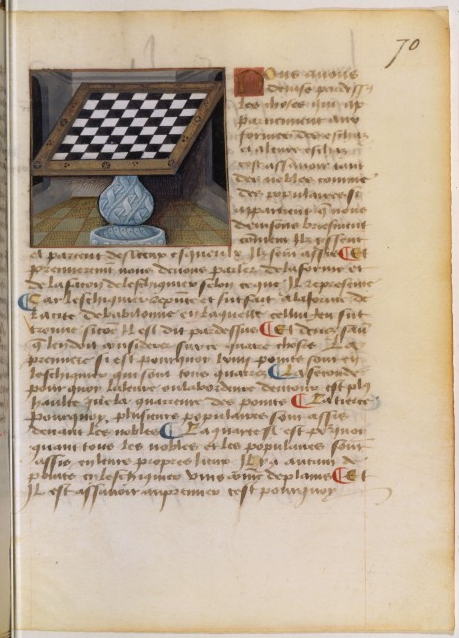
Robinet Testard. Livre sur les mœurs et les devoirs de la noblesse, ou Sur le jeu d'échecs, vers 1500
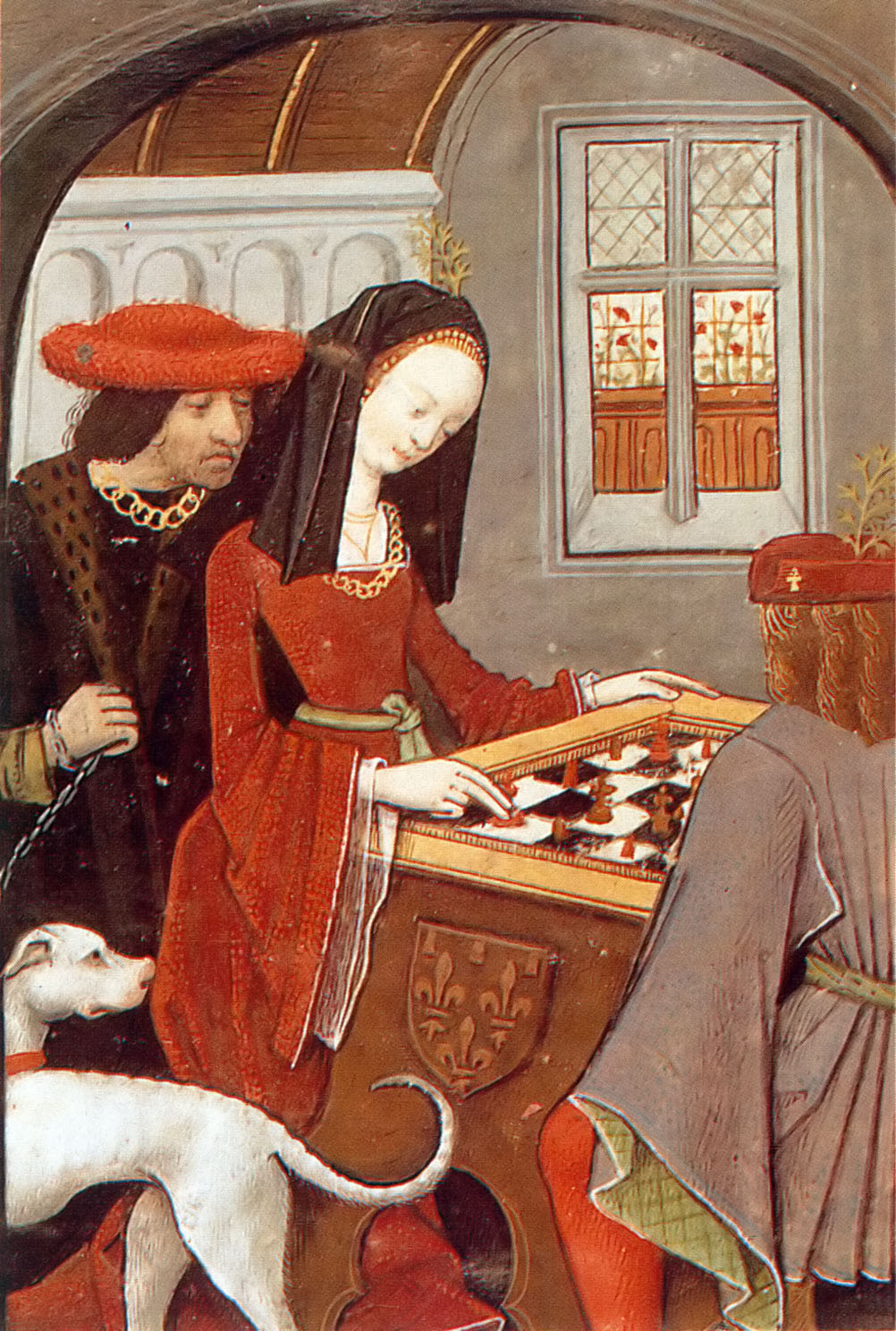
Robinet Testard, Le livre des échecs amoureux moralisés (Charles d'Angoulême et Louise de Savoie jouant aux échecs), 1496-1498

## Le jeu d'échecs dans les miniatures des romans de chevalerie
Les échecs sont mentionnés dans les romans de chevalerie, notamment dans Tristan (de)de Gottfried von Straßburg, Parzival de Wolfram von Eschenbach, Der Renner (de) de Hugo von Trimberg (en), Der Wälsche Gast de Thomasin von Zirclaere (en), dans le Roman de Guiron le Courtois de Rustichello de Pise, dans la Chanson de geste, et encore dans les recueils poétiques de Carmina Burana et le Codex Manesse. Les échecs sont représentés dans des miniatures de ces ouvrages. Les héros des œuvres jouent aux échecs, regardent jouer et utilisent encore l'échiquier à d'autres fins. Dans de telles œuvres, les échecs deviennent un symbole de la culture de la cour, de ses idéaux, de ses valeurs. Le jeu d'échecs est considéré comme un moyen d'éducation aristocratique.
Le rôle du jeu d'échecs dans ces œuvres peut varier : chez Chrétien de Troyes, dans le roman Perceval ou le Conte du Graal, les échecs, s'ils apparaissent, sont plutôt associés à la violence et à la passion (souvent le héros utilise l'échiquier au combat comme une arme et c'est le thème choisi par des miniaturistes français[Lesquels ?]) ; Renaud de Montauban, dans l'illustration d'un roman chevaleresque relatant ses aventures, détruit l'échiquier de ses adversaires ; dans la version ultérieure de Dido-Perseval, qui est considérée comme un récit en prose d'un livre disparu de Robert de Boron, les échecs finissent pas être le centre de la narration et le héros acquiert une expérience de vie intéressante en jouant aux échecs. Une représentation d'une partie d'échec interrompue se trouve dans les Annales et conquêtes de Charlemagne de Jean Tavernier (1455).

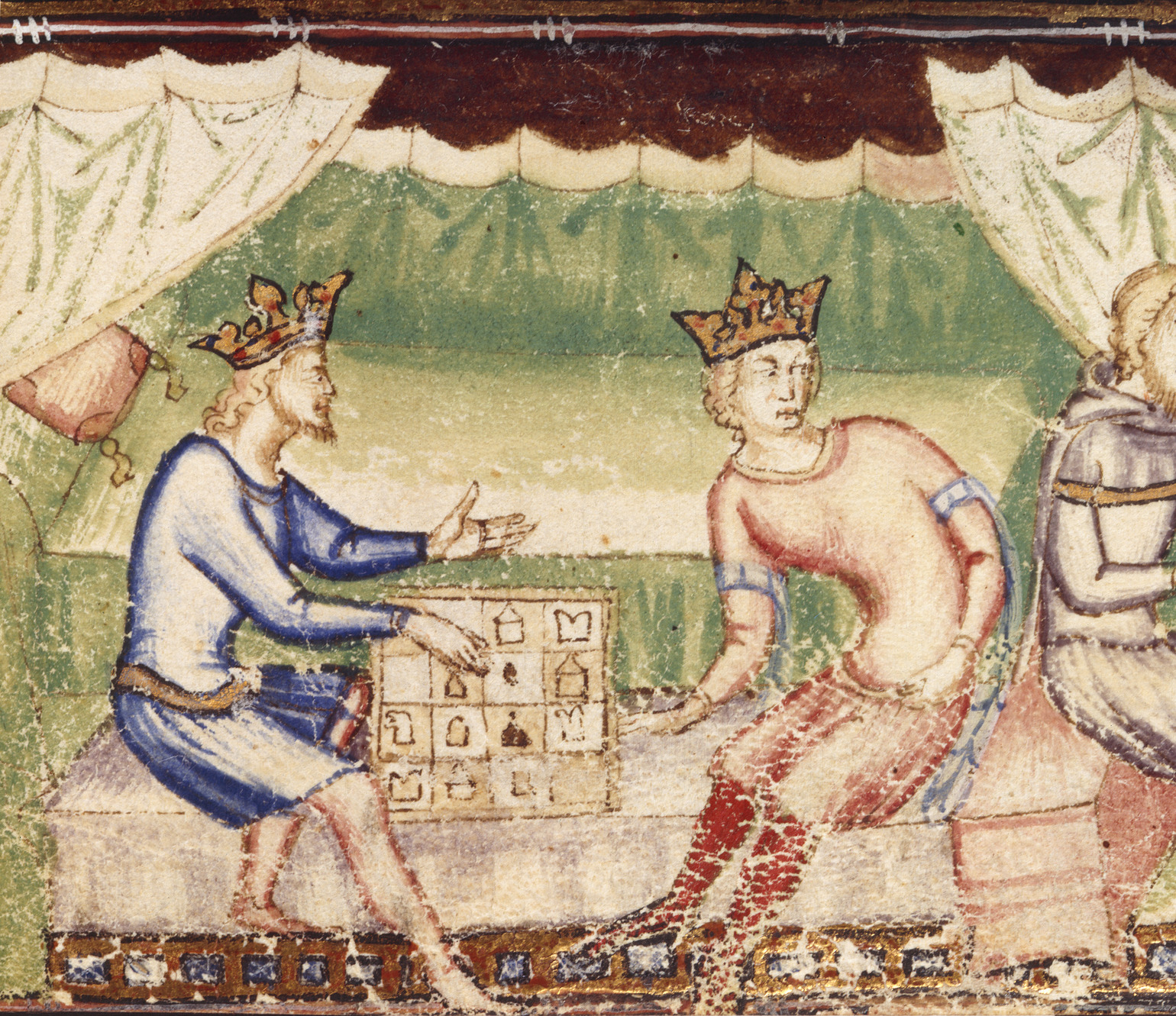
Roman du Roy Meliadus de Leonnoys. Deux rois jouent aux échecs, vers 1352
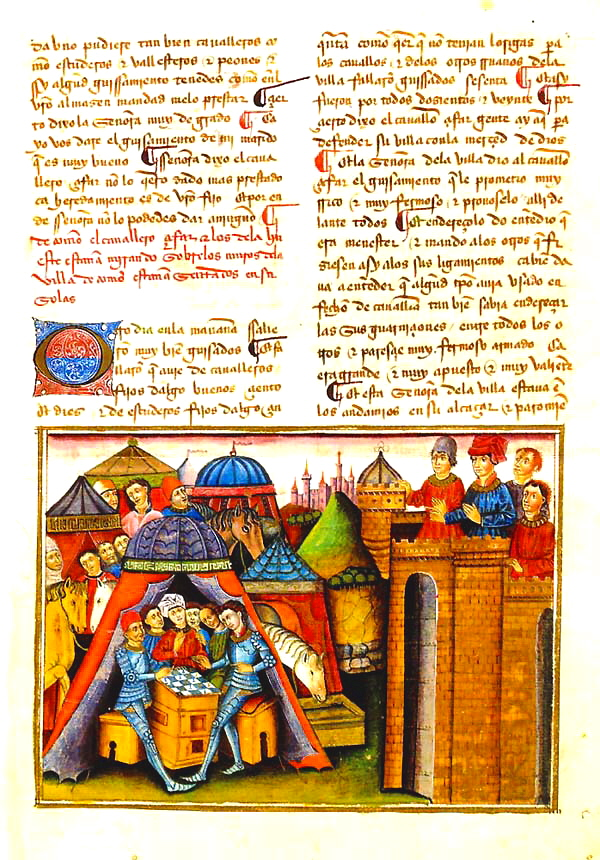
Anonyme. Le chevalier Zifar, 1464 (?)
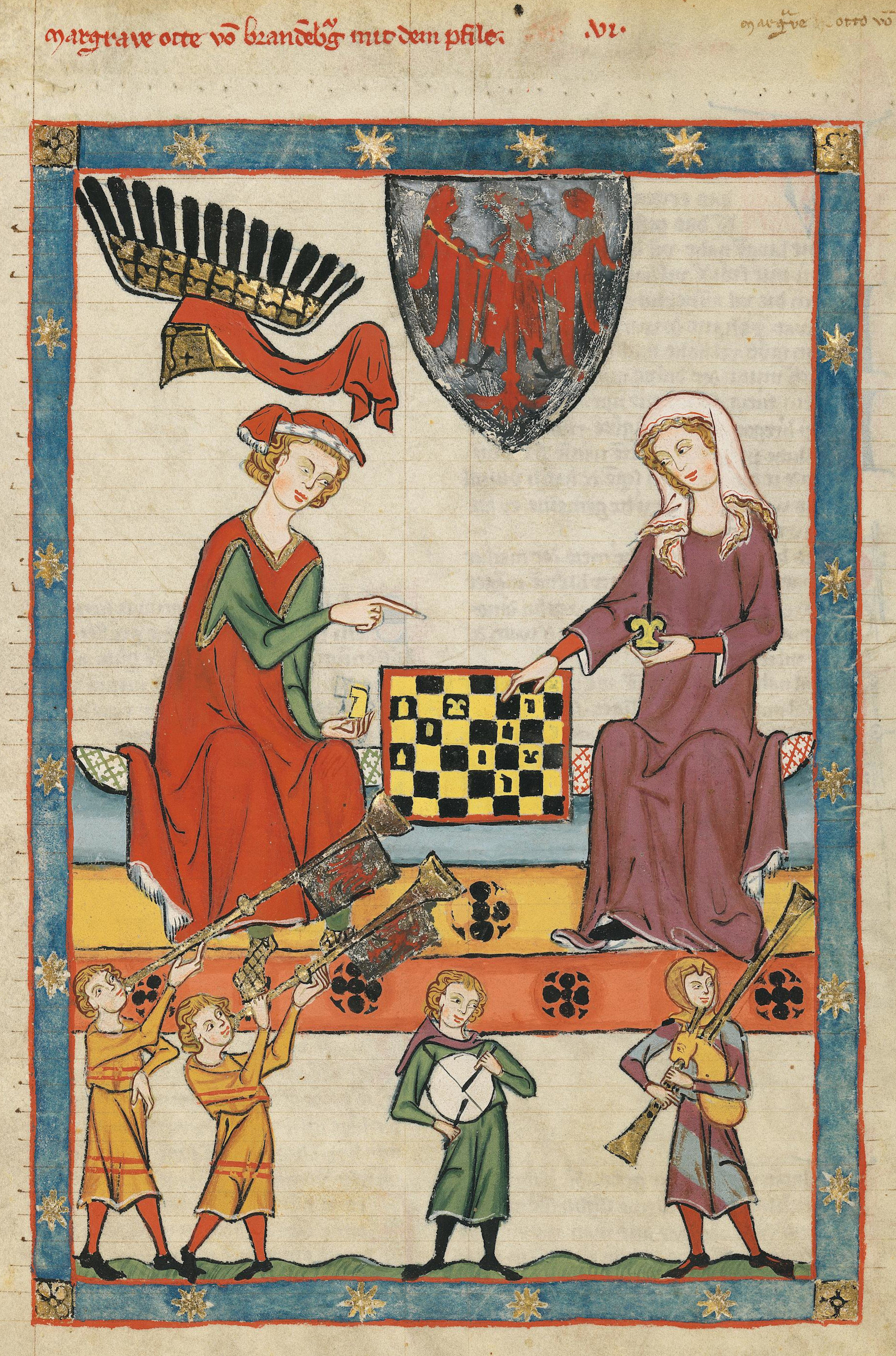
Codex Manesse. Le roi Otton IV joue aux échecs avec son épouse, entre 1305 et 1340
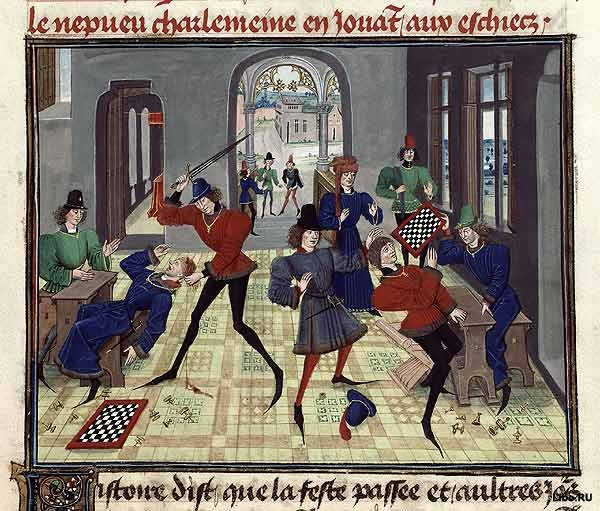
Miniature de Loyset Liédet. Histoire de Renaud de Montauban, 1468-1470.

## Le jeu d'échecs dans la peinture sur chevalet et murale desxiveetxvesiècles

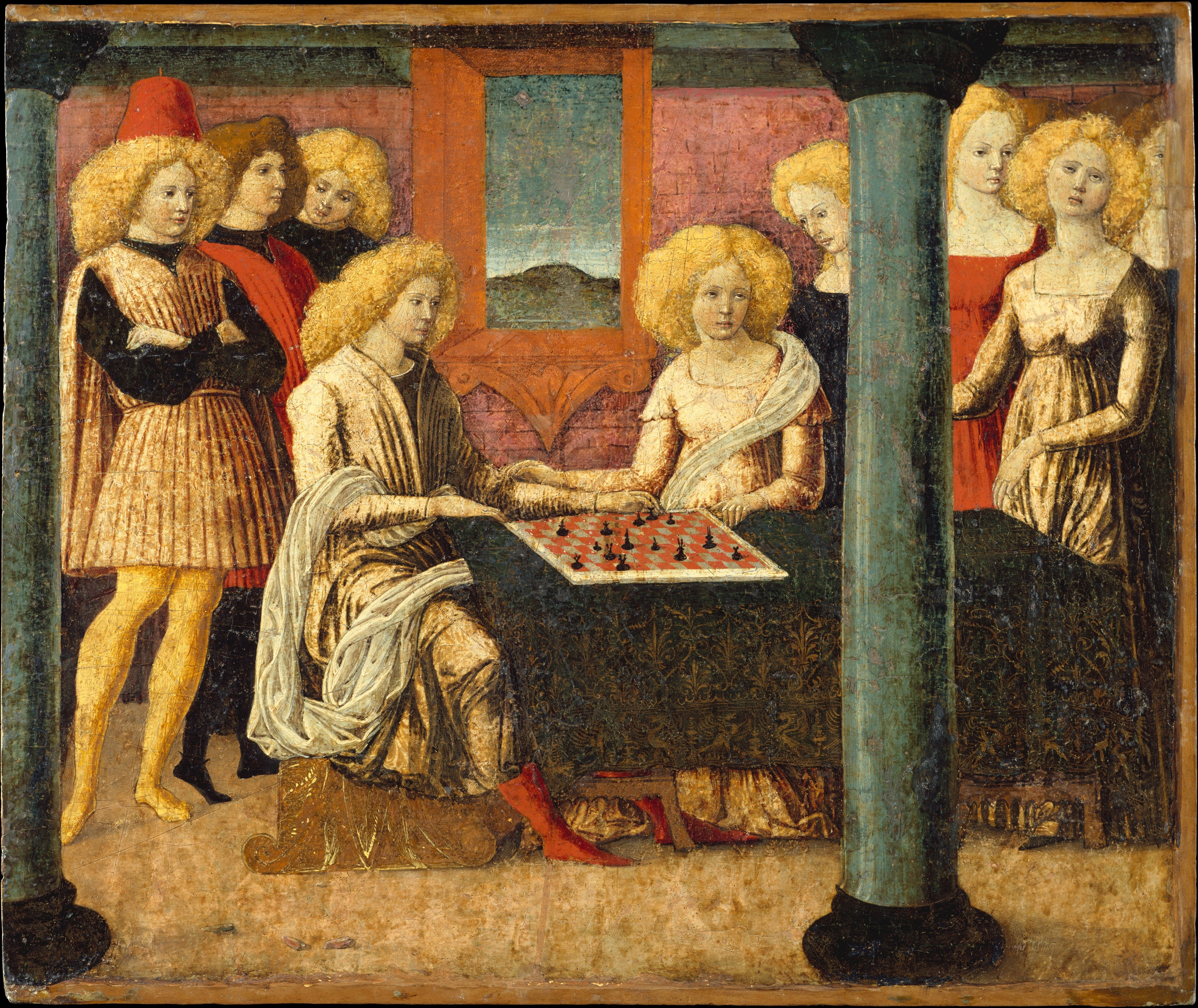
Liberale da Verona au Metropolitan Museum of Art à New York : Les Joueurs d'échecs (1475)

Les représentations de parties d'échecs dans la peinture de chevalet et la peinture murale sont relativement rares. C'est au peintre Nicolò di Pietro qu'est attribué le tableau Saint Augustin et Alypius reçoivent la visite de Ponticianus (1413—1415). Saint Augustin est représenté derrière un jeu d'échecs avec son ami Alypius. Les joueurs d’échecs sont le sujet du vitrail du XVe siècle du Musée de Cluny. Le vitrail permet diverses interprétations, y compris certaines très ambigües. Pour les deux exemples, comme dans beaucoup d'autres références à ce jeu, dans les ouvrages littéraires et historiques de l'époque, le jeu d'échecs sous-entend quelque péché dans le chef des joueurs.

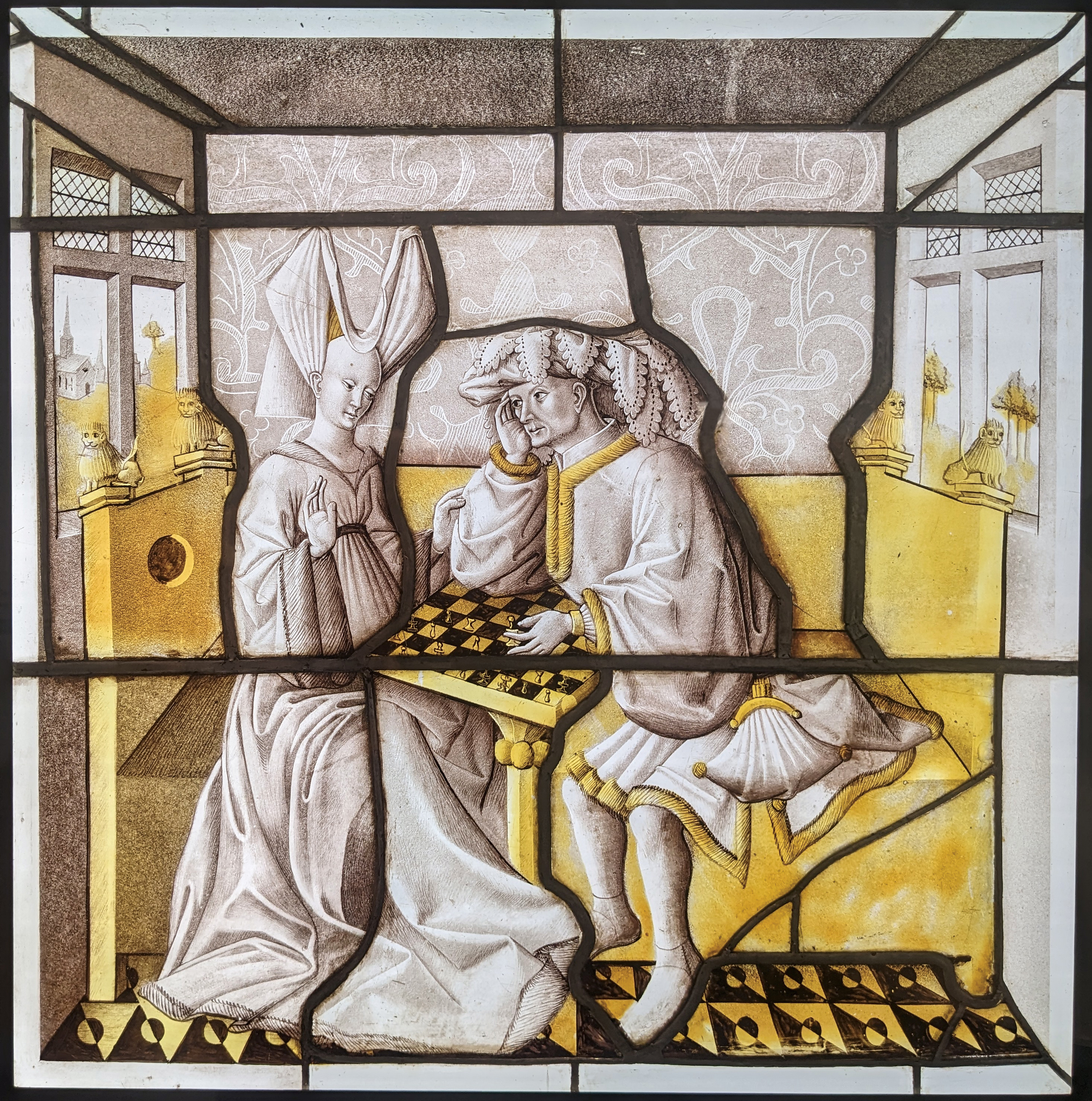
Vitrail du Moyen Âge, Musée de Cluny

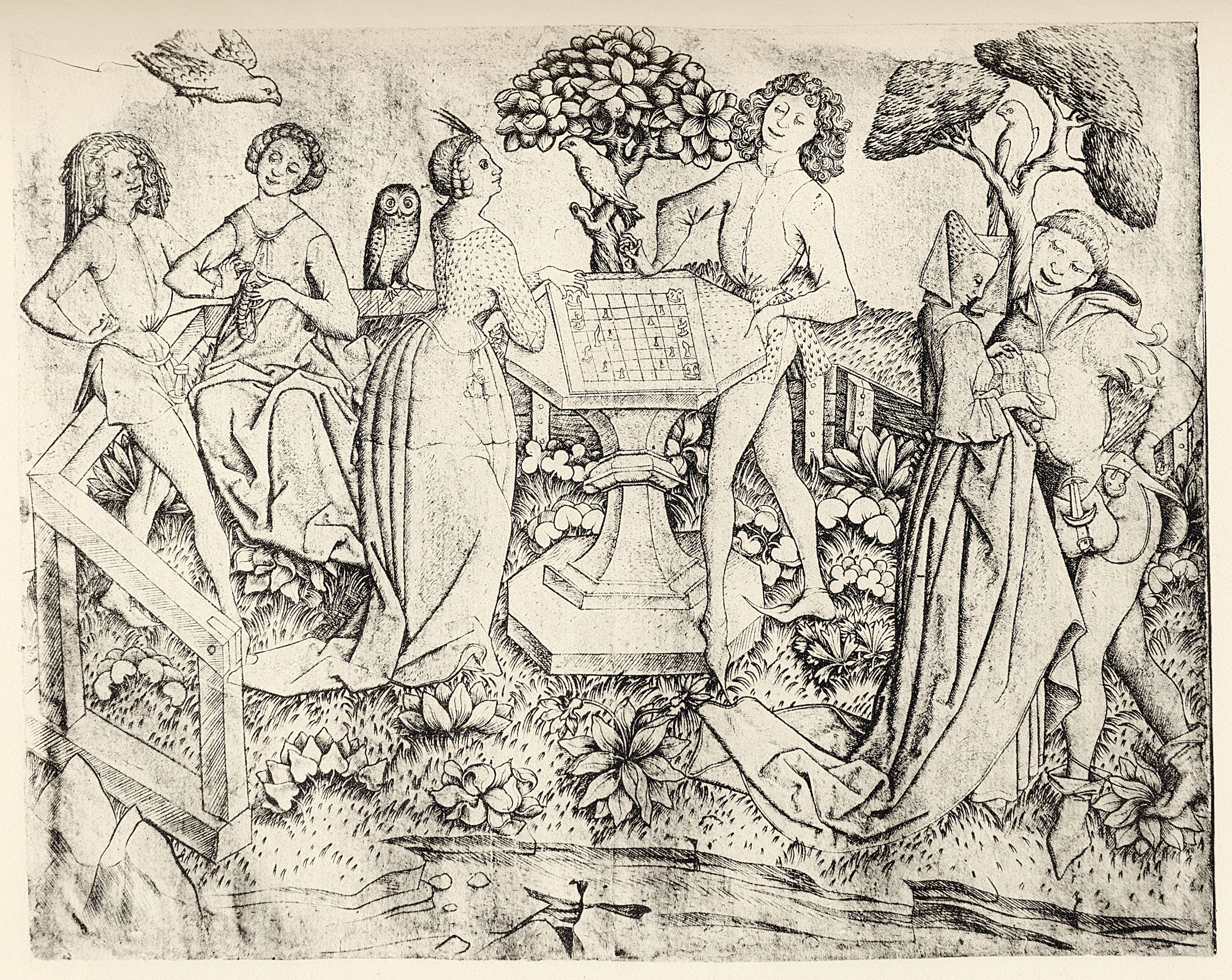
Le Grand Jardin d'Amour aux joueurs d'échecs, 1475

Le thème de la confrontation entre la dame et le cavalier dans un duel d'échecs devient très populaire à cette époque. Le thème de l'amour-confrontation attire un grand nombre d'artistes du fait de sa polysémie. Les joueurs représentés sont des amoureux, le marié et la mariée, un homme et sa femme. Parmi les œuvres les plus populaires de cette époque, on trouve réalisé par les techniques de l'estampe Le Grand Jardin d'Amour aux joueurs d'échecs du Maître E. S. Créé vers 1475, un des trois panneaux d'un cassone conservé au Metropolitan Museum of Art à New York, attribué à Liberale da Verona, est probablement une illustration d'un roman chevaleresque. Un cassone est un coffre commun en Italie au XVe siècle et destiné à contenir les objets que la future épouse apportait en dot lors du mariage (coffre de mariage).
Un petit groupe de peintures est consacré au thème du duel d'échecs de l'homme contre les forces du Mal. Les chercheurs les classent en deux catégories : les unes représentent un duel de l'homme avec le diable pour sauver son âme et les autres un duel entre l'homme et la Mort pour sauver sa vie. La plus connue parmi ces dernières est celle créée par le peintre Albertus Pictor. Elle a été réalisée en 1480 sur les murs de l'église de Täby (en) en Suède. C'est la fresque La Mort jouant aux échecs (en) qui est une allégorie sur la brièveté de la vie de l'homme. Le graveur alsacien de la fin du XVe siècle Israhel van Meckenem développe également ce thème dans sa gravure intitulée La Mort met le roi mat.

## Le jeu d'échecs dans la peinture de chevalet duXVIesiècleau premier tiers duXVIIesiècle

Reconstitution de la position des pièces sur la toile de Maître de la comtesse de Warwick, Portrait d'Edouard Windsor et de sa famille (1568)

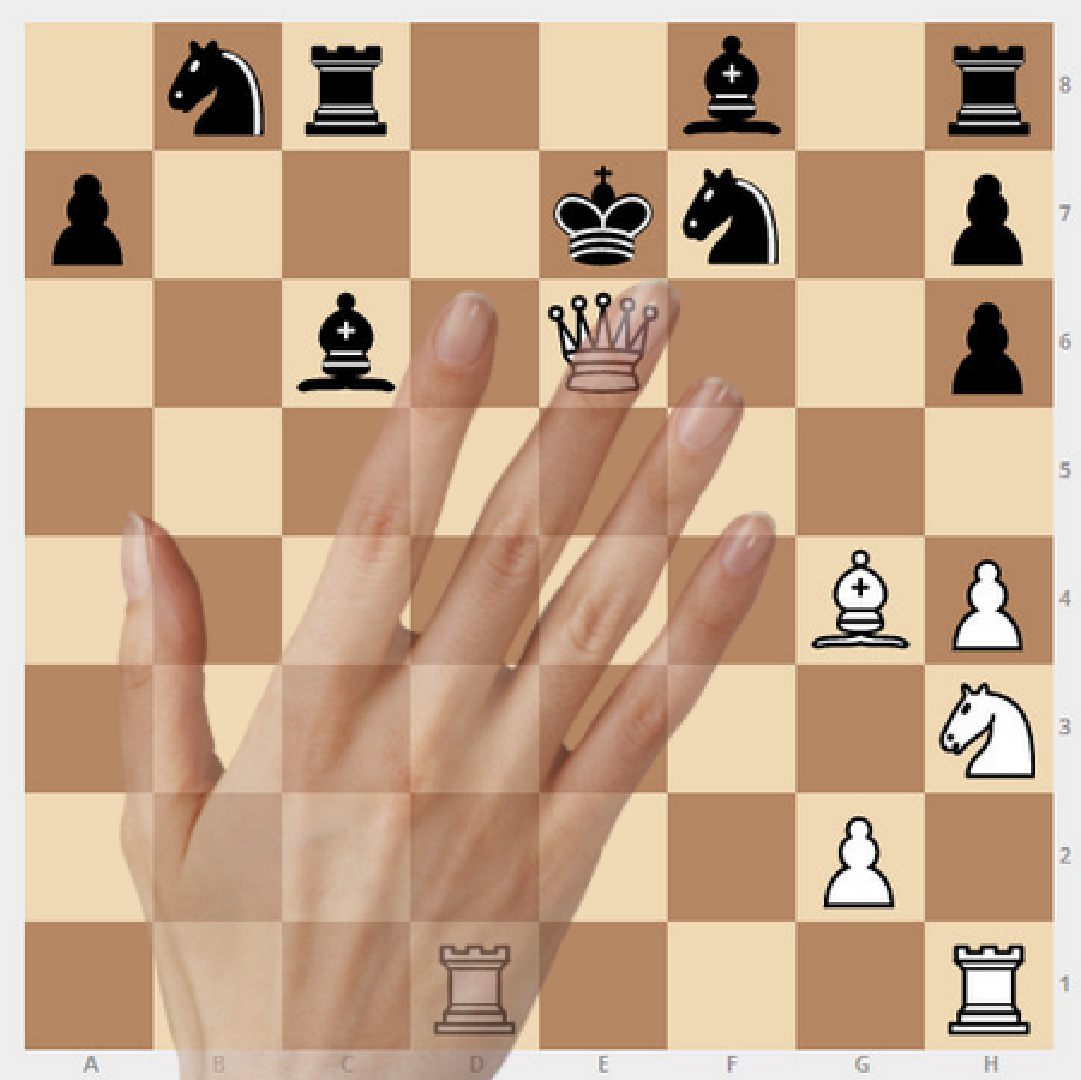
Reconstitution des positions des pièces sur le tableau de Sofonisba Anguissola, Jeu d'échecs (1555)

Des représentations intéressantes du jeu d'échecs sont réalisées durant cette période. Les échiquiers habituels à 64 cases coexistent avec d'autres variantes. Un jeu d'échecs à quatre (le jeu royal) est représenté par un artiste sur la couverture du traité d'échecs de Christoph Weickmann, édité à Ulm en 1664. Le peintre hollandais Jan de Bray a créé le dessin à la plume Le Joueur d'échecs (1661, probablement un autoportrait), représentant un jeune homme, assis devant un jeu d'échecs coursier. Un tableau plus récent, provenant des Pays-Bas, réalisé par Lucas van Leyden, La Partie d'échecs (1508), représente également une partie de Jeu d'échecs coursier. Les joueurs d'échecs professionnels de cette époque attachaient déjà une grande importance aux problèmes des ouvertures,.

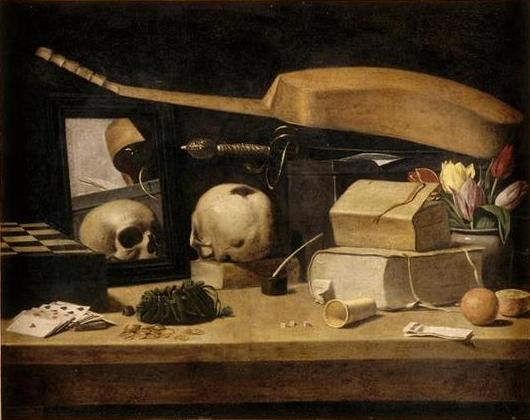
Anonyme, vanité, vers 1650
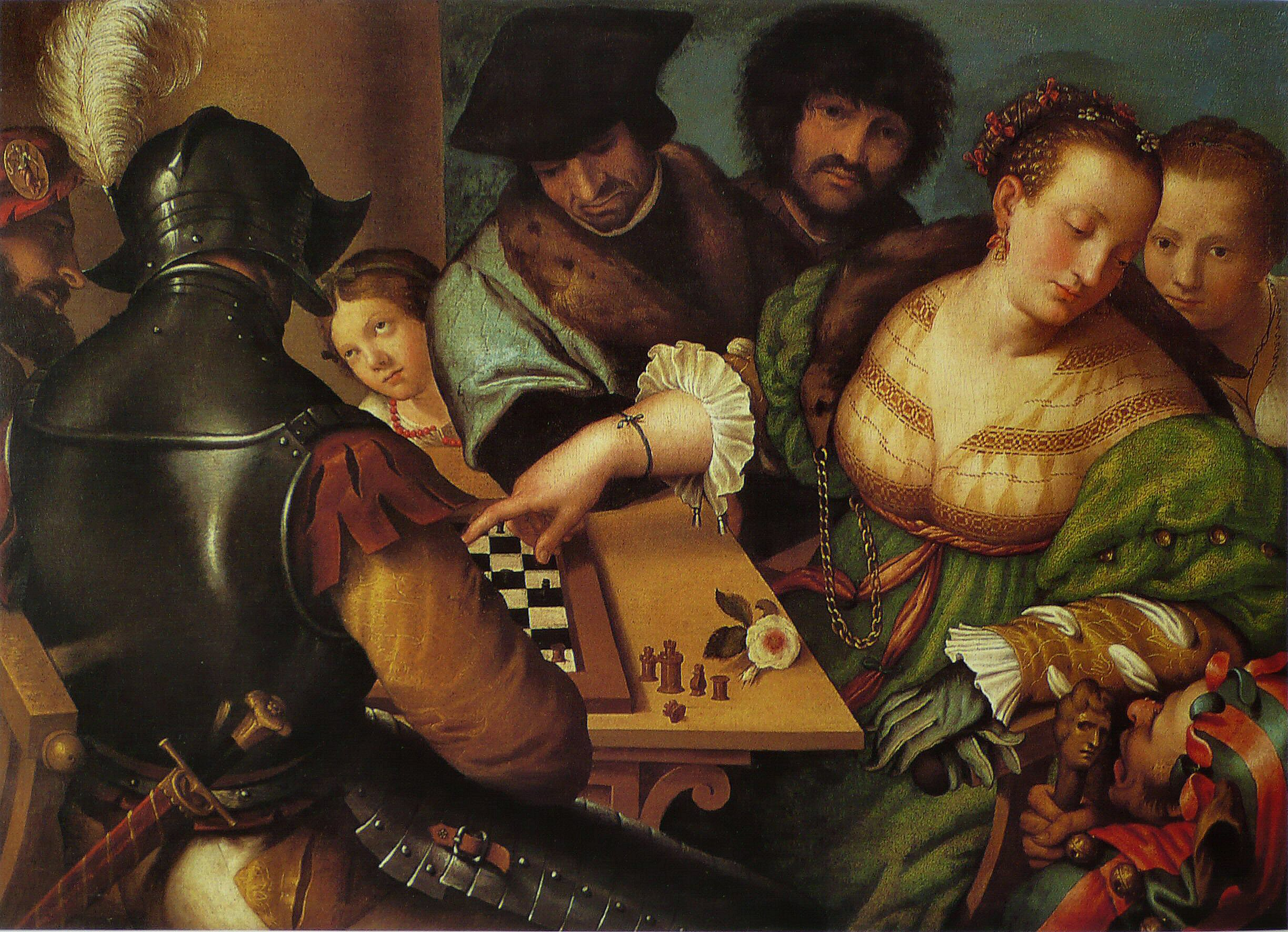
Giulio Campi, Partie d'échecs, vers 1535
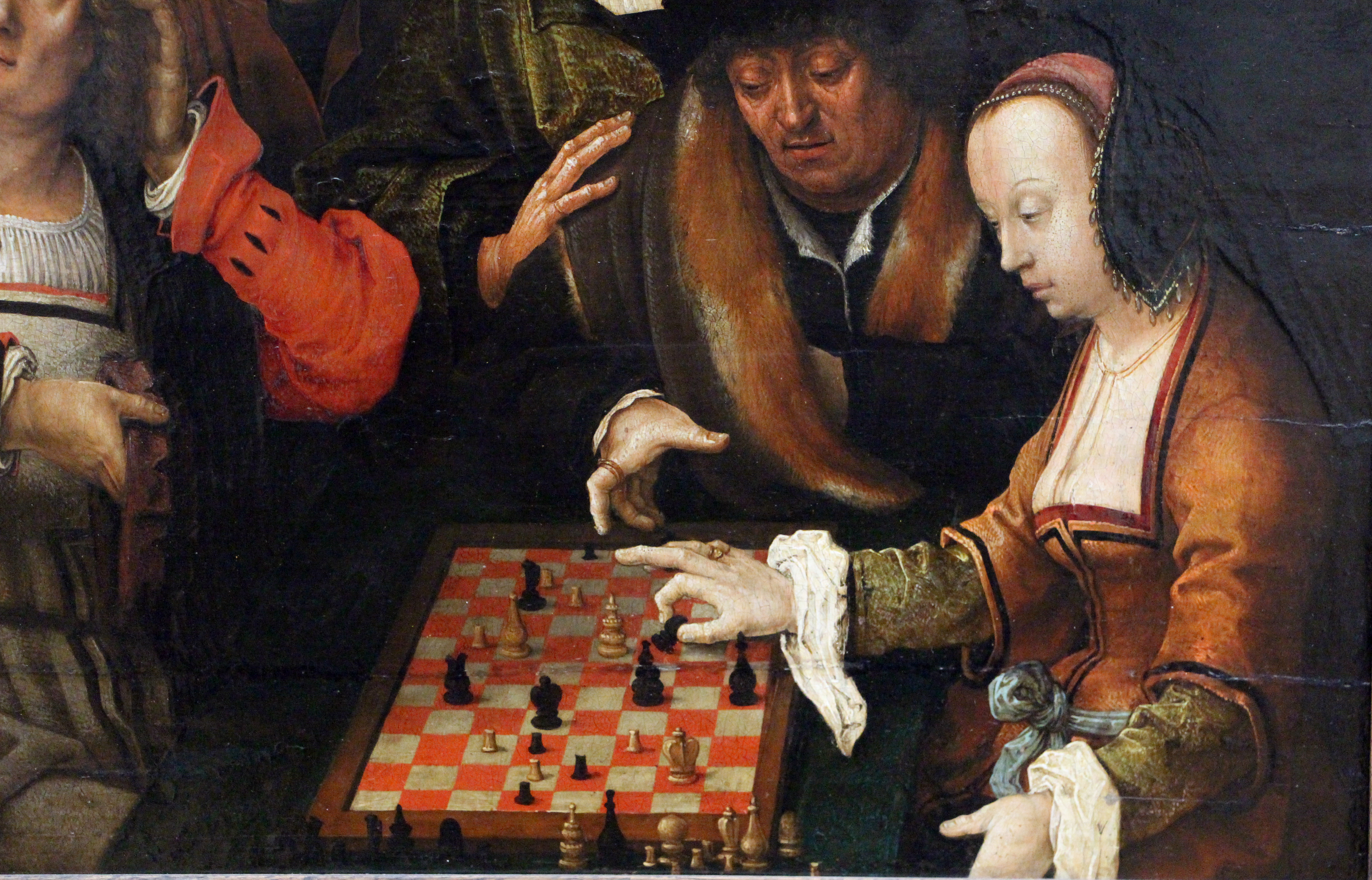
Lucas van Leyden, Jeu d'échecs coursier, fragment. 1508
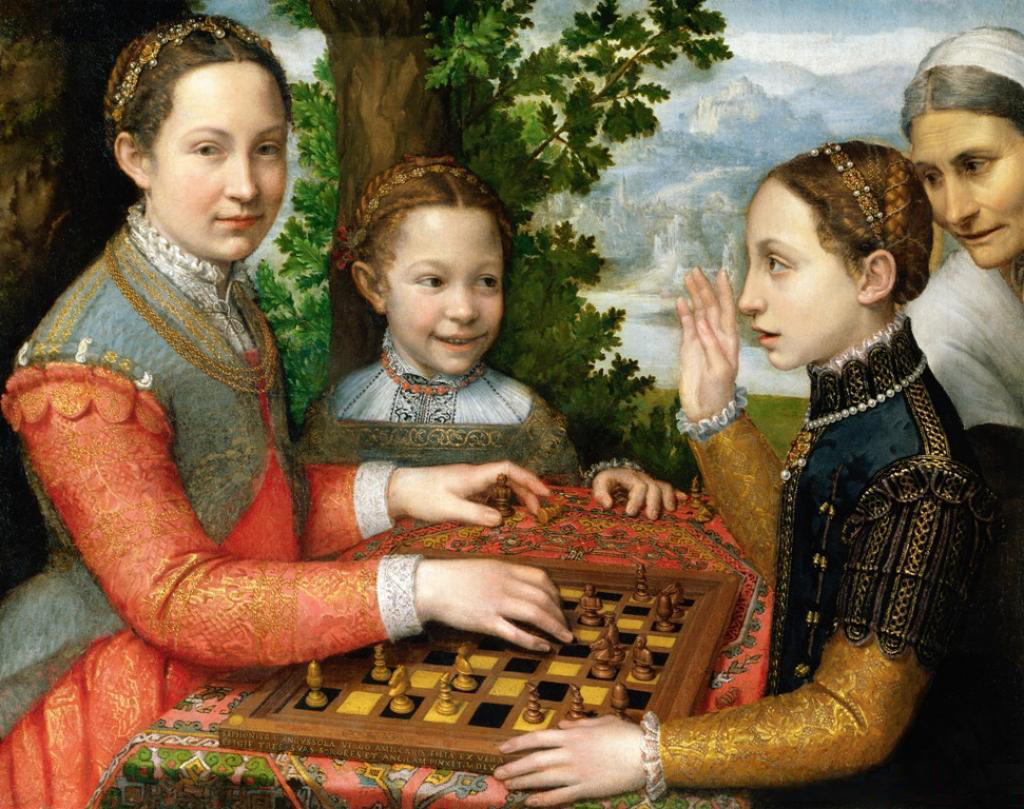
Partie d'échecs (Sofonisba Anguissola) 1555.

En 1555, l'artiste italienne Sofonisba Anguissola peint Partie d'échecs (Sofonisba Anguissola). Son maître à Crémone, Giulio Campi, représente dans son tableau Partie d'échecs le marié et la mariée jouant aux échecs en présence de parents.
On trouve encore des joueurs d'échecs dans les tableaux : 
- L'Électeur Jean-Frédéric le Magnanime joue aux échecs avec un noble espagnol (ru) (1548, attribué à Antonio Moro, montrant un épisode dramatique de la captivité du leader de la Réforme en Allemagne) ;
- Portrait d'Edouard Windsor et de sa famille (ru) (1568, attribué au Maître de la comtesse de Warwick (ru)) ;
- Les Joueurs d'échecs (ru) (entre 1540 et 1545, Pâris Bordone) ;
- la miniature Le Duc Albrecht V et son épouse Anne de Bavière jouant aux échecs (ru) (1552-1555, Hans Mielich)[44] ;
- Les Joueurs d'échecs (1590, attribué à Lodovico Carracci de l'Académie bolonaise des Incamminati, conservé au musée de Berlin) ;
- Ben Jonson et William Shakespeare jouant aux échecs (tableau du début du XVIIe siècle attribué au peintre flamand Carel van Mander ou au miniaturiste anglais Isaac Oliver, représentant une partie entre les deux dramaturges anglais Ben Jonson et William Shakespeare. Certains critiques d'art ont toutefois émis des doutes quant à ces attributions et quant à l'identification des personnages[45]) ;
- Les Joueurs d'échecs (tableau de 1610, attribué à un représentant de l'école du Caravage).

Il existe dans cette matière une catégorie particulière, la nature morte représentant un échiquier, qui s'est répandue au XVIIe siècle. Certaines d'entre elles appartiennent au type vanité (vanitas vanitatum), genre de peinture de l'époque baroque, qui représente une nature morte allégorique, dont le centre de la composition est un crâne humain. Des peintures de ce genre, au stade précoce du développement de la nature morte, étaient destinées à rappeler la brièveté de la vie, l'inanité des plaisirs et l'inéluctabilité de la mort. La plupart de ces vanités proviennent des Pays-Bas au XVIe siècle et de Flandre au XVIIe siècle. Mais on en trouve aussi en France et en Espagne. Dans de tels tableaux, les échecs symbolisent, ensemble avec d'autres objets familiers d'une personne riche et noble, la fragilité des plaisirs terrestres. Le tableau Nature morte à l'échiquier de Lubin Baugin (1630), qui n'est pas formellement une vanité, en est toutefois proche. On y retrouve l'échiquier dans un monde complexe de symboles et d'allégories de cette époque baroque. Ce tableau permet d'ailleurs diverses interprétations contradictoires.
Une interprétation originale de l'antique mythe de Mars et Vénus est proposé par le peintre italien Il Padovanino avec son tableau Mars et Vénus jouent aux échecs : le triomphe de l'Amour sur la Vaillance guerrière se manifeste par la victoire facile de la déesse sur son adversaire (leurs positions sur le tableau montrent les incomparables vertus personnifiées par les personnages),.
On trouve des représentations relatives aux échecs dans des manuels sur le jeu d'échecs destinés aux joueurs professionnels. Les plus importantes du point de vue artistique sont les gravures de Jacob van der Heyden pour le manuel d'échecs écrit par Auguste II de Brunswick-Wolfenbüttel. La gravure sur le frontispice représente l'auteur du livre montrant à ses amis partenaires un moulinet avec deux tours.

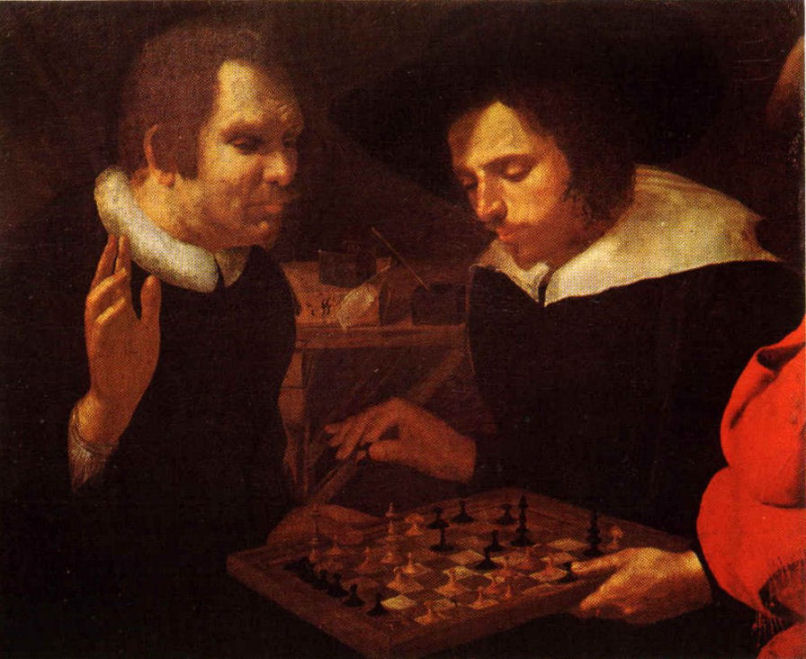
Carel van Mander ou Isaac Oliver,Ben Jonson et William Shakespeare jouant aux échecs, 1603.
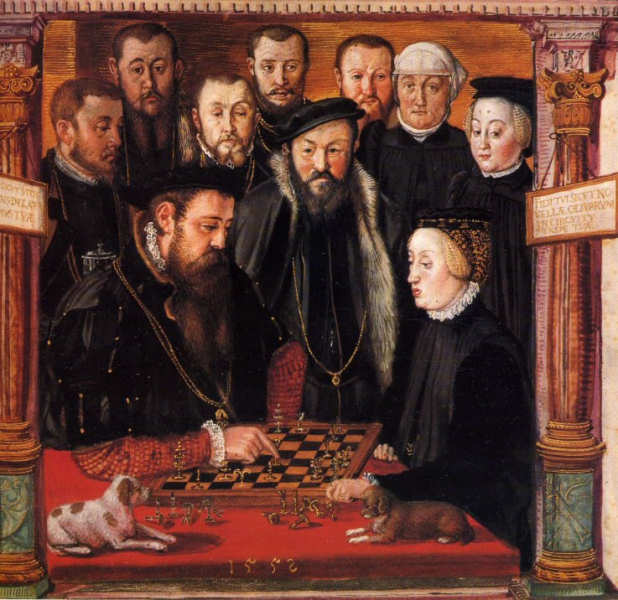
Hans Mielich. Le Livre des trésors de la duchesse Anne de Bavière, 1555
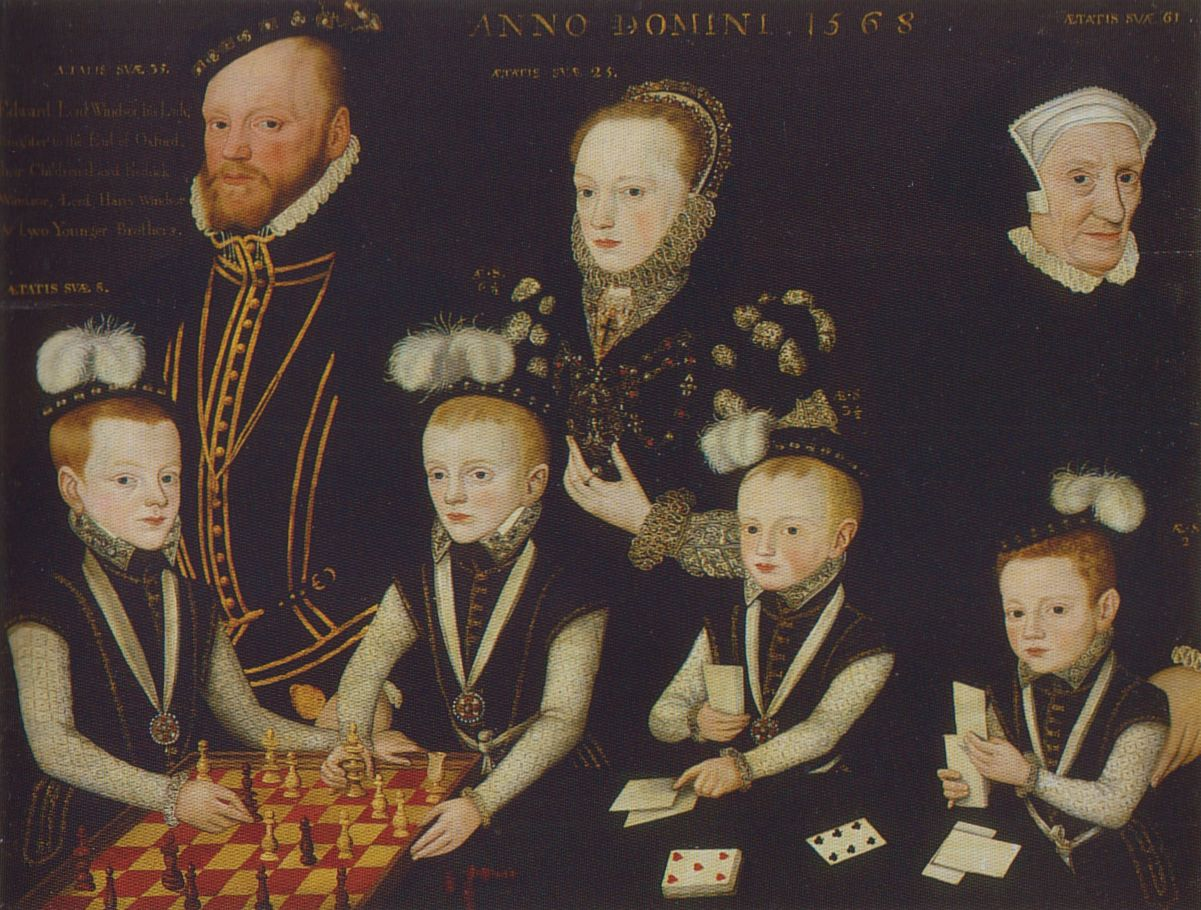
Maître de la comtesse de Warwick, Portrait d'Edward Windsor (en), de sa femme et de ses enfants, 1568
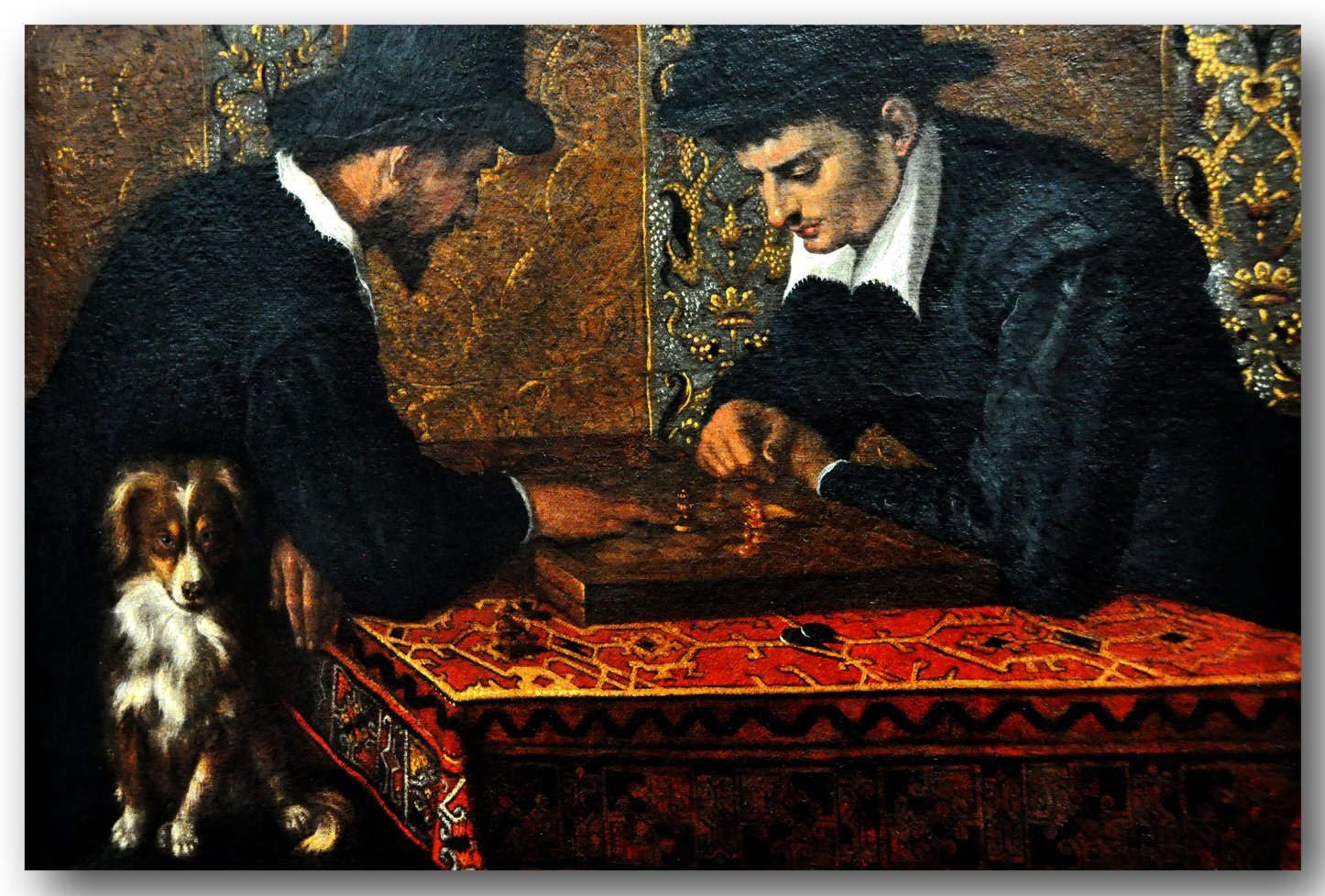
Lodovico Carracci, Les Joueurs d'échecs, 1590
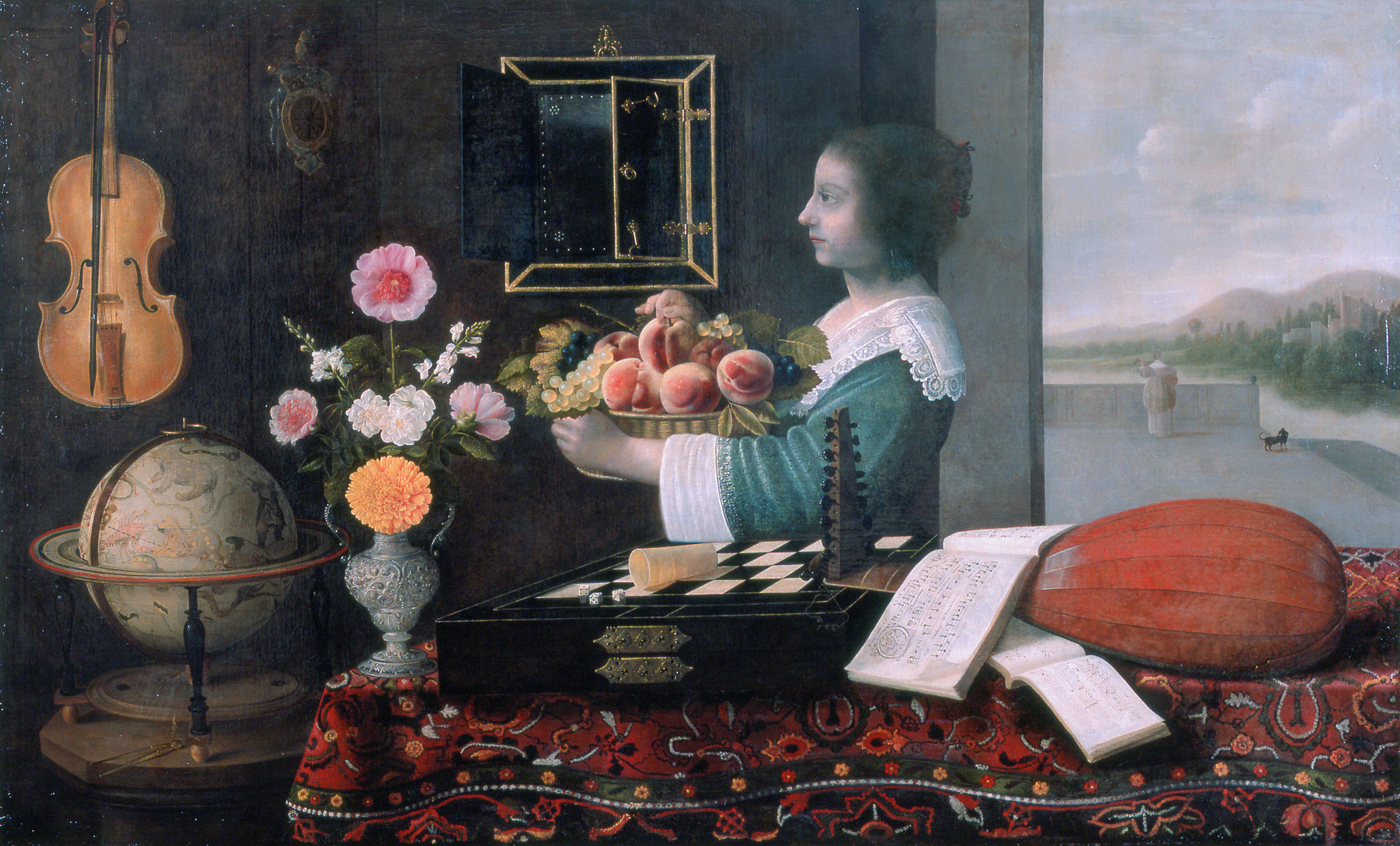
Sébastien Stoskopff, L'été ou l'allégorie des cinq sens, 1633

## Le jeu d'échecs dans la peinture de chevalet au milieu desxviieetxviiiesiècles
Pendant cette période, le nombre de tableaux représentant le jeu d'échecs augmente. Les échecs deviennent un type de loisir intellectuel et prestigieux parmi les jeux de société. Sont représentés sur les tableaux, comme partenaires, des artistes, des politiciens, de hauts courtisans, des philosophes. Cependant, ce ne sont pas les peintres les plus réputés qui choisissent ce thème, mais plutôt les artistes de second rang. Le peintre hollandais Adriaen van der Werff, par exemple, a créé toute une série de toiles de joueurs d'échecs. 
Le Jeu d'échecs chinois est une eau-forte du graveur britannique John Ingram (1721-1771), sur un dessin du peintre français François Boucher. Elle représente le jeu national xiàngqí, qui est le jeu chinois d'échecs (chinois : 象棋, Hanyu pinyin : xiàngqí). Sur l'eau-forte est représenté un échiquier pour le xiàngqí, mais les pièces sont de modèle européen et diffèrent donc de grandeur selon le personnage représenté. Deux variantes de la gravure qui diffèrent par de petits détails sont conservées au Metropolitan Museum of Art,.
L'élève et favori de la reine de Suède Louise-Ulrique de Prusse était un garçon noir du nom de Gustav Badin. Sur l'exemple de l'éducation qu'il recevait, elle voulait vérifier la validité des théories pédagogiques de Jean-Jacques Rousseau et de Carl von Linné. Le peintre Gustaf Lundberg a représenté ce garçon noir dans Portrait pour une partie d'échecs en 1775. Le peintre Jean Huber a représenté le grand philosophe français Voltaire dans son tableau Voltaire jouant aux échecs avec le père Adam. Voltaire était un grand admirateur du jeu d'échecs, bien qu'il n'ait pas brillé par une compréhension profonde en cette matière. Le tableau Portrait de William Earle Welby et de sa première épouse, Pénélope, jouant aux échecs sur fond de tenture (ru) du peintre Francis Cotes a été vendu aux enchères à Londres pour une somme record de 457 250 £. Ce tableau se distingue par son exécution brillante mais intrigue aussi par son interprétation peu banale du sujet. Le premier tableau des États-Unis à représenter le jeu d'échecs est Portrait de Miss Hetty et Miss Maria Morris (ru) de Gilbert Stuart, en 1795.
Remi-Fursy Descarsin présente le sujet de son tableau relatif aux échecs de manière inhabituelle. Durant la Révolution française, il a créé Portrait du Dr de C. jouant aux échecs avec la Mort (ru) (1791). Le peintre n'a pas eu le temps de le terminer, car il est victime de la terreur jacobine. Le prix du tableau aux enchères a été quatre fois plus important que le prix de départ.

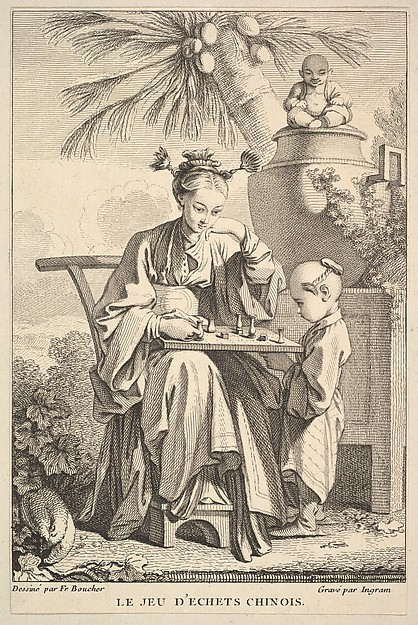
John Igram, d'après un dessin de François Boucher, Le Jeu d'échecs chinois, 1741-1763
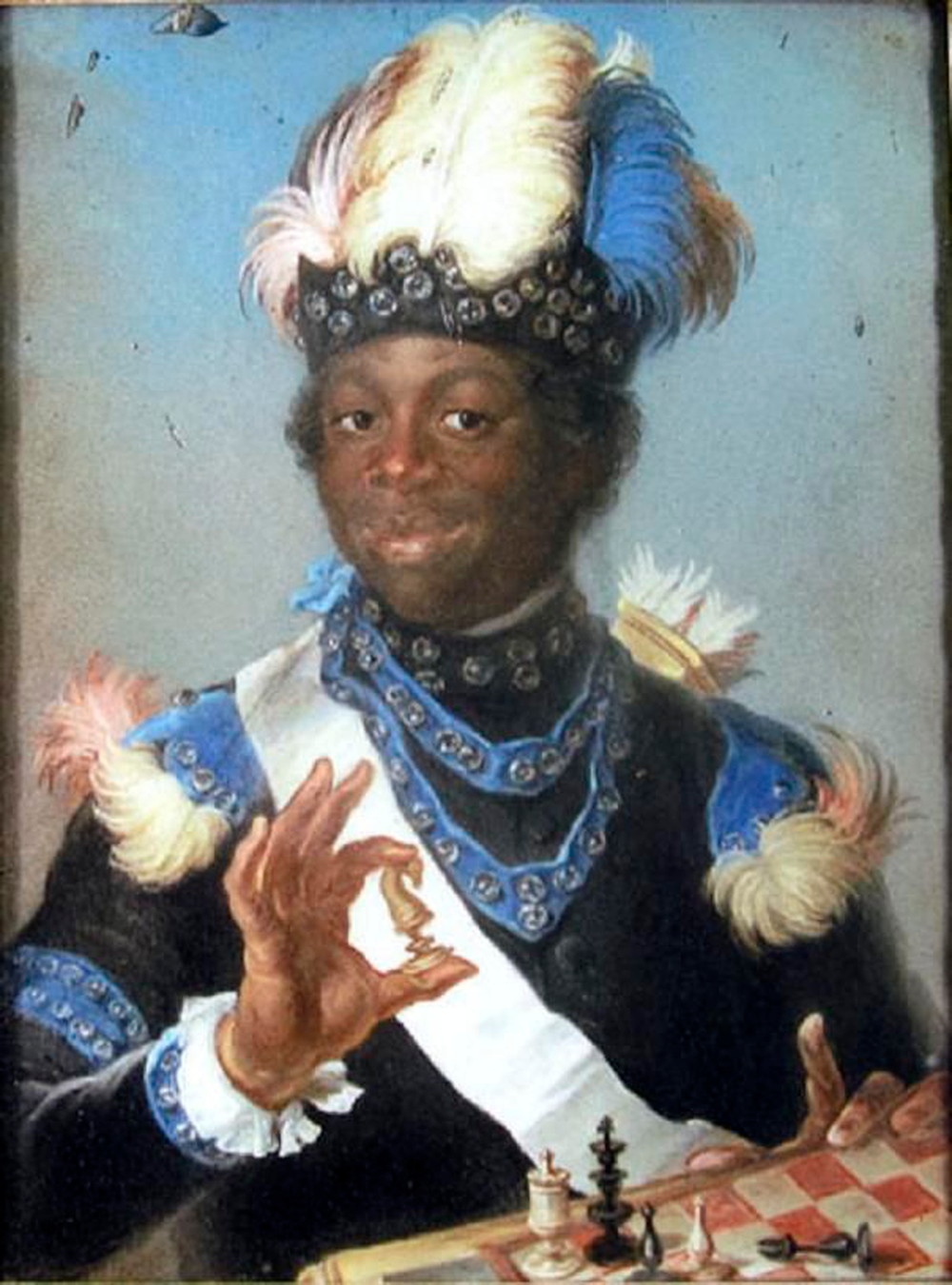
Gustaf Lundberg, Portrait de Gustav Badin, 1775
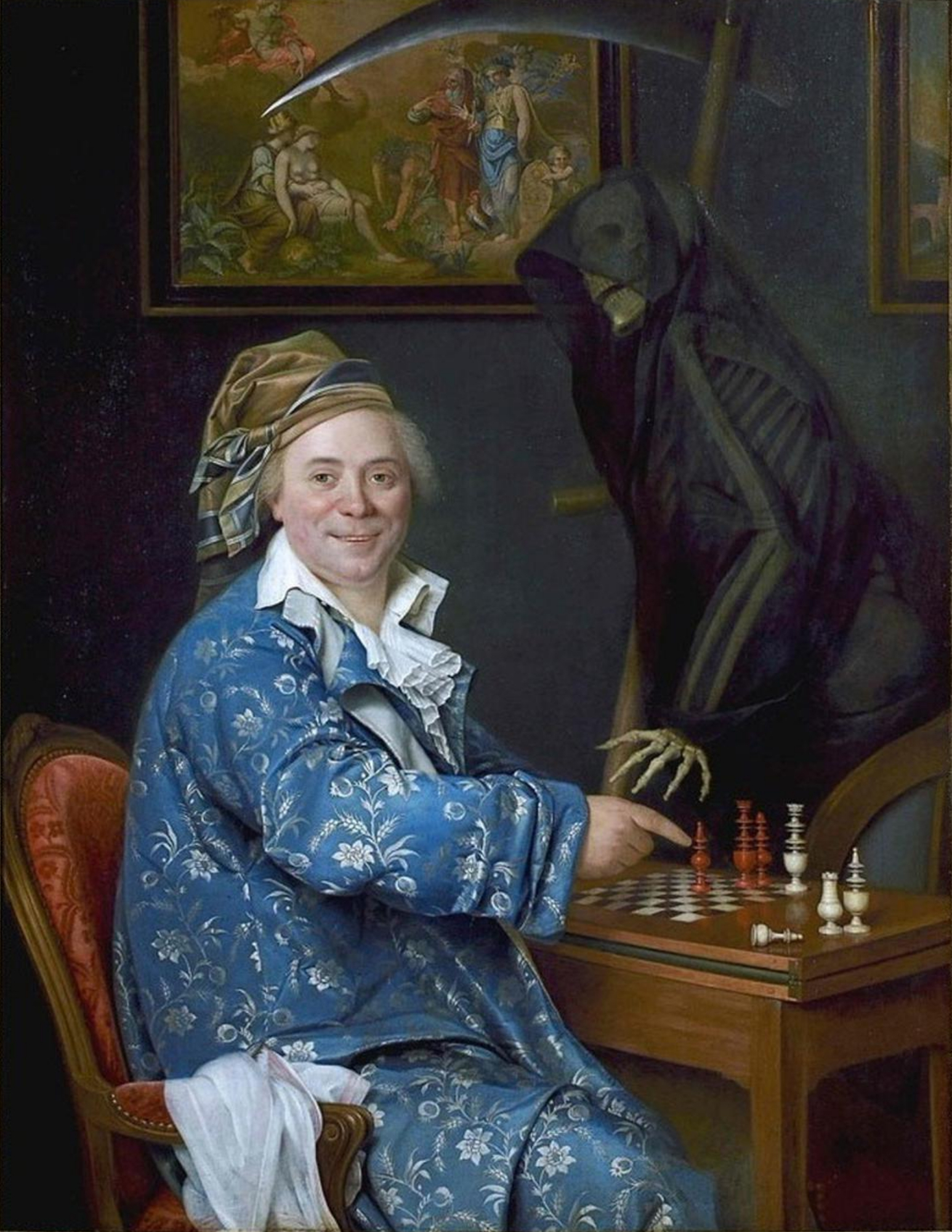
Remi-Fursy Descarsin, Portrait du Dr de C. jouant aux échecs avec la Mort (ru), 1793
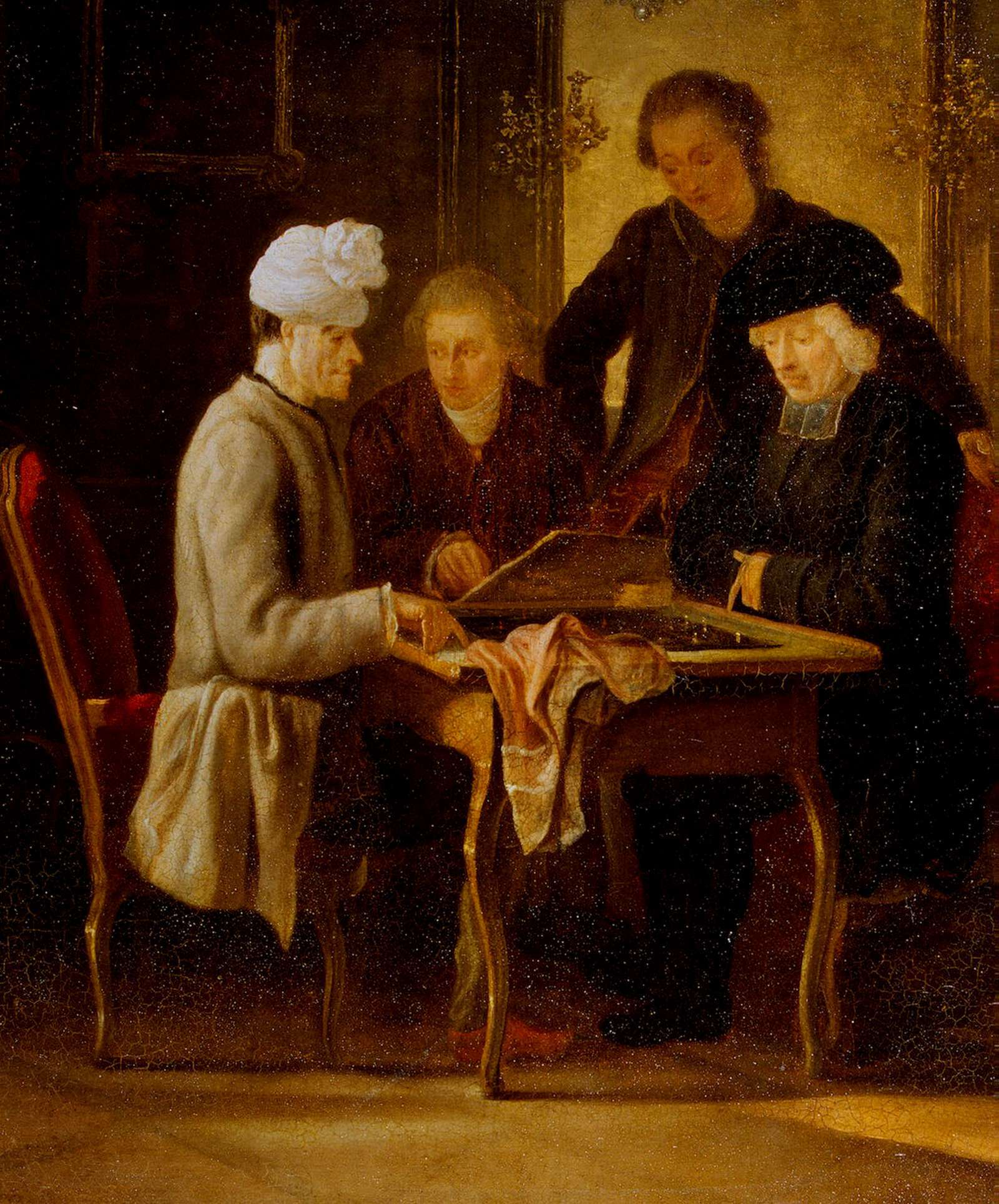
Jean Huber, Voltaire jouant aux échecs avec le père Adam, entre 1770 et 1775
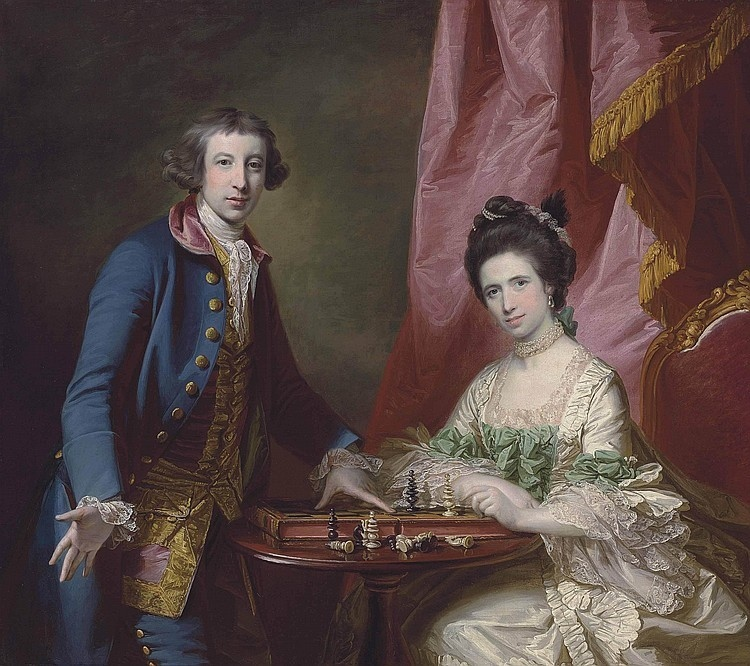
Francis Cotes, Portrait de William Earle Welby et de sa première épouse, Pénélope, jouant aux échecs sur fond de tenture (ru), 1789
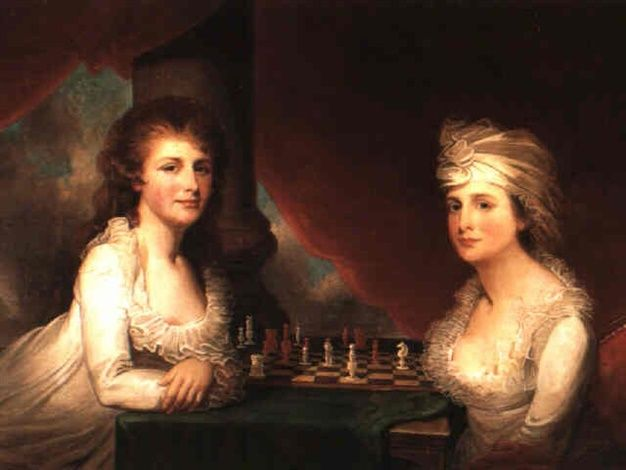
Gilbert Stuart, Portrait de Miss Hetty et Miss Maria Morris (ru), 1795.

## Le jeu d'échecs dans la peinture sur chevalet duxixesiècle
La représentation de jeux d'échecs est assez courante dans l'art du XIXe siècle. Le nombre des représentations augmente même considérablement et des artistes apparaissent qui transforment ce jeu en un thème permanent de leur créativité. C'est le cas du peintre Ernest Meissonier. Il crée des tableaux dans le style des petits maîtres hollandais du xviie siècle, généralement de petites tailles, représentant une partie d'échecs dans le cadre familial avec de personnages en habits du XVIIIe siècle ; la perfection technique l'emporte sur le contenu. Benjamin Eugène Fichel (1826-1895) est un peintre français, créateur de petites toiles dans le genre de Meissonier, qui se distinguent par la qualité du dessin, leur composition agréable, la vivacité et la finesse de leur exécution. Il a réalisé plusieurs tableaux sur le thème du jeu d'échecs. Arturo Ricci (1854-1919), diplômé de l'Académie des beaux-arts de Florence, a créé une galerie de scènes galantes avec des dames et des cavaliers habillés élégamment. L'artiste a travaillé avec soin sur les détails des vêtements et des intérieurs. La vie est transposée par le peintre à l'époque et dans l'atmosphère des fêtes galantes, et de leur gracieuse sérénité. Les thèmes les plus populaires de ses toiles sont les réunions privées dans des salons où l'on joue de la musique ou au jeu d'échecs.

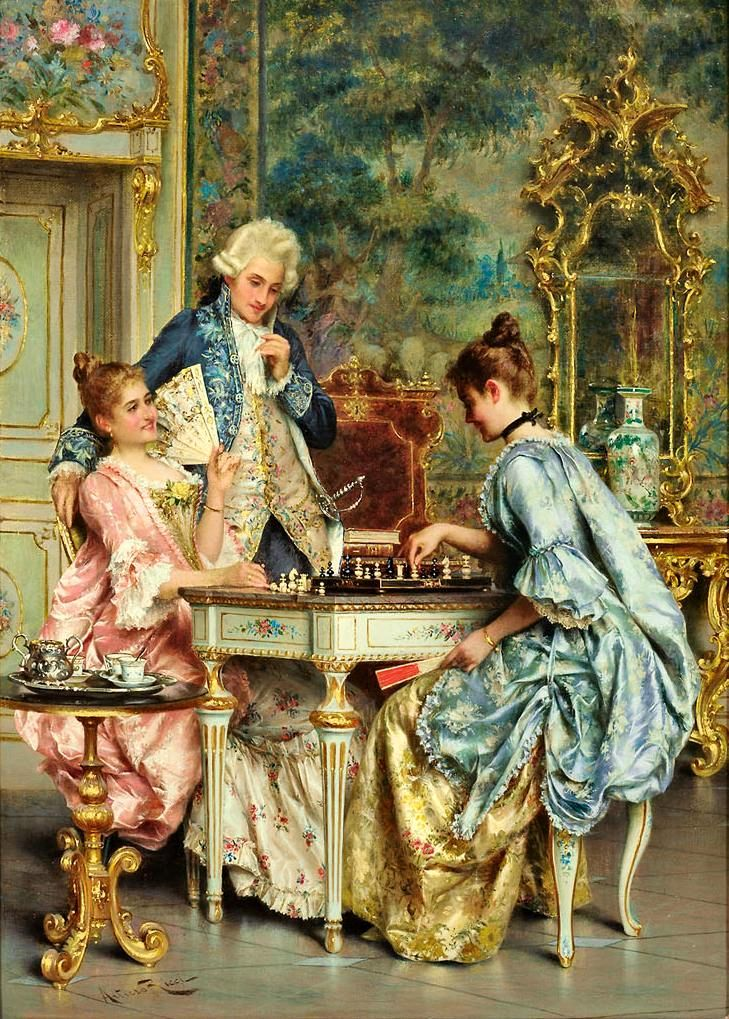
Arturo Ricci. Jeu d'échecs

Pour certains artistes, le thème des échecs et la référence au passé (l'époque des Lumières et le style rococo) deviennent une occasion de réfléchir aux problèmes majeurs de la modernité. Les tableaux du peintre académique français Charles Bargue Le Jeu d'échecs sur la terrasse et du peintre allemand Moritz-Daniel Oppenheim Visite de Lessing et Lavater à Moses Mendelssohn (ru) sont parmi les exemples les plus lumineux de ce type de réflexion. L'intrigue des deux tableaux transporte le spectateur au XVIIIe siècle. Le tableau d'Oppenheim décrit une rencontre imaginaire entre Moses Mendelssohn, philosophe juif, Gotthold Ephraim Lessing, luthérien, dramaturge et critique littéraire ainsi que le fondateur de l'anthropologie criminelle, Johann Kaspar Lavater, protestant. Le tableau avec ces trois personnages met à l'avant-plan les problèmes de la tolérance religieuse et de l'antisémitisme aux xviiie et xixe siècles. Le tableau de Charles Bargue a été réalisé peu de temps avant sa mort en 1883, et replace à nouveau le spectateur à l'époque du rococo et du Siècle des Lumières, mais le tableau est pénétré en outre d'un vague pressentiment de malheur.
Le tableau du peintre américain Edward Harrison May (en) Lady Howe met Benjamin Franklin échec et mat (ru) (1867) représente une des tentatives, menée par Benjamin Franklin, d'empêcher par des moyens diplomatiques les hostilités entre la Grande-Bretagne et ses colonies d'Amérique du Nord. En 1774, Franklin est à Londres et à cette occasion rencontre Lady Howe, la sœur de l'amiral britannique Richard Howe, lors d'une partie d'échecs. Le tableau du peintre Kristian Zahrtmann Scène à la cour de Christian VII (ru) est réalisé en 1873 sur un thème datant de 1772. Le tableau représente le roi du Danemark, Christian VII, atteint d'une forme grave de schizophrénie, s'exprimant par des crises de sadisme et de masochisme. Le roi se distrait pendant que son épouse Caroline-Mathilse joue aux échecs avec son amant Johann Friedrich Struensee (ce dernier sera arrêté et condamné à mort la même année 1772).

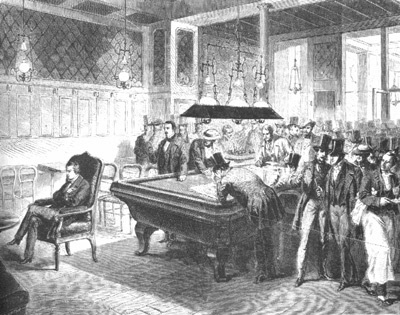
Anonyme. Séance de jeu simultané à l'aveugle de Paul Morphy au Café de la Renaissance, 1858

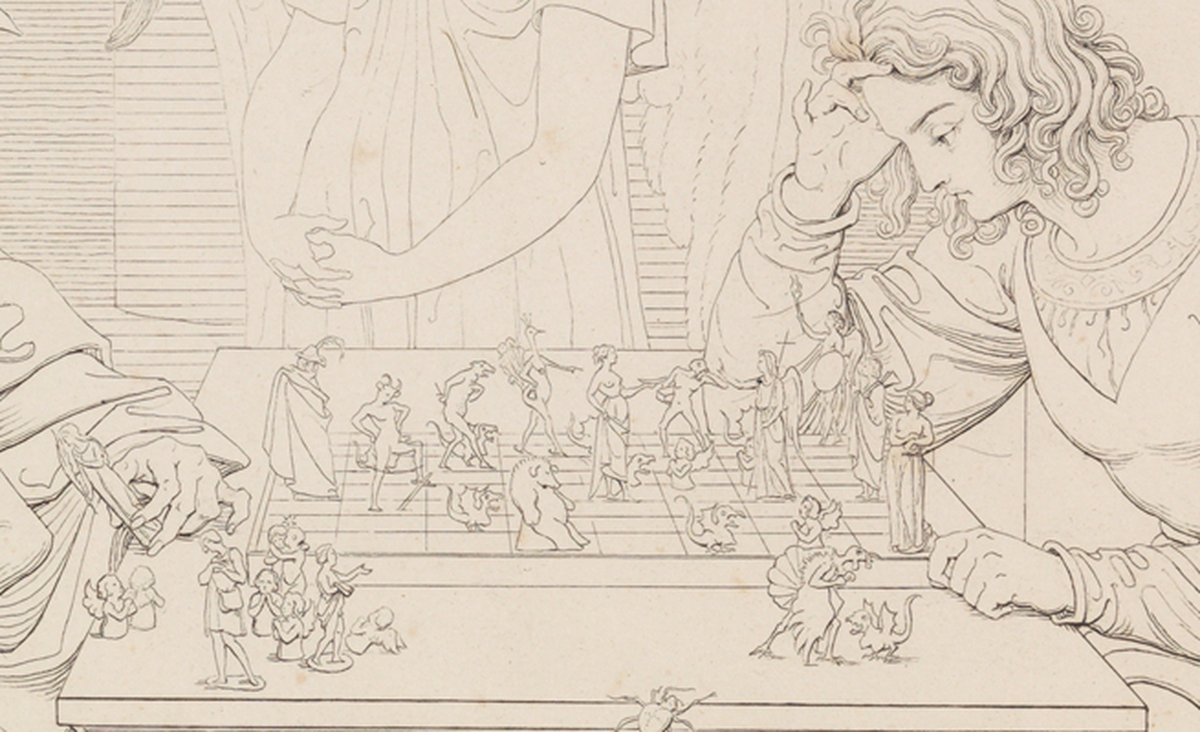
Moritz Retzsch. Les joueurs d'échecs. Détail eau-forte, 1830

Un certain nombre de tableaux représentant des membres de clubs d'échecs et l'atmosphère qui régnait lors des réunions de ces clubs sont apparus au XVIIIe siècle, mais c'est au XIXe siècle qu'ils ont acquis une renommée nationale et même internationale. Le tableau Partie d'échecs au palais Voss à Berlin (ru) (1818, du peintre Johann Erdmann Hummel) représente l'élite intellectuelle de la Prusse lors d'une réunion du premier club allemand d'échecs en vue d'analyser ensemble les positions aux échecs (Schadows Schachklub). Le peintre était lui-même membre de ce club d'échecs et a représenté ses amis et partenaires dans son tableau. Le peintre britannique Thomas Leeming a représenté une scène de la vie d'un club d'échec provincial dans son tableau Portraits des gentlemen de la société d'échecs d'Hereford (ru) dans les années 1815-1818.
Jean Henry Marlet a dessiné un épisode de la confrontation des joueurs d'échecs de son temps Howard Staunton et Pierre Saint-Amant en 1843. Ces célèbres joueurs ont suscité un grand intérêt auprès du public du fait de leurs capacités surprenantes. En 1858, un contemporain a esquissé une véritable séance de jeux simultanés à l'aveugle donnée par Paul Morphy au Café de la Régence à Paris. Le joueur solitaire assis dans un fauteuil à gauche de l'esquisse est confronté à une foule d'adversaires qui sont observés par de nombreux spectateurs se tenant sur la droite. Un témoignage écrit complète le dessin par des détails précis : la séance a duré 7 heures et s'est terminée par une attaque simultanée de Morphy sur tous les échiquiers, qui a forcé six des huit adversaires à s'avouer vaincus. Le dessin du peintre Motti d'après nature au Café de la Régence représente une partie jouée par télégraphe entre les équipes de Paris et de Vienne en 1894. De tels croquis n'ont que peu de valeur artistique mais sont des témoignages intéressants de leur époque.

Le tableau et l'eau-forte du peintre allemand Moritz Retzsch Les Joueurs d'échecs (ru) (créés dans les années 1830) ont eu beaucoup de succès auprès du public. Le tableau représente le Diable jouant aux échecs avec un jeune homme en présence de son ange gardien. Lors de sa visite au révérend R. R. Harisson aux États-Unis à Richmond en 1861, Paul Morphy, après avoir examiné les positions des pièces sur l'échiquier du tableau, a déclaré qu'il était prêt à défendre la position du jeune homme. Ce dernier était considéré jusqu'alors comme perdant assuré. Morphy a réussi à tenir sa promesse et à faire gagner le jeune homme. 

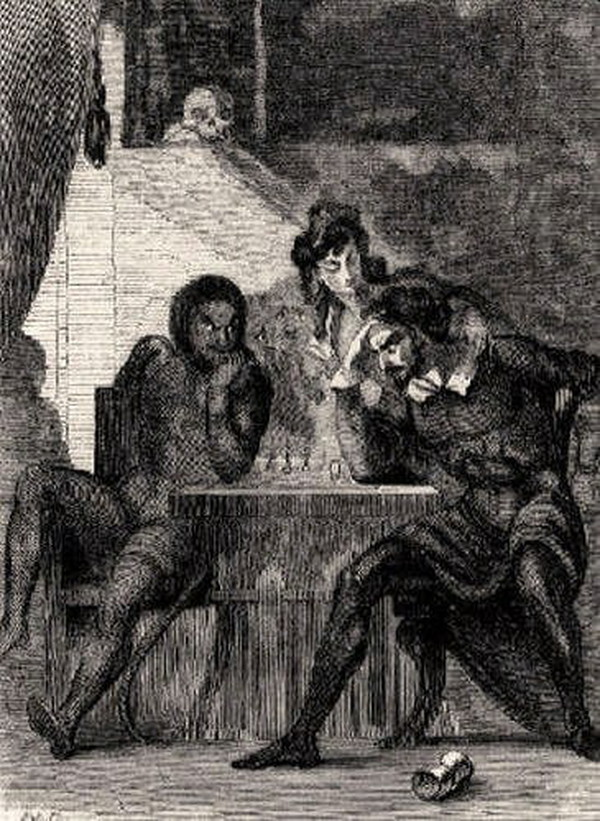
Théodore von Holst, Satan jouant avec un homme pour son âme

En 1865, ce tableau de Moritz Retzsch a été à la base d'une caricature représentant la victoire de l'armée des États-Unis sur celles des États confédérés d'Amérique lors de la Guerre de Sécession. Le peintre anglais d'origine allemande Théodore von Holst (ru), qui connaissait bien Moritz Retzsch, a créé un dessin préparatoire pour une gravure intitulée Satan joue avec un homme pour son âme, dans laquelle il utilise le même sujet.
Le tableau de James Northcote Les Joueurs d'échecs (ru) (1807) présente un intérêt particulier. Son atmosphère théâtrale et mystérieuse le distingue des autres œuvres sur le même thème.

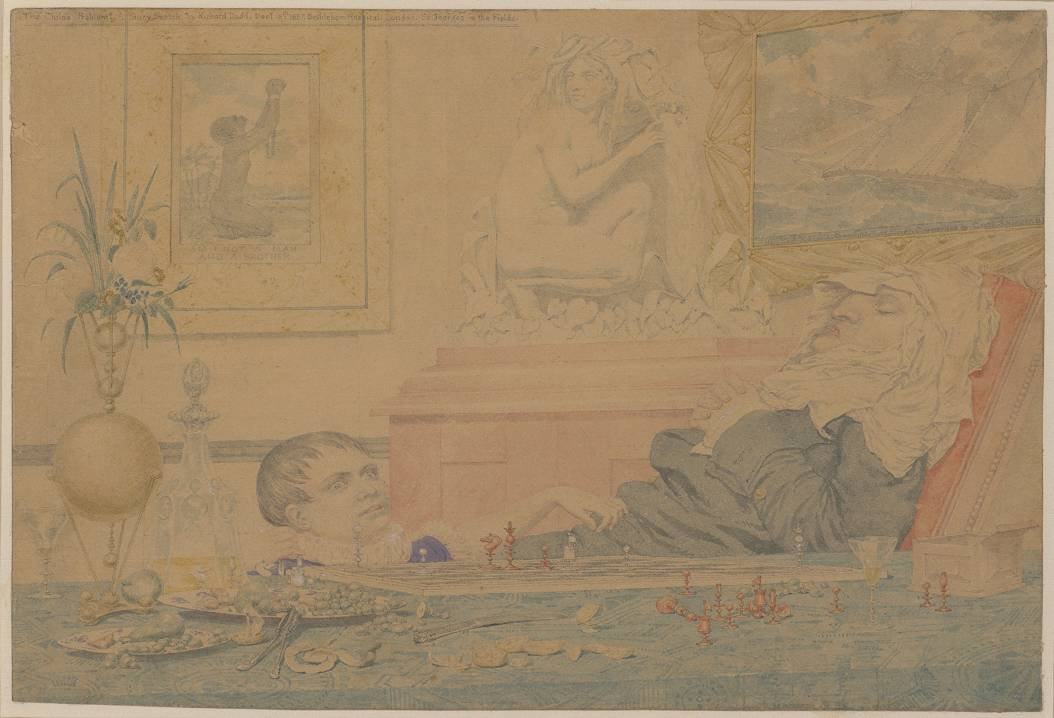
Richard Dadd. Un Problème pour enfant (1857)

Une place particulière est réservée à l'aquarelle Un problème pour enfant (ru) au musée Tate (1857, Londres), créée par le peintre anglais Richard Dadd durant sa vie à l'hôpital psychiatrique Bethlem Royal Hospital, où il était interné pour le meurtre de son père et continuait à peindre. Cette aquarelle présente une intéressante position des pièces de l'échiquier permettant un échec et mat en deux coups. C'est un étrange sujet de tableau et un mystérieux ensemble d'objets posés sur la table à côté de l'échiquier qui a suscité différentes interprétations de la part des historiens d'art.
Plusieurs artistes réputés ont créé des illustrations de la pièce La Tempête de William Shakespeare, choisissant pour leur tableau un épisode de jeu d'échecs dans cette pièce. Ainsi le tableau de l'artiste français Gillot Saint-Evre Miranda fait une partie d'échecs avec Ferdinand, qu'elle accuse, en plaisantant, de tricher (1822) sur le motif de l'acte V a frappé les contemporains par son atmosphère mystique entourant les amoureux jouant aux échecs. Ferdinand et Miranda jouent aux échecs (ru) est une toile sur le même sujet (1871) de la peintre Lucy Madox Brown, artiste du mouvement préraphaélique et épouse de Ford Madox Brown, proche de ce même mouvement.
Le peintre italien Luigi Mussini était un grand joueur d'échecs, qui a fondé à Sienne un club d'échecs qui existe toujours aujourd'hui. Il est l'auteur du tableau Une Partie d'échecs entre Ruy Lopez et Leonardo di Bona à la cour d'Espagne (1883). C'est le premier tableau réalisé à partir d'une partie d'échecs réelle et elle est consacrée à un tournoi organisé par le roi d'Espagne Philippe II avec la participation de joueurs d'échecs italiens et espagnols. Le tableau de Mussini n'était pas destiné à être vendu, mais le peintre l'emportait avec lui lors de tournois d'échecs et l'exposait pour populariser le jeu auprès du public.
Les artistes qui jouissaient d'une renommée paneuropéenne ou mondiale ont commencé à s'intéresser à la création de tableaux représentant des parties d'échecs. Ainsi en est-il de l'artiste français Honoré Daumier pour son chef-d'œuvre Les Joueurs d'échecs (créé entre 1863 et 1868).
En Russie, on trouve peu de tableaux sur des sujets de ce genre. Le premier grand tableau créé par l'artiste russe Viatcheslav Schwartz est Scène de la vie quotidienne des tsars russes (1865) qui représente Alexis Mikhaïlovitch jouant aux échecs avec un boyard. Sur le tableau de Constantin Makovski La mort d'Ivan le Terrible (ru) (1888) sont représentées des personnalités célèbres de la culture russe et d'autres personnes proches de l'artiste. L'intrigue du tableau est basée sur le récit légendaire de Jerome Horsey sur la mort du tsar au cours d'une partie d'échecs.

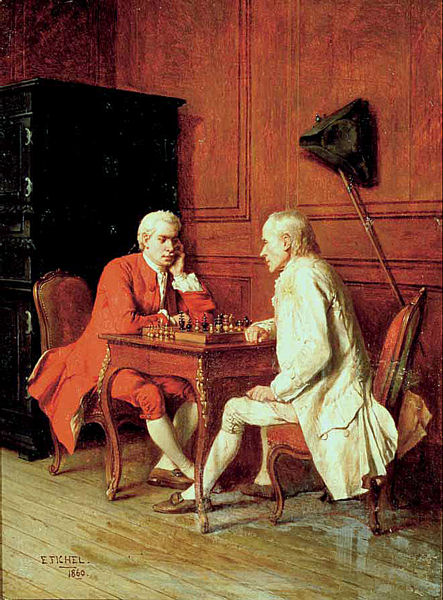
Benjamin Eugène Fichel, Les joueurs d'échecs, 1860
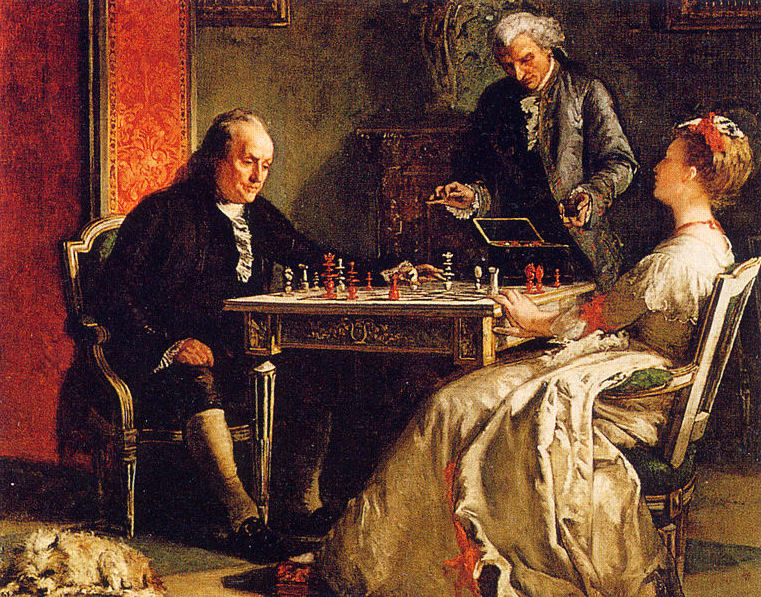
Edward Harrison May (en), Lady Howe met Benjamin Franklin échec et mat (ru) (1867)
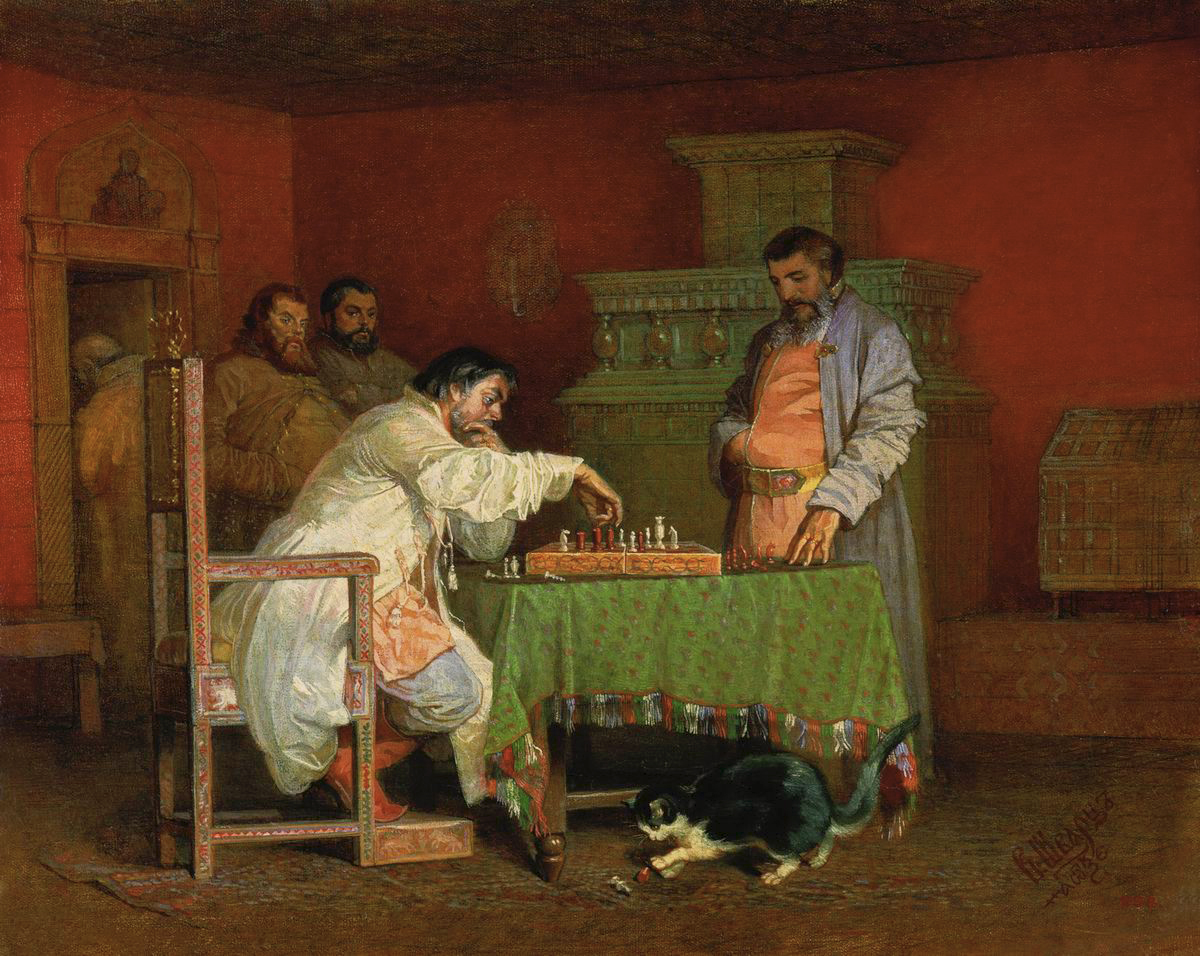
Viatcheslav Schwartz, Scène de la vie quotidienne des tsars russes, 1865
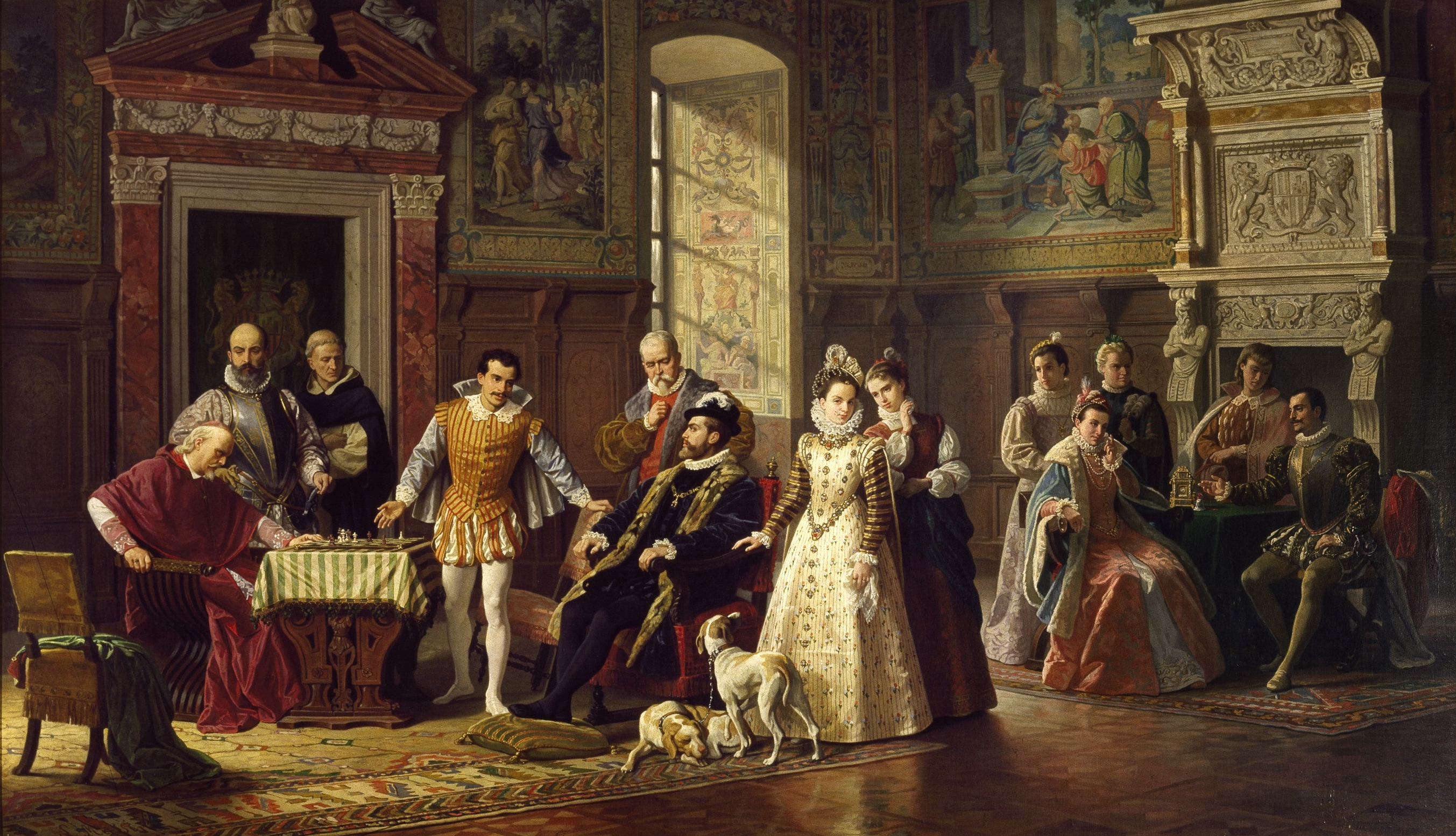
Luigi Mussini, Une Partie d'échecs entre Ruy Lopez et Leonardo di Bona à la cour d'Espagne (1883)
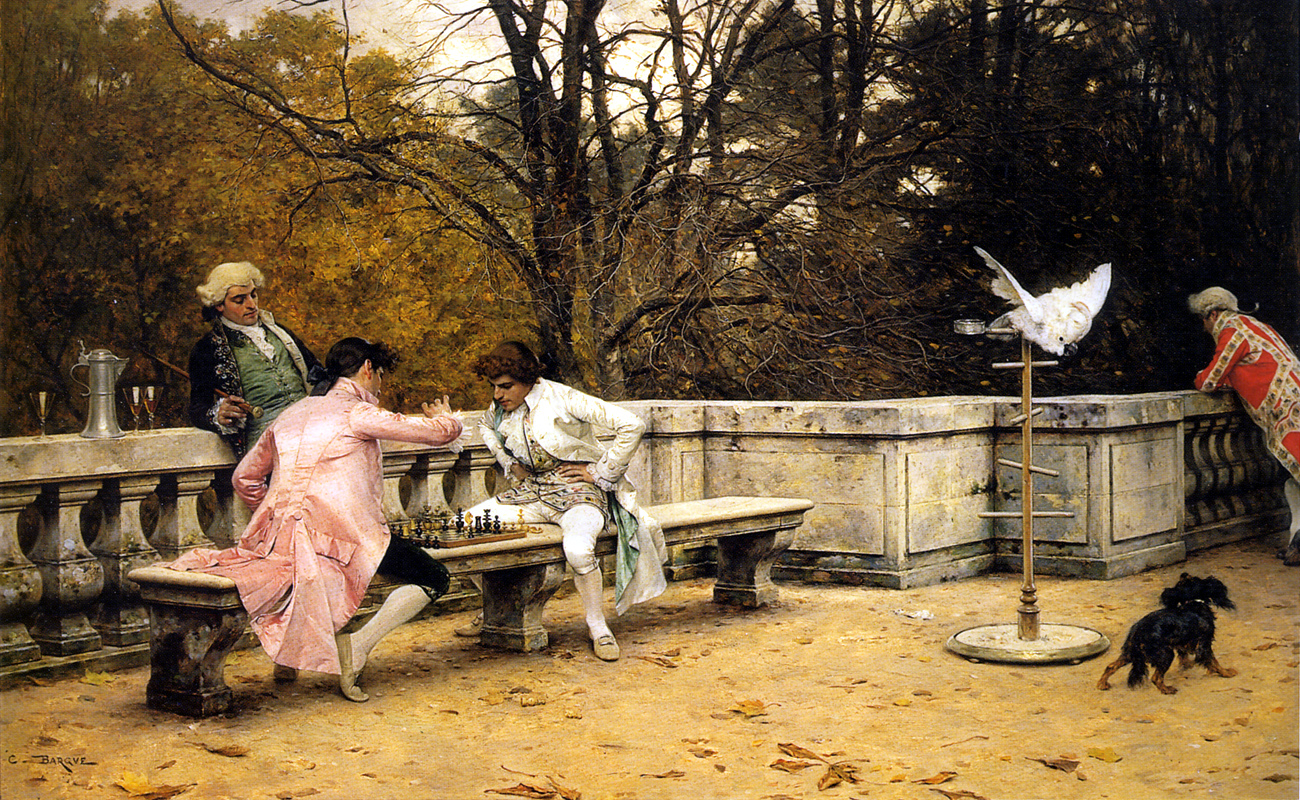
Charles Bargue, Le Jeu d'échecs sur la terrasse, 1883
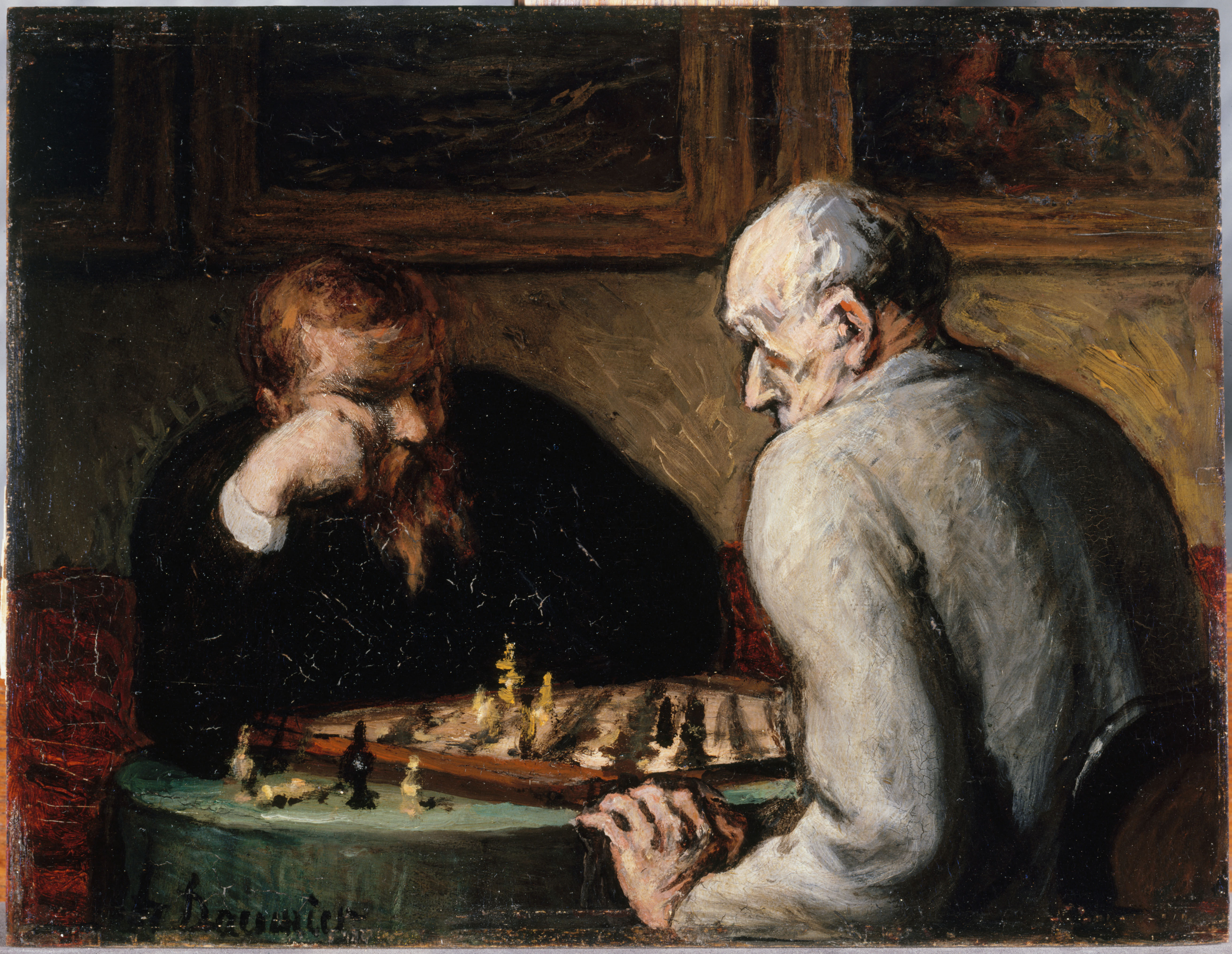
Honoré Daumier, Les Joueurs d'échecs (créé entre 1863 et 1868)
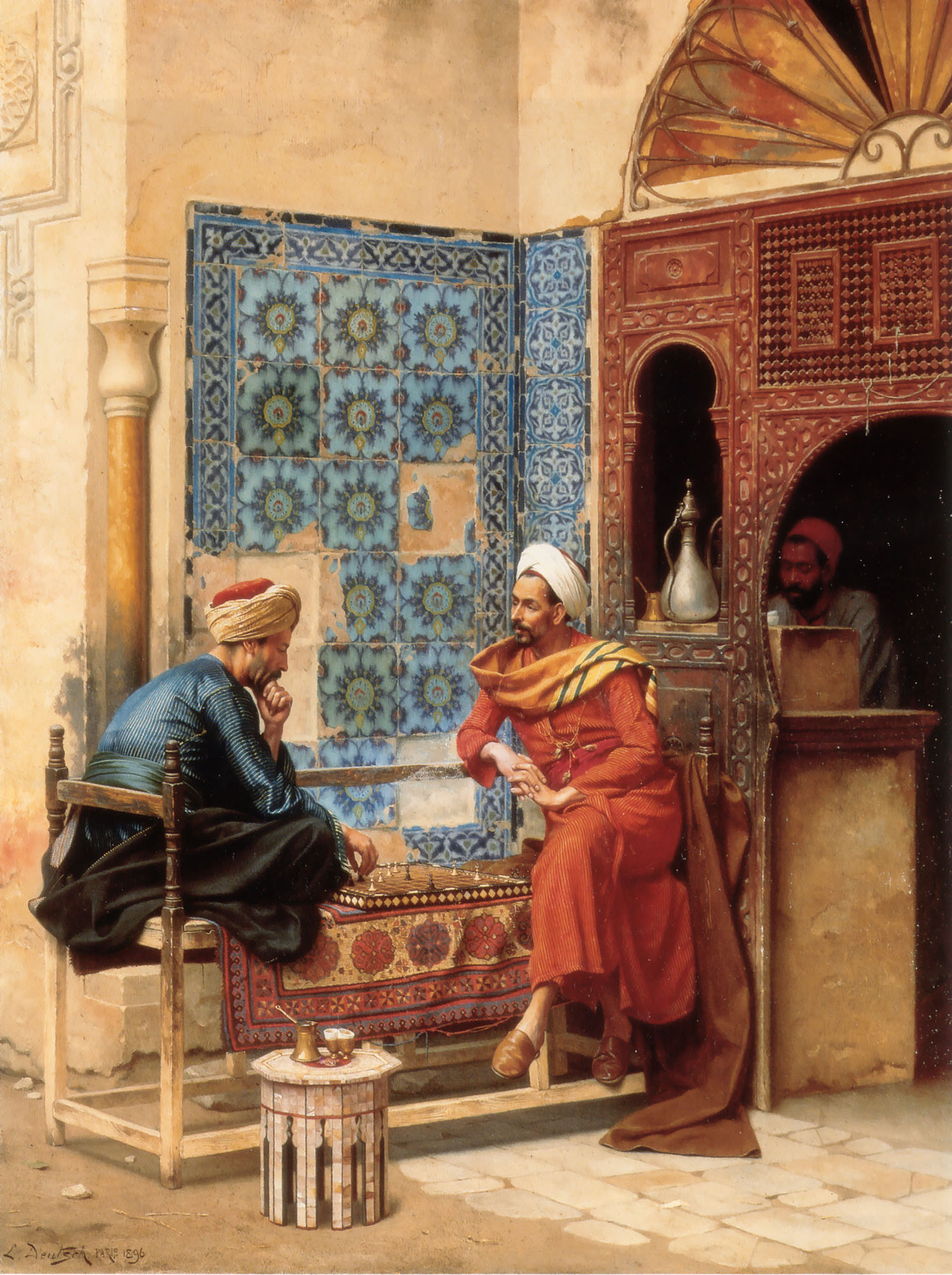
Ludwig Deutsch Le jeu d'échecs, 1896

### Napoléon Bonaparte représenté sur des tableaux sur le thème du jeu d'échecs
L'amour de Napoléon pour le jeu d'échecs est devenu à plusieurs reprises l'objet de représentations par des artistes au XIXe siècle. Déjà durant sa vie, deux types de représentations se sont répandus : 
- La caricature, qui, sous couvert de parties d'échecs, représente les victoires ou les défaites de l'empereur[72].
- Dessins représentant Napoléon jouant aux échecs avec ses amis. Un des premiers dessins de ce type se trouve dans la collection de la Bibliothèque nationale de France et s'intitule Napoléon joue aux échecs à Saint-Hélène (éditeur : Villain). Il date de 1816[73].

### Présence du clergé dans des tableaux sur le thème du jeu d'échecs
Les scènes de jeu d'échecs dans lesquelles apparaissent des personnages du clergé catholique réalisées durant la seconde moitié du XIXe siècle ont longtemps attiré l'attention des critiques d'art et des collectionneurs privés. L'origine de ces tableaux est l'anticléricalisme qui régnait à cette époque, qui exigeait que les dignitaires spirituels soient représentés dans des scènes laïques et même frivoles. Le succès commercial de ces tableaux était dû en grande partie à la prospérité économique de la grande bourgeoisie, qui avait perdu ses illusions religieuses à la fin du XIXe siècle et au tout début du XXe siècle, tant en Europe qu'aux États-Unis. La croissance de la classe moyenne et l'affaiblissement de la religiosité ont contribué à la croissance de la demande de tableaux de ce genre. Ils effaçaient la couverture du mystère de la vie quotidienne du clergé. Andrea Landini est l'un des artistes les plus populaires dans ce genre de tableaux. Il montre avec humour les détails du mode de vie laïc des membres du haut clergé. Ces tableaux ont été acquis non seulement par des collectionneurs privés, mais aussi par des grands musées d'États européens. Le critique d'art grec Nicolas Sfikas distingue dans ces tableaux :  
- 1) ceux représentant des parties d'échecs entre des membres du clergé ;
- 2) ceux où le membre du clergé joue contre un homme de type laïc souligné par sa tenue vestimentaire ;
- 3) ceux où le membre du clergé est opposé dans une partie d'échec à une charmante jeune femme[75].

Les principaux artistes de ce genre, en dehors d'Andrea Landini, sont l'impressionniste espagnol José Gallegos y Arnosa (es) qui a vécu dans la même maison que le général des jésuites et a pu observer les coutumes et la vie quotidienne du haut clergé catholique, qui ne se privaient pas de jouer aux échecs. On trouve également Publio de Tommasi (it) ou Roberto Raimondi. Les plaisirs terrestres, comme les échecs, les intérieurs luxueux, les tableaux aux sujets frivoles, permettent aux artistes d'ironiser doucement sur certains aspects pompeux des membres de la hiérarchie de l'Église catholique.
Dans son tableau Échecs! Échecs!, le peintre français Jean-Georges Vibert représente le cardinal Joseph Fesch (oncle de Napoléon), jouant au échecs avec Napoléon Bonaparte et emporte la partie.

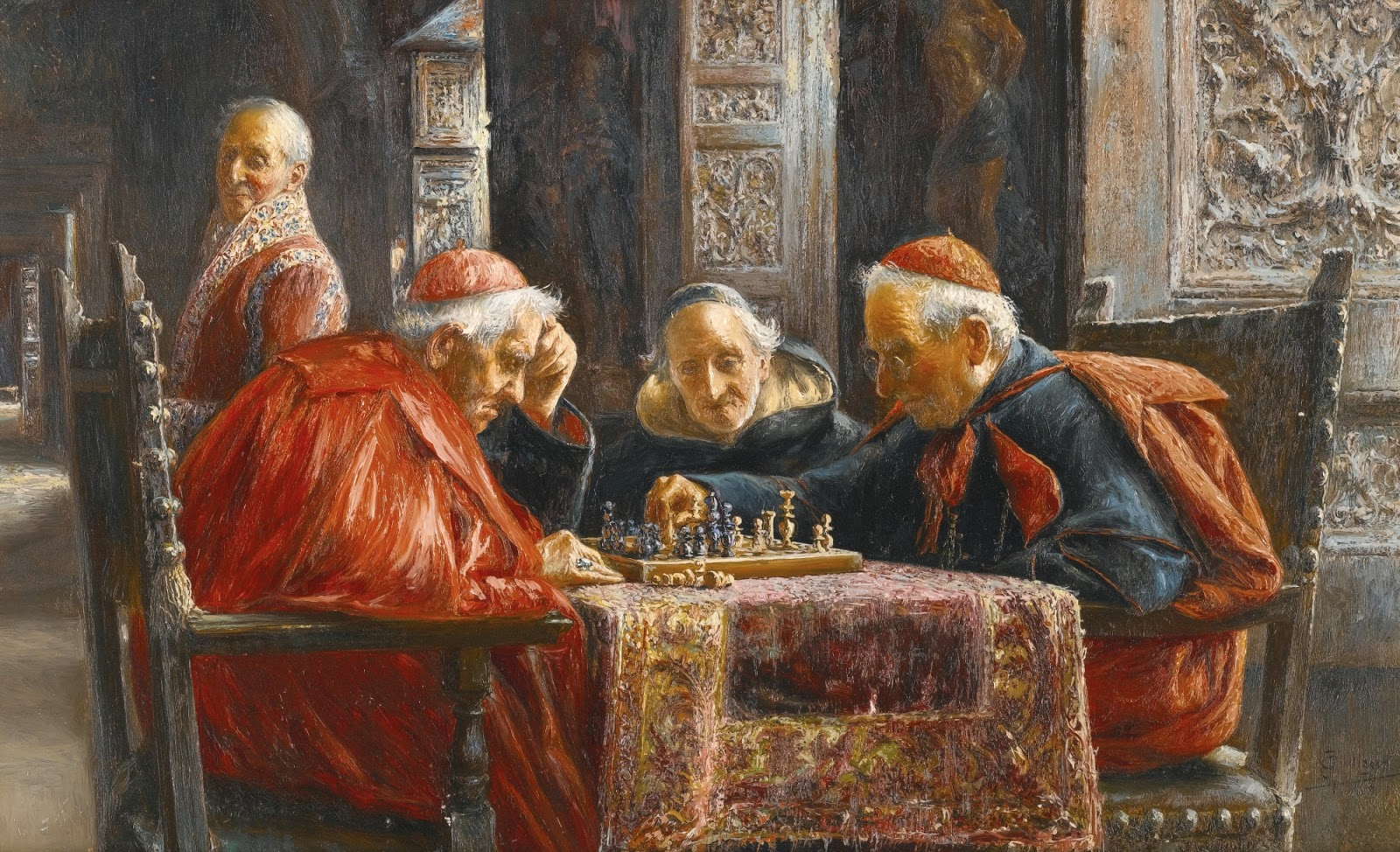
José Gallegos y Arnosa (es), Jeu d'échecs.
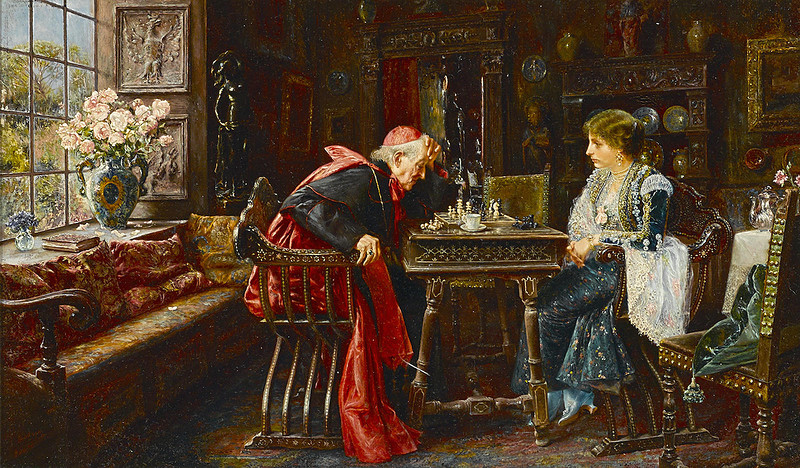
José Gallegos y Arnosa, Déplacement suivant.
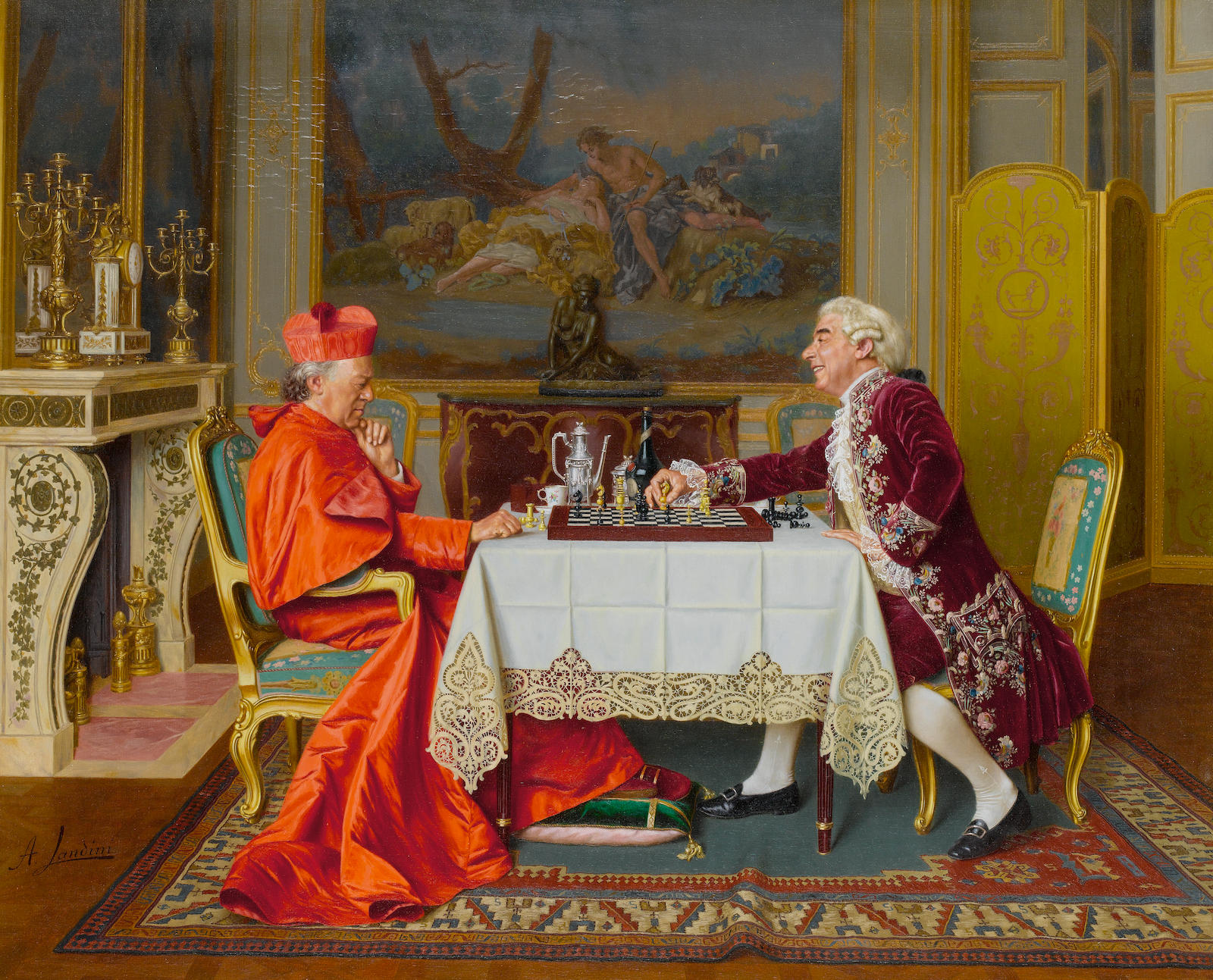
Andrea Landini, Jeu d'échecs.
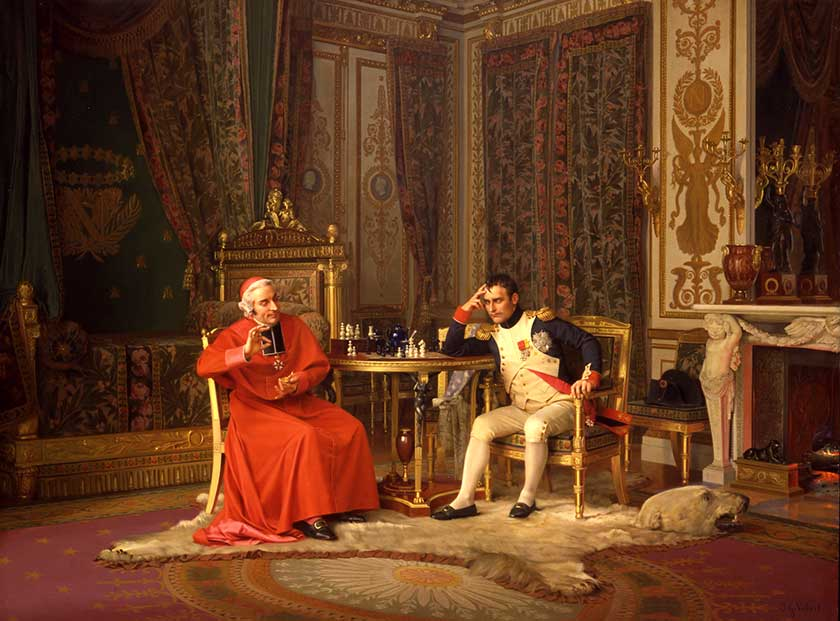
Jean-Georges Vibert, Échecs!
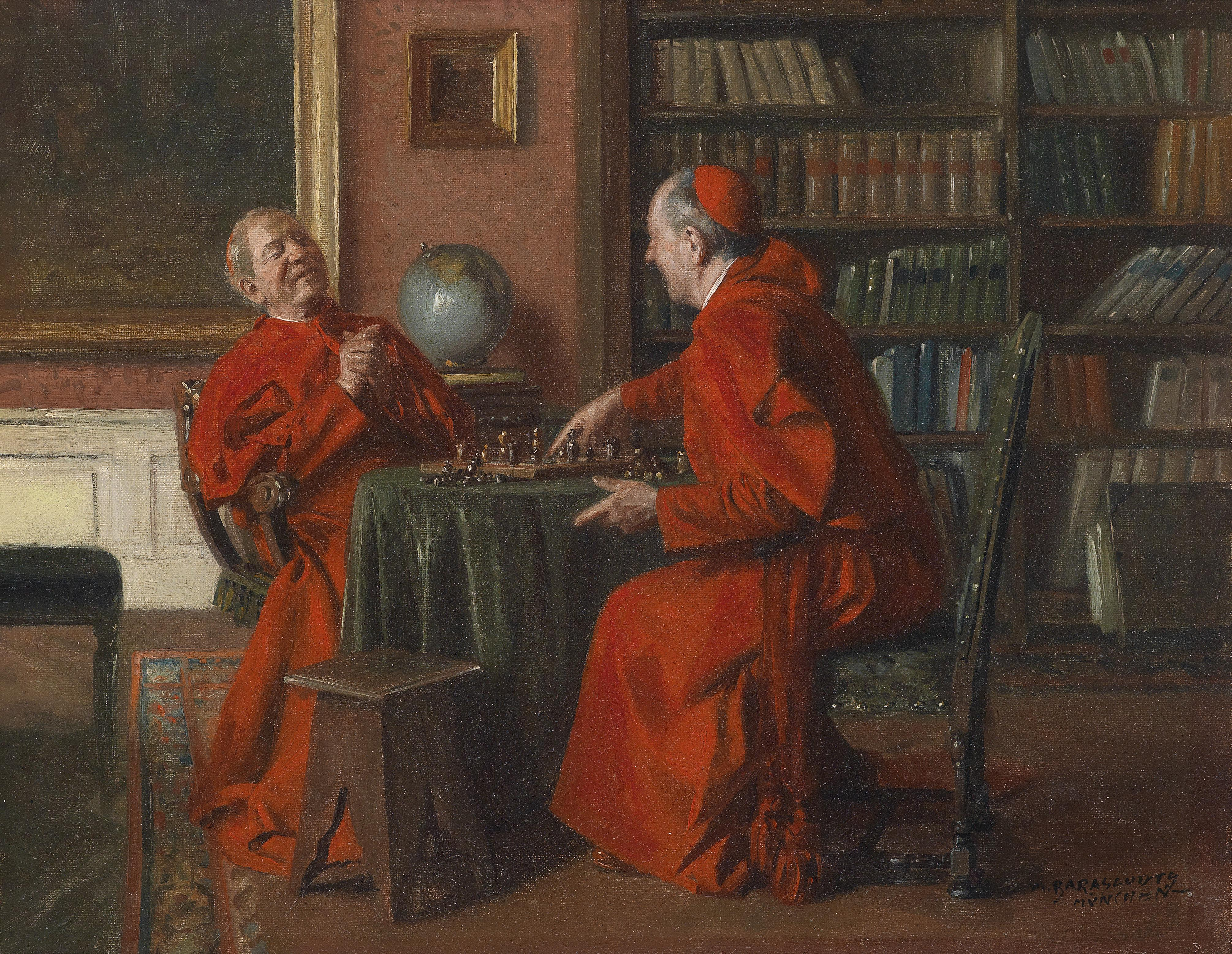
Max Barascudts (de), Partie intéressante (avant 1927).
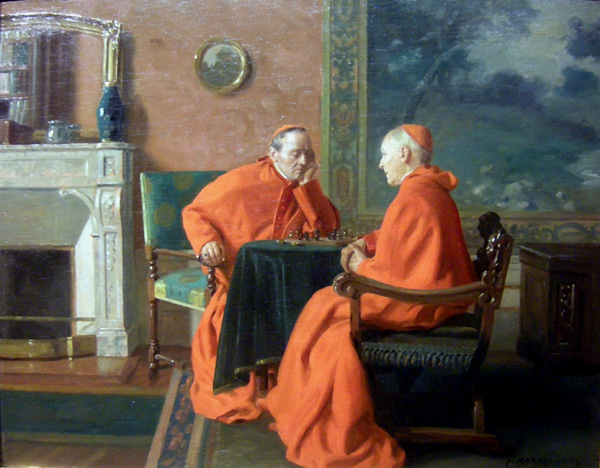
Max Barascudts, Les cardinaux jouent aux échecs, 1900.

### Le jeu d'échecs dans les tableaux orientalistes

Nevasi Lal, Dames de la cour jouant aux échecs, 1780-1800

Un très grand nombre de tableaux du XIXe siècle sont des œuvres montrant des habitants de pays d'orient jouant aux échecs. La raison générale de cet intérêt est la politique coloniale active des puissances européennes et l'établissement de rapports commerciaux et culturels étroits qui ont suivi. Les artistes étaient généralement attirés par les éléments les plus exotiques des scènes de jeux : l'originalité des pièces des jeux des pays d'orient, le plaisir manifesté par les joueurs, leur spontanéité dans l'expression de leur émotion par opposition à la retenue des joueurs européens qui percevaient déjà les échecs comme un sport et comme un art.
Kan Gao, chinois de Cayenne (ru) (1821) est un tableau de Pierre-Louis Delaval, représentant un jeune Chinois riche arrivé en France pour étudier la langue. Parmi ses effets personnels, figure un ensemble de pièces d'échecs exotiques. Une série de peintures similaires a été créée par l'artiste-académicien Jean-Léon Gérôme, qui a visité l'Égypte à quatre reprises et y a réalisé des dessins de la vie quotidienne rassemblés dans un album et également des photographies. Parmi ses tableaux, Almées jouant aux échecs (1870) se distingue par la profondeur de son contenu. Les Almées sont des symboles de la rigueur des mœurs du fait de leur habillement à l'antique. En fait, l'artiste n'a pas rencontré ces Almées qui avaient un statut social assez élevé, évitaient les contacts avec les Européens et adoptaient un mode de vie fermé. Dans son tableau d'almées, ce sont en fait des ghawazi qui apparaissent, c'est-à-dire des danseuses d'une catégorie sociale moins élevée et proche des Roms ou Tziganes. Le tableau Arabes jouant aux échecs a été créé en 1847-1848 par Eugène Delacroix. Il est inspiré des souvenirs d'un voyage en Afrique du Nord réalisé 15 ans plus tôt.
Il n'est pas toujours possible pour les critiques d'art de reconnaître quel jeu est représenté dans tel ou tel tableau. En particulier dans l'œuvre de Jean-Léon Gérôme, Arvanites jouant aux échecs, dont il existe trois versions : l'une représente le jeu de dames (c'est la version officielle de la collection Wallace), une autre le jeu d'échecs (c'est la version la plus répandue dans les travaux des historiens), et une troisième version représente le jeu égyptien ancien du senet. Dans le tableau de Nevasi Lal (peintre indien de la seconde moitié du XVIIIe siècle, influencé par la peinture européenne), Dames de la cour jouant aux échecs, les personnages jouent au chatrang, mais avec un ensemble de pièces d'échecs importées d'Europe. Dans ce tableau, les traditions locales se mélangent aux traditions de la peinture européenne.
Les artistes européens qui ont créé des tableaux orientalistes n'étaient pas toujours vraiment familiarisés avec la vie quotidienne des pays représentés sur leurs tableaux. Le peintre académique français Henri-Pierre Picou, par exemple, n'avait jamais été en Inde, mais il a réalisé son tableau Jeu d'échecs en Inde, qui est une véritable image de conte de fée oriental.

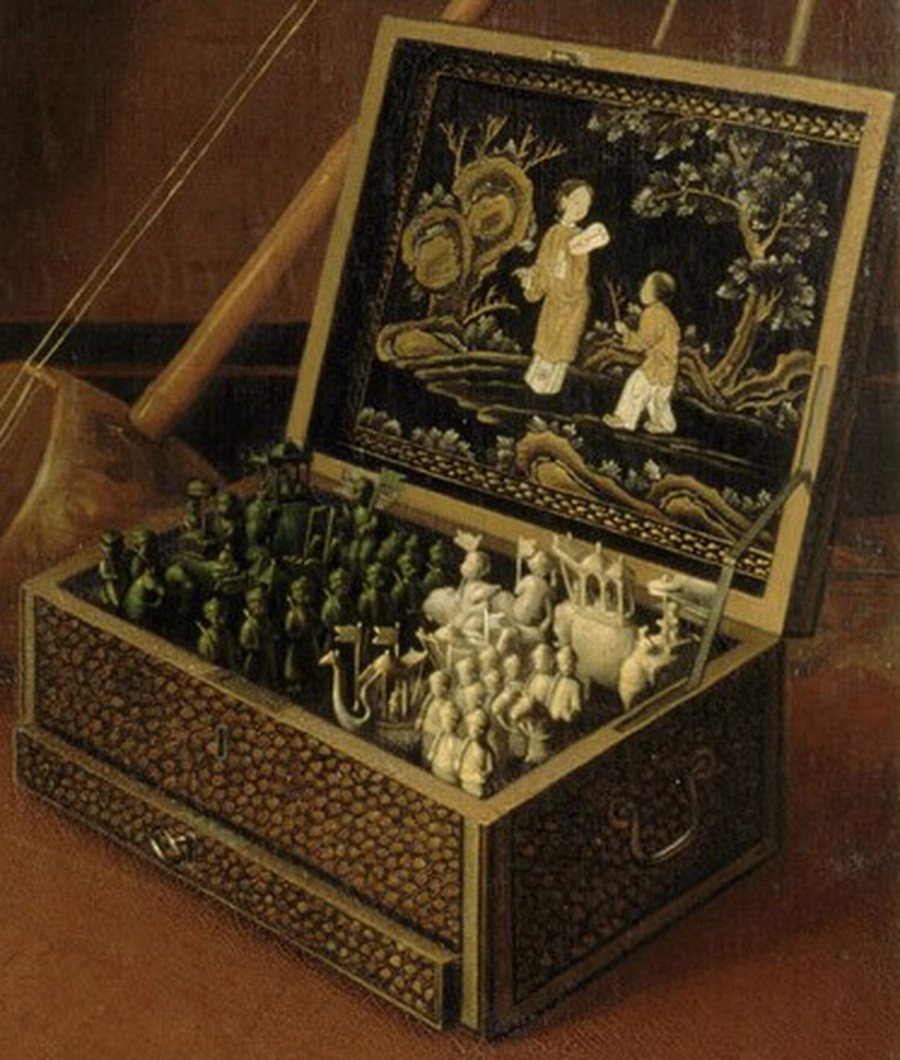
Pierre-Louis Delaval, Kan Gao, chinois de Cayenne (ru) (1821).
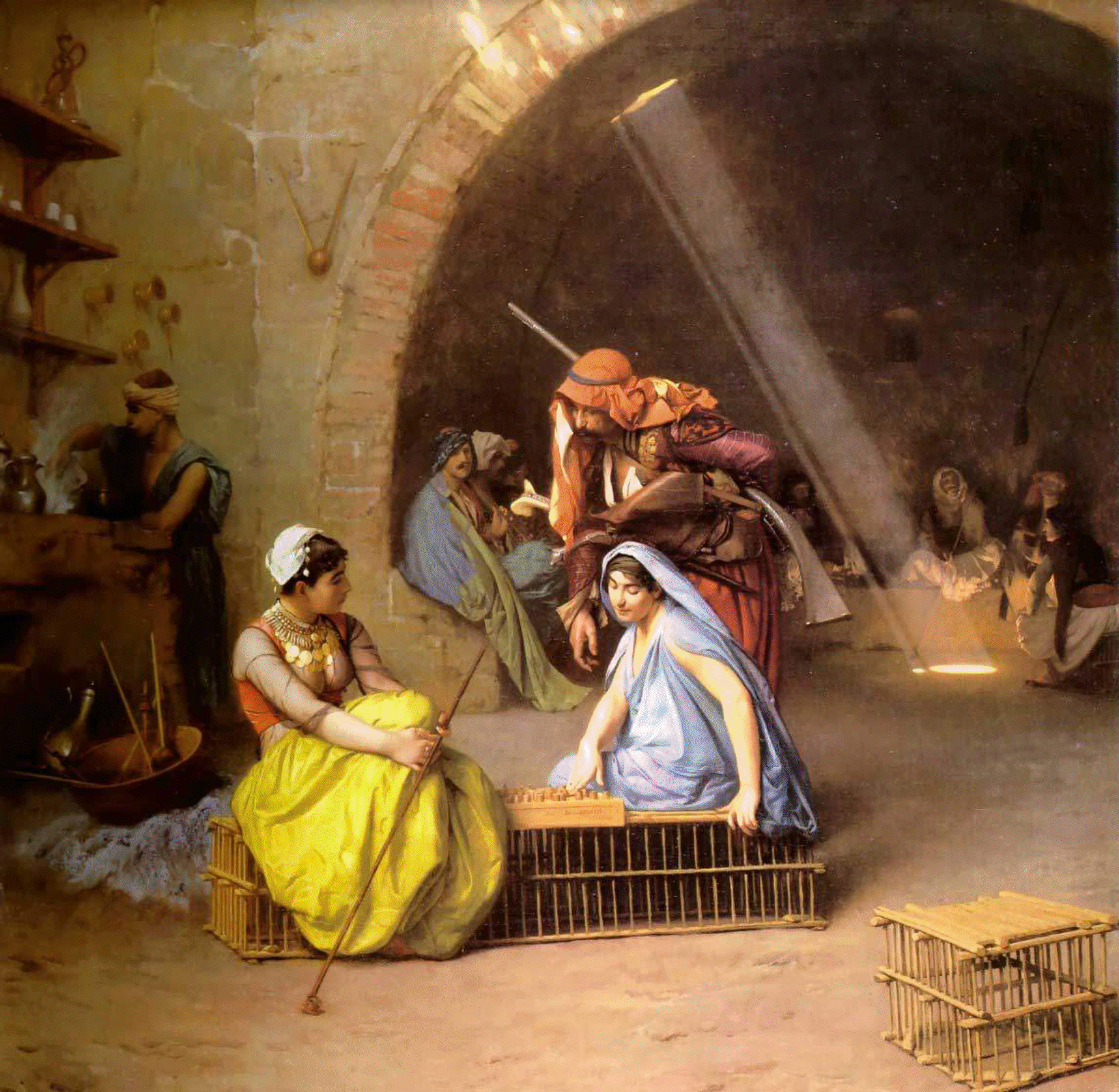
Jean-Léon Gérôme, Almées jouant aux échecs (1870).
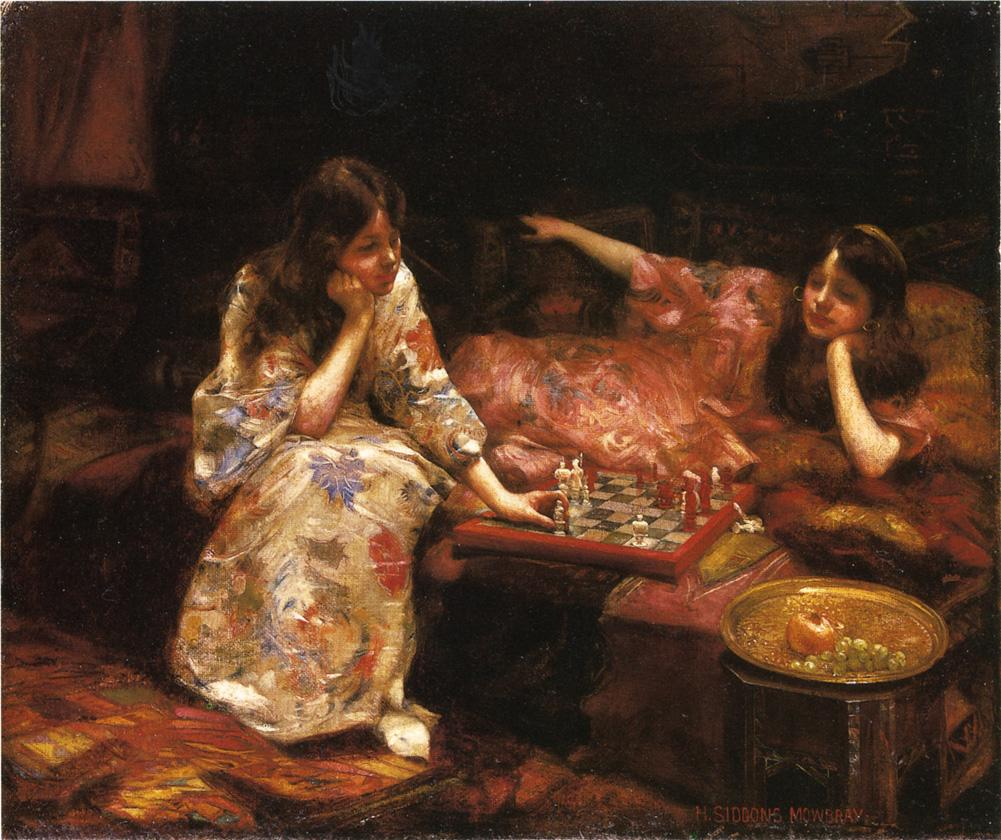
Henry Siddons Mowbray, Jeu d'échecs (1890).
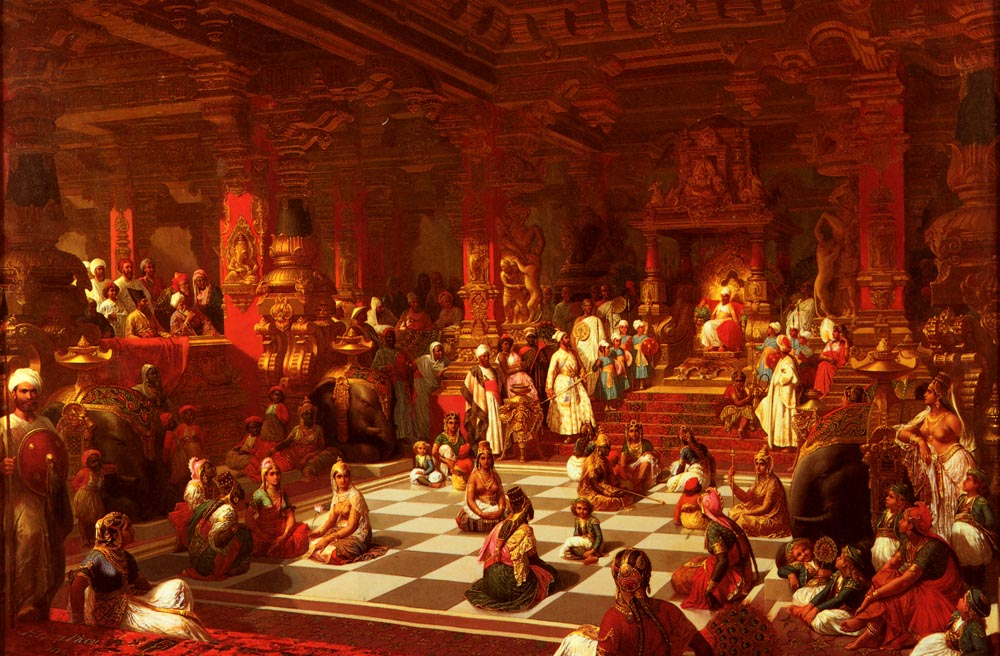
André-Pierre Picou, Jeu d'échecs en Inde (1876).
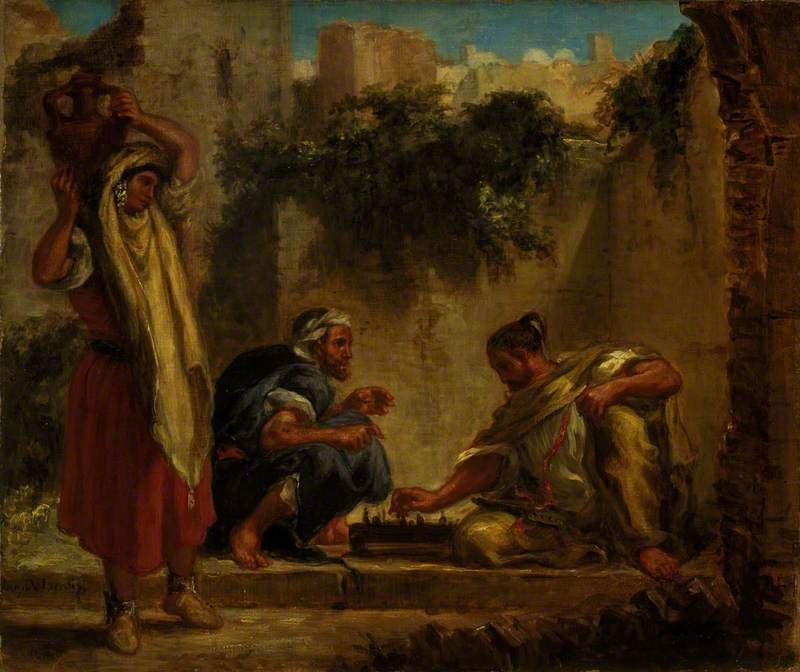
Eugène Delacroix, Arabes jouant aux échecs (1847-1848).
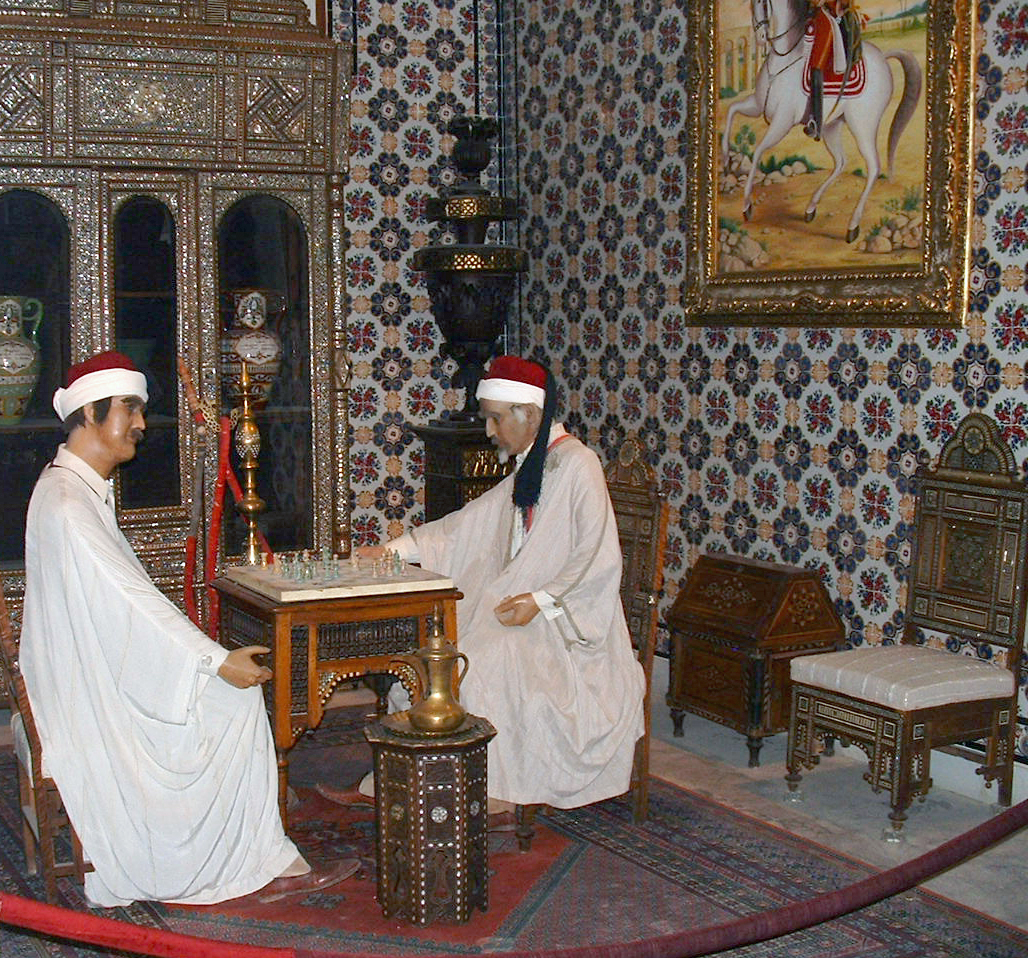
Reconstitution de la maison d'un riche arabe de la seconde moitié du XIXe siècle au Musée Dar Cheraït à Tozeur (Tunisie).

## Le jeu d'échecs dans la peinture duXXesiècle
|   | a | b | c | d | e | f | g | h |   |
| 8 | Roi noir sur case noire d8 · Pion noir sur case blanche d7 · Pion noir sur case blanche c6 · Fou noir sur case noire h6 · Pion noir sur case noire d4 · Dame noire sur case noire c3 · Pion blanc sur case blanche d3 · Pion noir sur case noire e3 · Tour blanche sur case blanche f3 · Pion blanc sur case noire g3 · Cavalier noir sur case noire b2 · Pion blanc sur case blanche c2 · Dame blanche sur case blanche e2 · Tour blanche sur case blanche f1 · Roi blanc sur case noire g1 | Roi noir sur case noire d8 · Pion noir sur case blanche d7 · Pion noir sur case blanche c6 · Fou noir sur case noire h6 · Pion noir sur case noire d4 · Dame noire sur case noire c3 · Pion blanc sur case blanche d3 · Pion noir sur case noire e3 · Tour blanche sur case blanche f3 · Pion blanc sur case noire g3 · Cavalier noir sur case noire b2 · Pion blanc sur case blanche c2 · Dame blanche sur case blanche e2 · Tour blanche sur case blanche f1 · Roi blanc sur case noire g1 | Roi noir sur case noire d8 · Pion noir sur case blanche d7 · Pion noir sur case blanche c6 · Fou noir sur case noire h6 · Pion noir sur case noire d4 · Dame noire sur case noire c3 · Pion blanc sur case blanche d3 · Pion noir sur case noire e3 · Tour blanche sur case blanche f3 · Pion blanc sur case noire g3 · Cavalier noir sur case noire b2 · Pion blanc sur case blanche c2 · Dame blanche sur case blanche e2 · Tour blanche sur case blanche f1 · Roi blanc sur case noire g1 | Roi noir sur case noire d8 · Pion noir sur case blanche d7 · Pion noir sur case blanche c6 · Fou noir sur case noire h6 · Pion noir sur case noire d4 · Dame noire sur case noire c3 · Pion blanc sur case blanche d3 · Pion noir sur case noire e3 · Tour blanche sur case blanche f3 · Pion blanc sur case noire g3 · Cavalier noir sur case noire b2 · Pion blanc sur case blanche c2 · Dame blanche sur case blanche e2 · Tour blanche sur case blanche f1 · Roi blanc sur case noire g1 | Roi noir sur case noire d8 · Pion noir sur case blanche d7 · Pion noir sur case blanche c6 · Fou noir sur case noire h6 · Pion noir sur case noire d4 · Dame noire sur case noire c3 · Pion blanc sur case blanche d3 · Pion noir sur case noire e3 · Tour blanche sur case blanche f3 · Pion blanc sur case noire g3 · Cavalier noir sur case noire b2 · Pion blanc sur case blanche c2 · Dame blanche sur case blanche e2 · Tour blanche sur case blanche f1 · Roi blanc sur case noire g1 | Roi noir sur case noire d8 · Pion noir sur case blanche d7 · Pion noir sur case blanche c6 · Fou noir sur case noire h6 · Pion noir sur case noire d4 · Dame noire sur case noire c3 · Pion blanc sur case blanche d3 · Pion noir sur case noire e3 · Tour blanche sur case blanche f3 · Pion blanc sur case noire g3 · Cavalier noir sur case noire b2 · Pion blanc sur case blanche c2 · Dame blanche sur case blanche e2 · Tour blanche sur case blanche f1 · Roi blanc sur case noire g1 | Roi noir sur case noire d8 · Pion noir sur case blanche d7 · Pion noir sur case blanche c6 · Fou noir sur case noire h6 · Pion noir sur case noire d4 · Dame noire sur case noire c3 · Pion blanc sur case blanche d3 · Pion noir sur case noire e3 · Tour blanche sur case blanche f3 · Pion blanc sur case noire g3 · Cavalier noir sur case noire b2 · Pion blanc sur case blanche c2 · Dame blanche sur case blanche e2 · Tour blanche sur case blanche f1 · Roi blanc sur case noire g1 | Roi noir sur case noire d8 · Pion noir sur case blanche d7 · Pion noir sur case blanche c6 · Fou noir sur case noire h6 · Pion noir sur case noire d4 · Dame noire sur case noire c3 · Pion blanc sur case blanche d3 · Pion noir sur case noire e3 · Tour blanche sur case blanche f3 · Pion blanc sur case noire g3 · Cavalier noir sur case noire b2 · Pion blanc sur case blanche c2 · Dame blanche sur case blanche e2 · Tour blanche sur case blanche f1 · Roi blanc sur case noire g1 | 8 |
| 7 | Roi noir sur case noire d8 · Pion noir sur case blanche d7 · Pion noir sur case blanche c6 · Fou noir sur case noire h6 · Pion noir sur case noire d4 · Dame noire sur case noire c3 · Pion blanc sur case blanche d3 · Pion noir sur case noire e3 · Tour blanche sur case blanche f3 · Pion blanc sur case noire g3 · Cavalier noir sur case noire b2 · Pion blanc sur case blanche c2 · Dame blanche sur case blanche e2 · Tour blanche sur case blanche f1 · Roi blanc sur case noire g1 | Roi noir sur case noire d8 · Pion noir sur case blanche d7 · Pion noir sur case blanche c6 · Fou noir sur case noire h6 · Pion noir sur case noire d4 · Dame noire sur case noire c3 · Pion blanc sur case blanche d3 · Pion noir sur case noire e3 · Tour blanche sur case blanche f3 · Pion blanc sur case noire g3 · Cavalier noir sur case noire b2 · Pion blanc sur case blanche c2 · Dame blanche sur case blanche e2 · Tour blanche sur case blanche f1 · Roi blanc sur case noire g1 | Roi noir sur case noire d8 · Pion noir sur case blanche d7 · Pion noir sur case blanche c6 · Fou noir sur case noire h6 · Pion noir sur case noire d4 · Dame noire sur case noire c3 · Pion blanc sur case blanche d3 · Pion noir sur case noire e3 · Tour blanche sur case blanche f3 · Pion blanc sur case noire g3 · Cavalier noir sur case noire b2 · Pion blanc sur case blanche c2 · Dame blanche sur case blanche e2 · Tour blanche sur case blanche f1 · Roi blanc sur case noire g1 | Roi noir sur case noire d8 · Pion noir sur case blanche d7 · Pion noir sur case blanche c6 · Fou noir sur case noire h6 · Pion noir sur case noire d4 · Dame noire sur case noire c3 · Pion blanc sur case blanche d3 · Pion noir sur case noire e3 · Tour blanche sur case blanche f3 · Pion blanc sur case noire g3 · Cavalier noir sur case noire b2 · Pion blanc sur case blanche c2 · Dame blanche sur case blanche e2 · Tour blanche sur case blanche f1 · Roi blanc sur case noire g1 | Roi noir sur case noire d8 · Pion noir sur case blanche d7 · Pion noir sur case blanche c6 · Fou noir sur case noire h6 · Pion noir sur case noire d4 · Dame noire sur case noire c3 · Pion blanc sur case blanche d3 · Pion noir sur case noire e3 · Tour blanche sur case blanche f3 · Pion blanc sur case noire g3 · Cavalier noir sur case noire b2 · Pion blanc sur case blanche c2 · Dame blanche sur case blanche e2 · Tour blanche sur case blanche f1 · Roi blanc sur case noire g1 | Roi noir sur case noire d8 · Pion noir sur case blanche d7 · Pion noir sur case blanche c6 · Fou noir sur case noire h6 · Pion noir sur case noire d4 · Dame noire sur case noire c3 · Pion blanc sur case blanche d3 · Pion noir sur case noire e3 · Tour blanche sur case blanche f3 · Pion blanc sur case noire g3 · Cavalier noir sur case noire b2 · Pion blanc sur case blanche c2 · Dame blanche sur case blanche e2 · Tour blanche sur case blanche f1 · Roi blanc sur case noire g1 | Roi noir sur case noire d8 · Pion noir sur case blanche d7 · Pion noir sur case blanche c6 · Fou noir sur case noire h6 · Pion noir sur case noire d4 · Dame noire sur case noire c3 · Pion blanc sur case blanche d3 · Pion noir sur case noire e3 · Tour blanche sur case blanche f3 · Pion blanc sur case noire g3 · Cavalier noir sur case noire b2 · Pion blanc sur case blanche c2 · Dame blanche sur case blanche e2 · Tour blanche sur case blanche f1 · Roi blanc sur case noire g1 | Roi noir sur case noire d8 · Pion noir sur case blanche d7 · Pion noir sur case blanche c6 · Fou noir sur case noire h6 · Pion noir sur case noire d4 · Dame noire sur case noire c3 · Pion blanc sur case blanche d3 · Pion noir sur case noire e3 · Tour blanche sur case blanche f3 · Pion blanc sur case noire g3 · Cavalier noir sur case noire b2 · Pion blanc sur case blanche c2 · Dame blanche sur case blanche e2 · Tour blanche sur case blanche f1 · Roi blanc sur case noire g1 | 7 |
| 6 | Roi noir sur case noire d8 · Pion noir sur case blanche d7 · Pion noir sur case blanche c6 · Fou noir sur case noire h6 · Pion noir sur case noire d4 · Dame noire sur case noire c3 · Pion blanc sur case blanche d3 · Pion noir sur case noire e3 · Tour blanche sur case blanche f3 · Pion blanc sur case noire g3 · Cavalier noir sur case noire b2 · Pion blanc sur case blanche c2 · Dame blanche sur case blanche e2 · Tour blanche sur case blanche f1 · Roi blanc sur case noire g1 | Roi noir sur case noire d8 · Pion noir sur case blanche d7 · Pion noir sur case blanche c6 · Fou noir sur case noire h6 · Pion noir sur case noire d4 · Dame noire sur case noire c3 · Pion blanc sur case blanche d3 · Pion noir sur case noire e3 · Tour blanche sur case blanche f3 · Pion blanc sur case noire g3 · Cavalier noir sur case noire b2 · Pion blanc sur case blanche c2 · Dame blanche sur case blanche e2 · Tour blanche sur case blanche f1 · Roi blanc sur case noire g1 | Roi noir sur case noire d8 · Pion noir sur case blanche d7 · Pion noir sur case blanche c6 · Fou noir sur case noire h6 · Pion noir sur case noire d4 · Dame noire sur case noire c3 · Pion blanc sur case blanche d3 · Pion noir sur case noire e3 · Tour blanche sur case blanche f3 · Pion blanc sur case noire g3 · Cavalier noir sur case noire b2 · Pion blanc sur case blanche c2 · Dame blanche sur case blanche e2 · Tour blanche sur case blanche f1 · Roi blanc sur case noire g1 | Roi noir sur case noire d8 · Pion noir sur case blanche d7 · Pion noir sur case blanche c6 · Fou noir sur case noire h6 · Pion noir sur case noire d4 · Dame noire sur case noire c3 · Pion blanc sur case blanche d3 · Pion noir sur case noire e3 · Tour blanche sur case blanche f3 · Pion blanc sur case noire g3 · Cavalier noir sur case noire b2 · Pion blanc sur case blanche c2 · Dame blanche sur case blanche e2 · Tour blanche sur case blanche f1 · Roi blanc sur case noire g1 | Roi noir sur case noire d8 · Pion noir sur case blanche d7 · Pion noir sur case blanche c6 · Fou noir sur case noire h6 · Pion noir sur case noire d4 · Dame noire sur case noire c3 · Pion blanc sur case blanche d3 · Pion noir sur case noire e3 · Tour blanche sur case blanche f3 · Pion blanc sur case noire g3 · Cavalier noir sur case noire b2 · Pion blanc sur case blanche c2 · Dame blanche sur case blanche e2 · Tour blanche sur case blanche f1 · Roi blanc sur case noire g1 | Roi noir sur case noire d8 · Pion noir sur case blanche d7 · Pion noir sur case blanche c6 · Fou noir sur case noire h6 · Pion noir sur case noire d4 · Dame noire sur case noire c3 · Pion blanc sur case blanche d3 · Pion noir sur case noire e3 · Tour blanche sur case blanche f3 · Pion blanc sur case noire g3 · Cavalier noir sur case noire b2 · Pion blanc sur case blanche c2 · Dame blanche sur case blanche e2 · Tour blanche sur case blanche f1 · Roi blanc sur case noire g1 | Roi noir sur case noire d8 · Pion noir sur case blanche d7 · Pion noir sur case blanche c6 · Fou noir sur case noire h6 · Pion noir sur case noire d4 · Dame noire sur case noire c3 · Pion blanc sur case blanche d3 · Pion noir sur case noire e3 · Tour blanche sur case blanche f3 · Pion blanc sur case noire g3 · Cavalier noir sur case noire b2 · Pion blanc sur case blanche c2 · Dame blanche sur case blanche e2 · Tour blanche sur case blanche f1 · Roi blanc sur case noire g1 | Roi noir sur case noire d8 · Pion noir sur case blanche d7 · Pion noir sur case blanche c6 · Fou noir sur case noire h6 · Pion noir sur case noire d4 · Dame noire sur case noire c3 · Pion blanc sur case blanche d3 · Pion noir sur case noire e3 · Tour blanche sur case blanche f3 · Pion blanc sur case noire g3 · Cavalier noir sur case noire b2 · Pion blanc sur case blanche c2 · Dame blanche sur case blanche e2 · Tour blanche sur case blanche f1 · Roi blanc sur case noire g1 | 6 |
| 5 | Roi noir sur case noire d8 · Pion noir sur case blanche d7 · Pion noir sur case blanche c6 · Fou noir sur case noire h6 · Pion noir sur case noire d4 · Dame noire sur case noire c3 · Pion blanc sur case blanche d3 · Pion noir sur case noire e3 · Tour blanche sur case blanche f3 · Pion blanc sur case noire g3 · Cavalier noir sur case noire b2 · Pion blanc sur case blanche c2 · Dame blanche sur case blanche e2 · Tour blanche sur case blanche f1 · Roi blanc sur case noire g1 | Roi noir sur case noire d8 · Pion noir sur case blanche d7 · Pion noir sur case blanche c6 · Fou noir sur case noire h6 · Pion noir sur case noire d4 · Dame noire sur case noire c3 · Pion blanc sur case blanche d3 · Pion noir sur case noire e3 · Tour blanche sur case blanche f3 · Pion blanc sur case noire g3 · Cavalier noir sur case noire b2 · Pion blanc sur case blanche c2 · Dame blanche sur case blanche e2 · Tour blanche sur case blanche f1 · Roi blanc sur case noire g1 | Roi noir sur case noire d8 · Pion noir sur case blanche d7 · Pion noir sur case blanche c6 · Fou noir sur case noire h6 · Pion noir sur case noire d4 · Dame noire sur case noire c3 · Pion blanc sur case blanche d3 · Pion noir sur case noire e3 · Tour blanche sur case blanche f3 · Pion blanc sur case noire g3 · Cavalier noir sur case noire b2 · Pion blanc sur case blanche c2 · Dame blanche sur case blanche e2 · Tour blanche sur case blanche f1 · Roi blanc sur case noire g1 | Roi noir sur case noire d8 · Pion noir sur case blanche d7 · Pion noir sur case blanche c6 · Fou noir sur case noire h6 · Pion noir sur case noire d4 · Dame noire sur case noire c3 · Pion blanc sur case blanche d3 · Pion noir sur case noire e3 · Tour blanche sur case blanche f3 · Pion blanc sur case noire g3 · Cavalier noir sur case noire b2 · Pion blanc sur case blanche c2 · Dame blanche sur case blanche e2 · Tour blanche sur case blanche f1 · Roi blanc sur case noire g1 | Roi noir sur case noire d8 · Pion noir sur case blanche d7 · Pion noir sur case blanche c6 · Fou noir sur case noire h6 · Pion noir sur case noire d4 · Dame noire sur case noire c3 · Pion blanc sur case blanche d3 · Pion noir sur case noire e3 · Tour blanche sur case blanche f3 · Pion blanc sur case noire g3 · Cavalier noir sur case noire b2 · Pion blanc sur case blanche c2 · Dame blanche sur case blanche e2 · Tour blanche sur case blanche f1 · Roi blanc sur case noire g1 | Roi noir sur case noire d8 · Pion noir sur case blanche d7 · Pion noir sur case blanche c6 · Fou noir sur case noire h6 · Pion noir sur case noire d4 · Dame noire sur case noire c3 · Pion blanc sur case blanche d3 · Pion noir sur case noire e3 · Tour blanche sur case blanche f3 · Pion blanc sur case noire g3 · Cavalier noir sur case noire b2 · Pion blanc sur case blanche c2 · Dame blanche sur case blanche e2 · Tour blanche sur case blanche f1 · Roi blanc sur case noire g1 | Roi noir sur case noire d8 · Pion noir sur case blanche d7 · Pion noir sur case blanche c6 · Fou noir sur case noire h6 · Pion noir sur case noire d4 · Dame noire sur case noire c3 · Pion blanc sur case blanche d3 · Pion noir sur case noire e3 · Tour blanche sur case blanche f3 · Pion blanc sur case noire g3 · Cavalier noir sur case noire b2 · Pion blanc sur case blanche c2 · Dame blanche sur case blanche e2 · Tour blanche sur case blanche f1 · Roi blanc sur case noire g1 | Roi noir sur case noire d8 · Pion noir sur case blanche d7 · Pion noir sur case blanche c6 · Fou noir sur case noire h6 · Pion noir sur case noire d4 · Dame noire sur case noire c3 · Pion blanc sur case blanche d3 · Pion noir sur case noire e3 · Tour blanche sur case blanche f3 · Pion blanc sur case noire g3 · Cavalier noir sur case noire b2 · Pion blanc sur case blanche c2 · Dame blanche sur case blanche e2 · Tour blanche sur case blanche f1 · Roi blanc sur case noire g1 | 5 |
| 4 | Roi noir sur case noire d8 · Pion noir sur case blanche d7 · Pion noir sur case blanche c6 · Fou noir sur case noire h6 · Pion noir sur case noire d4 · Dame noire sur case noire c3 · Pion blanc sur case blanche d3 · Pion noir sur case noire e3 · Tour blanche sur case blanche f3 · Pion blanc sur case noire g3 · Cavalier noir sur case noire b2 · Pion blanc sur case blanche c2 · Dame blanche sur case blanche e2 · Tour blanche sur case blanche f1 · Roi blanc sur case noire g1 | Roi noir sur case noire d8 · Pion noir sur case blanche d7 · Pion noir sur case blanche c6 · Fou noir sur case noire h6 · Pion noir sur case noire d4 · Dame noire sur case noire c3 · Pion blanc sur case blanche d3 · Pion noir sur case noire e3 · Tour blanche sur case blanche f3 · Pion blanc sur case noire g3 · Cavalier noir sur case noire b2 · Pion blanc sur case blanche c2 · Dame blanche sur case blanche e2 · Tour blanche sur case blanche f1 · Roi blanc sur case noire g1 | Roi noir sur case noire d8 · Pion noir sur case blanche d7 · Pion noir sur case blanche c6 · Fou noir sur case noire h6 · Pion noir sur case noire d4 · Dame noire sur case noire c3 · Pion blanc sur case blanche d3 · Pion noir sur case noire e3 · Tour blanche sur case blanche f3 · Pion blanc sur case noire g3 · Cavalier noir sur case noire b2 · Pion blanc sur case blanche c2 · Dame blanche sur case blanche e2 · Tour blanche sur case blanche f1 · Roi blanc sur case noire g1 | Roi noir sur case noire d8 · Pion noir sur case blanche d7 · Pion noir sur case blanche c6 · Fou noir sur case noire h6 · Pion noir sur case noire d4 · Dame noire sur case noire c3 · Pion blanc sur case blanche d3 · Pion noir sur case noire e3 · Tour blanche sur case blanche f3 · Pion blanc sur case noire g3 · Cavalier noir sur case noire b2 · Pion blanc sur case blanche c2 · Dame blanche sur case blanche e2 · Tour blanche sur case blanche f1 · Roi blanc sur case noire g1 | Roi noir sur case noire d8 · Pion noir sur case blanche d7 · Pion noir sur case blanche c6 · Fou noir sur case noire h6 · Pion noir sur case noire d4 · Dame noire sur case noire c3 · Pion blanc sur case blanche d3 · Pion noir sur case noire e3 · Tour blanche sur case blanche f3 · Pion blanc sur case noire g3 · Cavalier noir sur case noire b2 · Pion blanc sur case blanche c2 · Dame blanche sur case blanche e2 · Tour blanche sur case blanche f1 · Roi blanc sur case noire g1 | Roi noir sur case noire d8 · Pion noir sur case blanche d7 · Pion noir sur case blanche c6 · Fou noir sur case noire h6 · Pion noir sur case noire d4 · Dame noire sur case noire c3 · Pion blanc sur case blanche d3 · Pion noir sur case noire e3 · Tour blanche sur case blanche f3 · Pion blanc sur case noire g3 · Cavalier noir sur case noire b2 · Pion blanc sur case blanche c2 · Dame blanche sur case blanche e2 · Tour blanche sur case blanche f1 · Roi blanc sur case noire g1 | Roi noir sur case noire d8 · Pion noir sur case blanche d7 · Pion noir sur case blanche c6 · Fou noir sur case noire h6 · Pion noir sur case noire d4 · Dame noire sur case noire c3 · Pion blanc sur case blanche d3 · Pion noir sur case noire e3 · Tour blanche sur case blanche f3 · Pion blanc sur case noire g3 · Cavalier noir sur case noire b2 · Pion blanc sur case blanche c2 · Dame blanche sur case blanche e2 · Tour blanche sur case blanche f1 · Roi blanc sur case noire g1 | Roi noir sur case noire d8 · Pion noir sur case blanche d7 · Pion noir sur case blanche c6 · Fou noir sur case noire h6 · Pion noir sur case noire d4 · Dame noire sur case noire c3 · Pion blanc sur case blanche d3 · Pion noir sur case noire e3 · Tour blanche sur case blanche f3 · Pion blanc sur case noire g3 · Cavalier noir sur case noire b2 · Pion blanc sur case blanche c2 · Dame blanche sur case blanche e2 · Tour blanche sur case blanche f1 · Roi blanc sur case noire g1 | 4 |
| 3 | Roi noir sur case noire d8 · Pion noir sur case blanche d7 · Pion noir sur case blanche c6 · Fou noir sur case noire h6 · Pion noir sur case noire d4 · Dame noire sur case noire c3 · Pion blanc sur case blanche d3 · Pion noir sur case noire e3 · Tour blanche sur case blanche f3 · Pion blanc sur case noire g3 · Cavalier noir sur case noire b2 · Pion blanc sur case blanche c2 · Dame blanche sur case blanche e2 · Tour blanche sur case blanche f1 · Roi blanc sur case noire g1 | Roi noir sur case noire d8 · Pion noir sur case blanche d7 · Pion noir sur case blanche c6 · Fou noir sur case noire h6 · Pion noir sur case noire d4 · Dame noire sur case noire c3 · Pion blanc sur case blanche d3 · Pion noir sur case noire e3 · Tour blanche sur case blanche f3 · Pion blanc sur case noire g3 · Cavalier noir sur case noire b2 · Pion blanc sur case blanche c2 · Dame blanche sur case blanche e2 · Tour blanche sur case blanche f1 · Roi blanc sur case noire g1 | Roi noir sur case noire d8 · Pion noir sur case blanche d7 · Pion noir sur case blanche c6 · Fou noir sur case noire h6 · Pion noir sur case noire d4 · Dame noire sur case noire c3 · Pion blanc sur case blanche d3 · Pion noir sur case noire e3 · Tour blanche sur case blanche f3 · Pion blanc sur case noire g3 · Cavalier noir sur case noire b2 · Pion blanc sur case blanche c2 · Dame blanche sur case blanche e2 · Tour blanche sur case blanche f1 · Roi blanc sur case noire g1 | Roi noir sur case noire d8 · Pion noir sur case blanche d7 · Pion noir sur case blanche c6 · Fou noir sur case noire h6 · Pion noir sur case noire d4 · Dame noire sur case noire c3 · Pion blanc sur case blanche d3 · Pion noir sur case noire e3 · Tour blanche sur case blanche f3 · Pion blanc sur case noire g3 · Cavalier noir sur case noire b2 · Pion blanc sur case blanche c2 · Dame blanche sur case blanche e2 · Tour blanche sur case blanche f1 · Roi blanc sur case noire g1 | Roi noir sur case noire d8 · Pion noir sur case blanche d7 · Pion noir sur case blanche c6 · Fou noir sur case noire h6 · Pion noir sur case noire d4 · Dame noire sur case noire c3 · Pion blanc sur case blanche d3 · Pion noir sur case noire e3 · Tour blanche sur case blanche f3 · Pion blanc sur case noire g3 · Cavalier noir sur case noire b2 · Pion blanc sur case blanche c2 · Dame blanche sur case blanche e2 · Tour blanche sur case blanche f1 · Roi blanc sur case noire g1 | Roi noir sur case noire d8 · Pion noir sur case blanche d7 · Pion noir sur case blanche c6 · Fou noir sur case noire h6 · Pion noir sur case noire d4 · Dame noire sur case noire c3 · Pion blanc sur case blanche d3 · Pion noir sur case noire e3 · Tour blanche sur case blanche f3 · Pion blanc sur case noire g3 · Cavalier noir sur case noire b2 · Pion blanc sur case blanche c2 · Dame blanche sur case blanche e2 · Tour blanche sur case blanche f1 · Roi blanc sur case noire g1 | Roi noir sur case noire d8 · Pion noir sur case blanche d7 · Pion noir sur case blanche c6 · Fou noir sur case noire h6 · Pion noir sur case noire d4 · Dame noire sur case noire c3 · Pion blanc sur case blanche d3 · Pion noir sur case noire e3 · Tour blanche sur case blanche f3 · Pion blanc sur case noire g3 · Cavalier noir sur case noire b2 · Pion blanc sur case blanche c2 · Dame blanche sur case blanche e2 · Tour blanche sur case blanche f1 · Roi blanc sur case noire g1 | Roi noir sur case noire d8 · Pion noir sur case blanche d7 · Pion noir sur case blanche c6 · Fou noir sur case noire h6 · Pion noir sur case noire d4 · Dame noire sur case noire c3 · Pion blanc sur case blanche d3 · Pion noir sur case noire e3 · Tour blanche sur case blanche f3 · Pion blanc sur case noire g3 · Cavalier noir sur case noire b2 · Pion blanc sur case blanche c2 · Dame blanche sur case blanche e2 · Tour blanche sur case blanche f1 · Roi blanc sur case noire g1 | 3 |
| 2 | Roi noir sur case noire d8 · Pion noir sur case blanche d7 · Pion noir sur case blanche c6 · Fou noir sur case noire h6 · Pion noir sur case noire d4 · Dame noire sur case noire c3 · Pion blanc sur case blanche d3 · Pion noir sur case noire e3 · Tour blanche sur case blanche f3 · Pion blanc sur case noire g3 · Cavalier noir sur case noire b2 · Pion blanc sur case blanche c2 · Dame blanche sur case blanche e2 · Tour blanche sur case blanche f1 · Roi blanc sur case noire g1 | Roi noir sur case noire d8 · Pion noir sur case blanche d7 · Pion noir sur case blanche c6 · Fou noir sur case noire h6 · Pion noir sur case noire d4 · Dame noire sur case noire c3 · Pion blanc sur case blanche d3 · Pion noir sur case noire e3 · Tour blanche sur case blanche f3 · Pion blanc sur case noire g3 · Cavalier noir sur case noire b2 · Pion blanc sur case blanche c2 · Dame blanche sur case blanche e2 · Tour blanche sur case blanche f1 · Roi blanc sur case noire g1 | Roi noir sur case noire d8 · Pion noir sur case blanche d7 · Pion noir sur case blanche c6 · Fou noir sur case noire h6 · Pion noir sur case noire d4 · Dame noire sur case noire c3 · Pion blanc sur case blanche d3 · Pion noir sur case noire e3 · Tour blanche sur case blanche f3 · Pion blanc sur case noire g3 · Cavalier noir sur case noire b2 · Pion blanc sur case blanche c2 · Dame blanche sur case blanche e2 · Tour blanche sur case blanche f1 · Roi blanc sur case noire g1 | Roi noir sur case noire d8 · Pion noir sur case blanche d7 · Pion noir sur case blanche c6 · Fou noir sur case noire h6 · Pion noir sur case noire d4 · Dame noire sur case noire c3 · Pion blanc sur case blanche d3 · Pion noir sur case noire e3 · Tour blanche sur case blanche f3 · Pion blanc sur case noire g3 · Cavalier noir sur case noire b2 · Pion blanc sur case blanche c2 · Dame blanche sur case blanche e2 · Tour blanche sur case blanche f1 · Roi blanc sur case noire g1 | Roi noir sur case noire d8 · Pion noir sur case blanche d7 · Pion noir sur case blanche c6 · Fou noir sur case noire h6 · Pion noir sur case noire d4 · Dame noire sur case noire c3 · Pion blanc sur case blanche d3 · Pion noir sur case noire e3 · Tour blanche sur case blanche f3 · Pion blanc sur case noire g3 · Cavalier noir sur case noire b2 · Pion blanc sur case blanche c2 · Dame blanche sur case blanche e2 · Tour blanche sur case blanche f1 · Roi blanc sur case noire g1 | Roi noir sur case noire d8 · Pion noir sur case blanche d7 · Pion noir sur case blanche c6 · Fou noir sur case noire h6 · Pion noir sur case noire d4 · Dame noire sur case noire c3 · Pion blanc sur case blanche d3 · Pion noir sur case noire e3 · Tour blanche sur case blanche f3 · Pion blanc sur case noire g3 · Cavalier noir sur case noire b2 · Pion blanc sur case blanche c2 · Dame blanche sur case blanche e2 · Tour blanche sur case blanche f1 · Roi blanc sur case noire g1 | Roi noir sur case noire d8 · Pion noir sur case blanche d7 · Pion noir sur case blanche c6 · Fou noir sur case noire h6 · Pion noir sur case noire d4 · Dame noire sur case noire c3 · Pion blanc sur case blanche d3 · Pion noir sur case noire e3 · Tour blanche sur case blanche f3 · Pion blanc sur case noire g3 · Cavalier noir sur case noire b2 · Pion blanc sur case blanche c2 · Dame blanche sur case blanche e2 · Tour blanche sur case blanche f1 · Roi blanc sur case noire g1 | Roi noir sur case noire d8 · Pion noir sur case blanche d7 · Pion noir sur case blanche c6 · Fou noir sur case noire h6 · Pion noir sur case noire d4 · Dame noire sur case noire c3 · Pion blanc sur case blanche d3 · Pion noir sur case noire e3 · Tour blanche sur case blanche f3 · Pion blanc sur case noire g3 · Cavalier noir sur case noire b2 · Pion blanc sur case blanche c2 · Dame blanche sur case blanche e2 · Tour blanche sur case blanche f1 · Roi blanc sur case noire g1 | 2 |
| 1 | Roi noir sur case noire d8 · Pion noir sur case blanche d7 · Pion noir sur case blanche c6 · Fou noir sur case noire h6 · Pion noir sur case noire d4 · Dame noire sur case noire c3 · Pion blanc sur case blanche d3 · Pion noir sur case noire e3 · Tour blanche sur case blanche f3 · Pion blanc sur case noire g3 · Cavalier noir sur case noire b2 · Pion blanc sur case blanche c2 · Dame blanche sur case blanche e2 · Tour blanche sur case blanche f1 · Roi blanc sur case noire g1 | Roi noir sur case noire d8 · Pion noir sur case blanche d7 · Pion noir sur case blanche c6 · Fou noir sur case noire h6 · Pion noir sur case noire d4 · Dame noire sur case noire c3 · Pion blanc sur case blanche d3 · Pion noir sur case noire e3 · Tour blanche sur case blanche f3 · Pion blanc sur case noire g3 · Cavalier noir sur case noire b2 · Pion blanc sur case blanche c2 · Dame blanche sur case blanche e2 · Tour blanche sur case blanche f1 · Roi blanc sur case noire g1 | Roi noir sur case noire d8 · Pion noir sur case blanche d7 · Pion noir sur case blanche c6 · Fou noir sur case noire h6 · Pion noir sur case noire d4 · Dame noire sur case noire c3 · Pion blanc sur case blanche d3 · Pion noir sur case noire e3 · Tour blanche sur case blanche f3 · Pion blanc sur case noire g3 · Cavalier noir sur case noire b2 · Pion blanc sur case blanche c2 · Dame blanche sur case blanche e2 · Tour blanche sur case blanche f1 · Roi blanc sur case noire g1 | Roi noir sur case noire d8 · Pion noir sur case blanche d7 · Pion noir sur case blanche c6 · Fou noir sur case noire h6 · Pion noir sur case noire d4 · Dame noire sur case noire c3 · Pion blanc sur case blanche d3 · Pion noir sur case noire e3 · Tour blanche sur case blanche f3 · Pion blanc sur case noire g3 · Cavalier noir sur case noire b2 · Pion blanc sur case blanche c2 · Dame blanche sur case blanche e2 · Tour blanche sur case blanche f1 · Roi blanc sur case noire g1 | Roi noir sur case noire d8 · Pion noir sur case blanche d7 · Pion noir sur case blanche c6 · Fou noir sur case noire h6 · Pion noir sur case noire d4 · Dame noire sur case noire c3 · Pion blanc sur case blanche d3 · Pion noir sur case noire e3 · Tour blanche sur case blanche f3 · Pion blanc sur case noire g3 · Cavalier noir sur case noire b2 · Pion blanc sur case blanche c2 · Dame blanche sur case blanche e2 · Tour blanche sur case blanche f1 · Roi blanc sur case noire g1 | Roi noir sur case noire d8 · Pion noir sur case blanche d7 · Pion noir sur case blanche c6 · Fou noir sur case noire h6 · Pion noir sur case noire d4 · Dame noire sur case noire c3 · Pion blanc sur case blanche d3 · Pion noir sur case noire e3 · Tour blanche sur case blanche f3 · Pion blanc sur case noire g3 · Cavalier noir sur case noire b2 · Pion blanc sur case blanche c2 · Dame blanche sur case blanche e2 · Tour blanche sur case blanche f1 · Roi blanc sur case noire g1 | Roi noir sur case noire d8 · Pion noir sur case blanche d7 · Pion noir sur case blanche c6 · Fou noir sur case noire h6 · Pion noir sur case noire d4 · Dame noire sur case noire c3 · Pion blanc sur case blanche d3 · Pion noir sur case noire e3 · Tour blanche sur case blanche f3 · Pion blanc sur case noire g3 · Cavalier noir sur case noire b2 · Pion blanc sur case blanche c2 · Dame blanche sur case blanche e2 · Tour blanche sur case blanche f1 · Roi blanc sur case noire g1 | Roi noir sur case noire d8 · Pion noir sur case blanche d7 · Pion noir sur case blanche c6 · Fou noir sur case noire h6 · Pion noir sur case noire d4 · Dame noire sur case noire c3 · Pion blanc sur case blanche d3 · Pion noir sur case noire e3 · Tour blanche sur case blanche f3 · Pion blanc sur case noire g3 · Cavalier noir sur case noire b2 · Pion blanc sur case blanche c2 · Dame blanche sur case blanche e2 · Tour blanche sur case blanche f1 · Roi blanc sur case noire g1 | 1 |
|   | a | b | c | d | e | f | g | h |   |

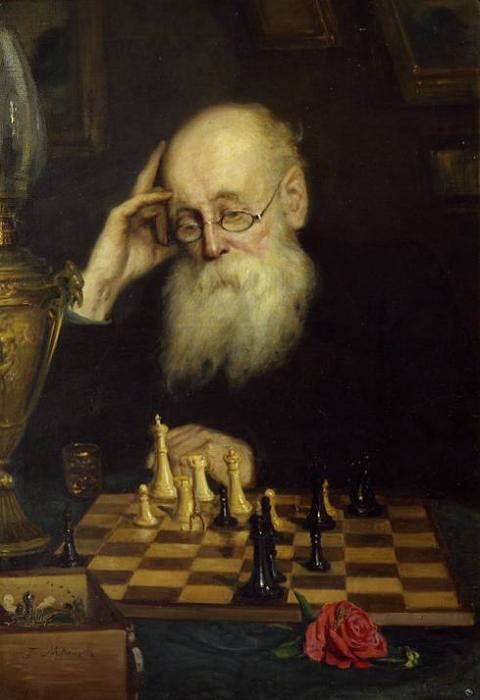
Seul à seul ou le jeu d'échecs, 1907.

Le nombre de tableaux d'échecs s'est brusquement accru au XXe siècle. Cette occurrence est due à la popularité croissante du jeu lui-même, à la tenue de compétitions internationales ainsi qu'à la large couverture de celles-ci dans la presse périodique. Des portraits de joueurs d'échecs réputés apparaissent. Ainsi par exemple dans le tableau Seul à seul ou le jeu d'échecs du peintre russe des Ambulants Grigori Miassoïedov (1907), conservé dans les collections du Musée du jeu d'échecs à Moscou. Les historiens d'art sont partagés quant au nom du joueur représenté. Ils citent différents maîtres parmi lesquels Alexandre Petrov (1799-1867) ou Sergueï Ouroussov (1827-1897).
L'eau-forte de la peintre autrichienne d'origine juive Emma Löwenstamm (ru), Jeu d'échecs : Lénine et Hitler - Vienne 1909 (ru), a acquis une notoriété sulfureuse. Les critiques d'art, les historiens et les spécialistes des échecs n'ont pas réussi à déterminer qui est représenté sur l'eau-forte, quand et pourquoi elle a été réalisée.
Le peintre français Jean Metzinger a été enrôlé dans l'armée durant la Première Guerre mondiale ; il s'est retrouvé sur le front et a créé le tableau Soldat au jeu d'échec dans le style cubiste.
Des natures mortes composées de différents objets et d'un échiquier sont relativement fréquentes. Parmi ces compositions, on retrouve celles de Juan Gris datant de 1917. Odalisque, du postimpressionniste Henri Matisse créée en 1928, qui est l'une des œuvres les plus frappantes du fauvisme français.
Les échecs occupent une place importante dans l'œuvre de Marcel Duchamp, qui était lui-même un joueur d'échecs qualifié. Il peint en 1911 Les Joueurs d'échecs, représentation d'une partie entre ses frères Jacques Villon et Raymond Duchamp-Villon. Il reçoit le titre de maître en terminant troisième du championnat de France en 1923, en obtenant 4 points sur 8. Duchamp a joué dans l'équipe de France aux olympiades d'échecs de 1928 à 1933. Il était rédacteur d'articles sur les échecs dans un journal français dans lesquels il proposait des problèmes.
L'artiste américain d'origine juive et polonaise Samuel Bak a réalisé une composition allégorique avec des pièces d'échecs. Un autre peintre américain John Singer Sargent a consacré plusieurs de ses peintures aux échecs. Sargent était un joueur passionné. Ses deux tableaux les plus connus sont en 1907 : Jeux d'échecs (ru) et Dolce far niente (ru).
Parmi d'autres artistes qui évoquent les échecs dans leurs œuvres peuvent être cités : Paul Klee, Georges Braque, Vassily Kandinsky, Salvador Dalí, Victor Vasarely, René Magritte, Max Oppenheimer… L'un des faussaires les plus talentueux de la fin du XIXe siècle et du début du XXe siècle est connu sous le nom de Faussaire espagnol (bien que selon les historiens d'art il ait vécu au Nord ou au centre de l'Europe). L'un des tableaux du faussaire représente des joueurs d'échecs et permet de constater qu'il ne savait pas jouer aux échecs ou qu'il en jouait mal. La position des figures sur l'échiquier est erronée alors que sur le tableau original reproduit dans un ouvrage (le cinquième volume de Lacroix) la position est correcte,.
Au XXe siècle, les pouvoirs politiques ont commencé à accorder une attention importante en tant que moyen de développement des capacités mentales de l'enfant. Les échecs comme discipline de l'enseignement général sont introduits dans les écoles aux États-Unis, au Canada, en Chine, en Espagne, au Pérou, au Brésil, en France et actuellement en Moldavie, en Azerbaïdjan ou en Ouzbékistan. En Russie (et précédemment en URSS), il existe des écoles spécialisées d'échecs. Le potentiel intellectuel des échecs et des grands maîtres est très apprécié. Les enfants qui jouent aux échecs permettent d'observer chez eux une liberté intérieure et le relâchement de leurs tensions, ainsi qu'un développement de leurs capacités intellectuelles et de la richesse de leur imagination. Parmi les tableaux les plus connus sur le sujet se trouvent : Partie d'échecs (1902) de Karl Probst (de) (1854-1924), La petite fille à la poupée d'Alexander Demetrius Goltz (en) (1900) et surtout Les joueuses d'échecs (ru) (1929) de John Lavery (1856-1941). Une scène semblable est représentée sur le grand tableau de John Lavery La Famille du baron Robert de Walden.
Un célèbre écrivain espagnol a créé une intrigue inhabituelle à partir des échecs. Dans le roman d'Arturo Pérez-Reverte Le Tableau du maître flamand, un meurtre se commet dont l'explication est cachée dans un tableau du XVe siècle d'un certain peintre Pierre van Huys. Lors de la restauration du tableau représentant des joueurs d'échecs est révélée une inscription latine cachée jusque là : QUIS NECAVIT EQUITEM? signifiant, en français : « Qui a tué le chevalier ? ». En analysant les positions des pièces du jeu représenté sur le tableau, les héros du roman tentent de découvrir l'explication d'un meurtre accomplis au XVe siècle.

### Lénine et le jeu d'échecs dans la peinture
L'engouement de Lénine pour la peinture est connu par le grand nombre de peintures consacrées à ce sujet. Il est souvent représenté jouant avec des enfants ou leur apprenant le jeu d'échecs. Parfois, le sujet des tableaux sont les années d'enfance de Lénine. Staline apparaît également comme joueur d'échecs dans des caricatures politiques des années 1940-1949. Ses adversaires sont alors Franklin Roosevelt, Adolf Hitler.

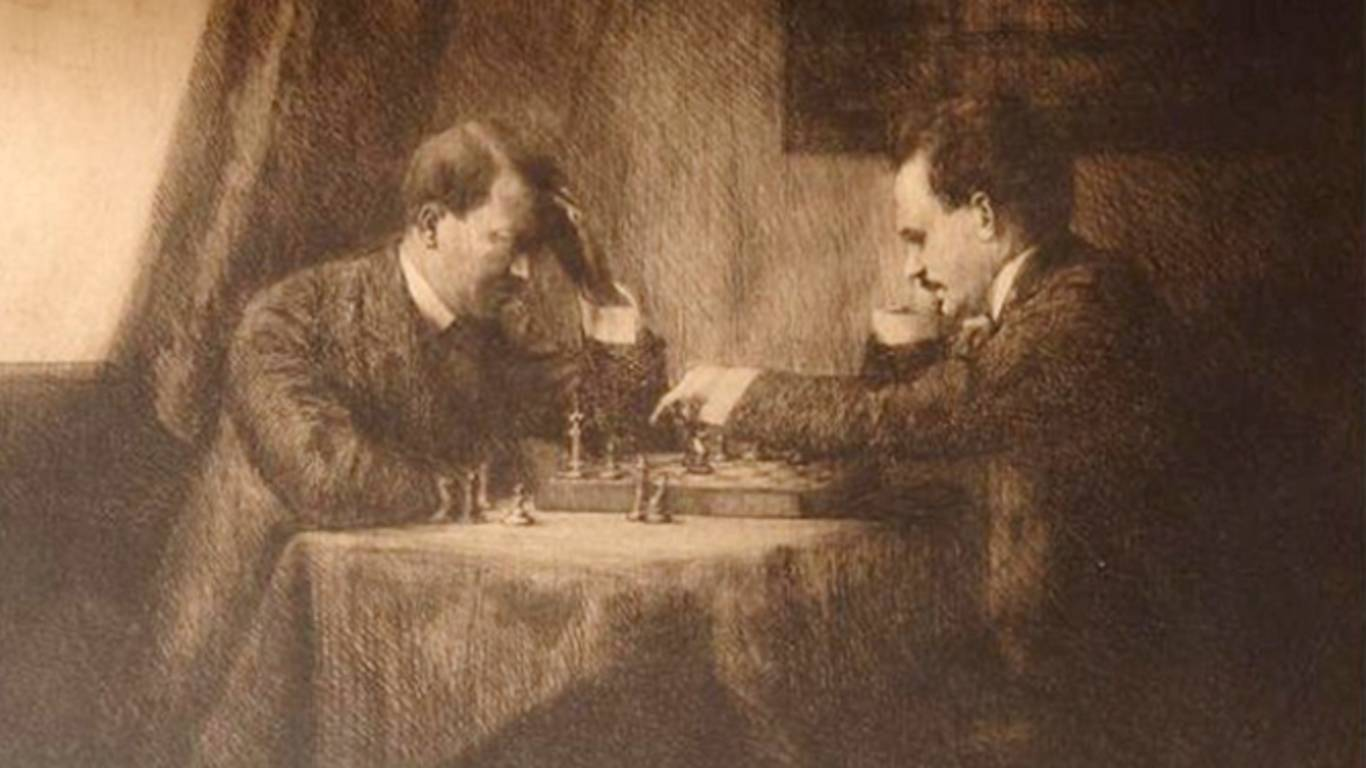
Emma Löwenstamm (ru), Jeu d'échecs : Lénine et Hitler-Vienne 1909 (ru).
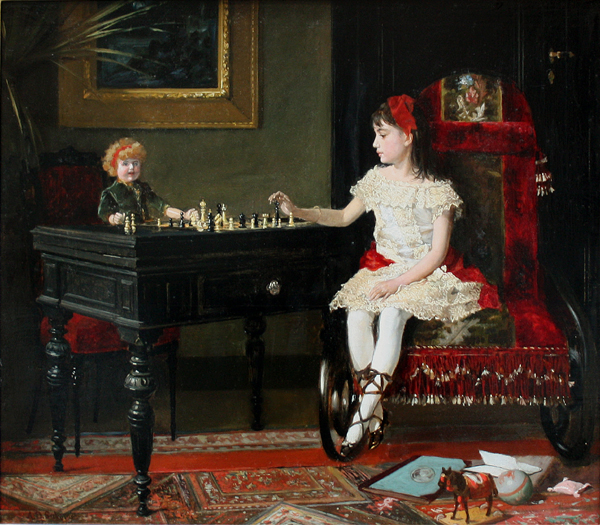
Alexander Demetrius Goltz (en), La fillette avec sa poupée, 1900.
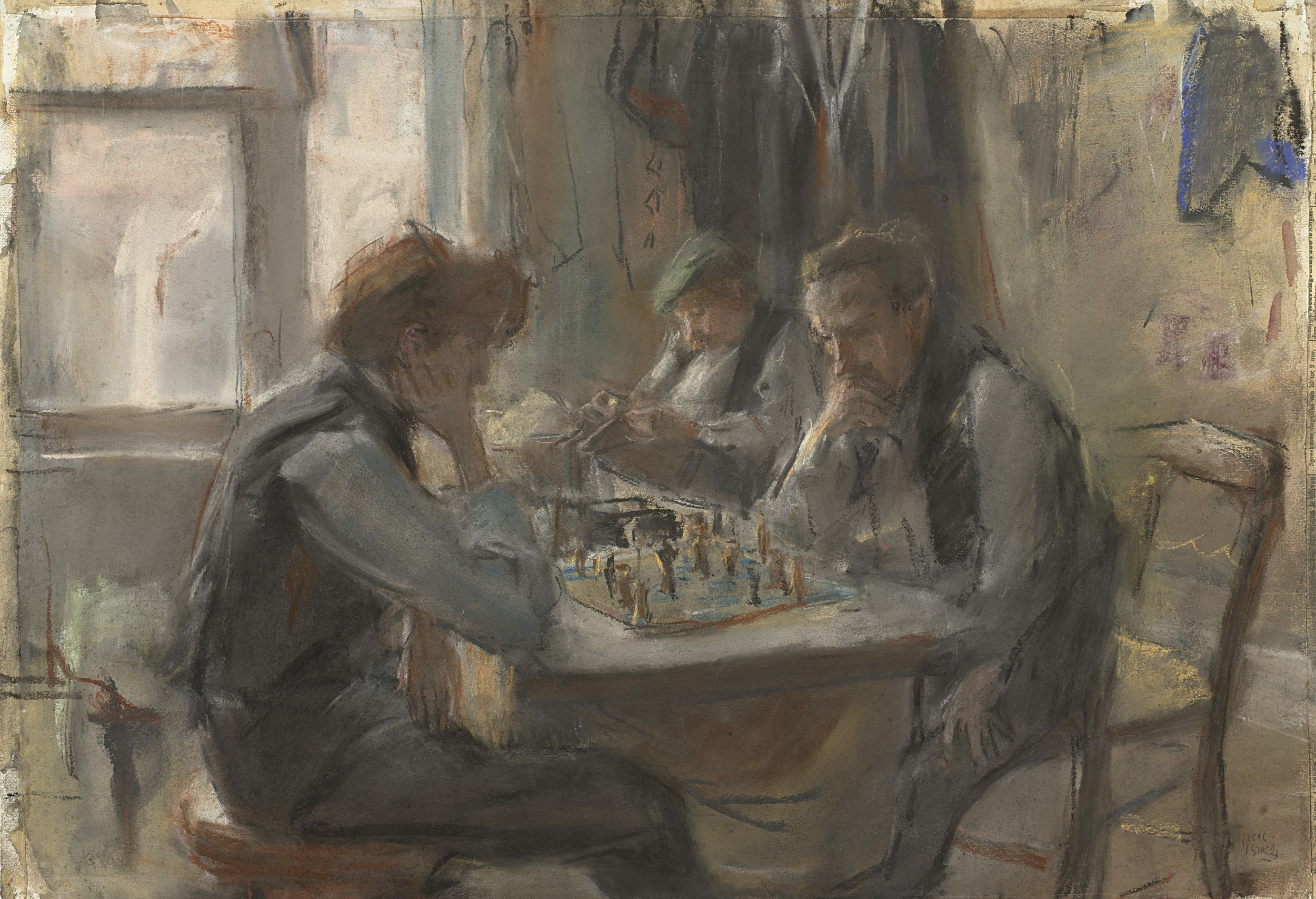
Isaac Israëls, Joueurs d'échecs, entre 1875 et 1922.
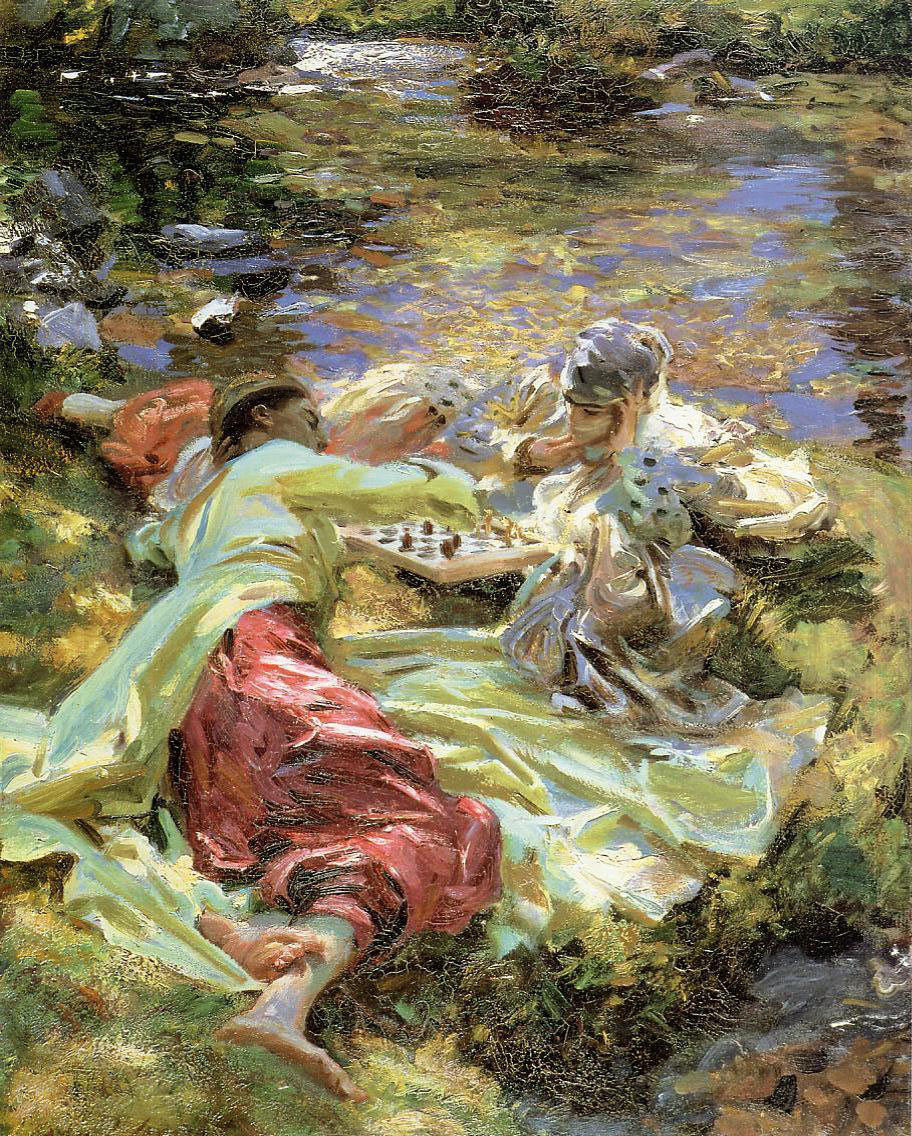
John Singer Sargent, Jeu d'échecs (Sargent) (ru), 1907.
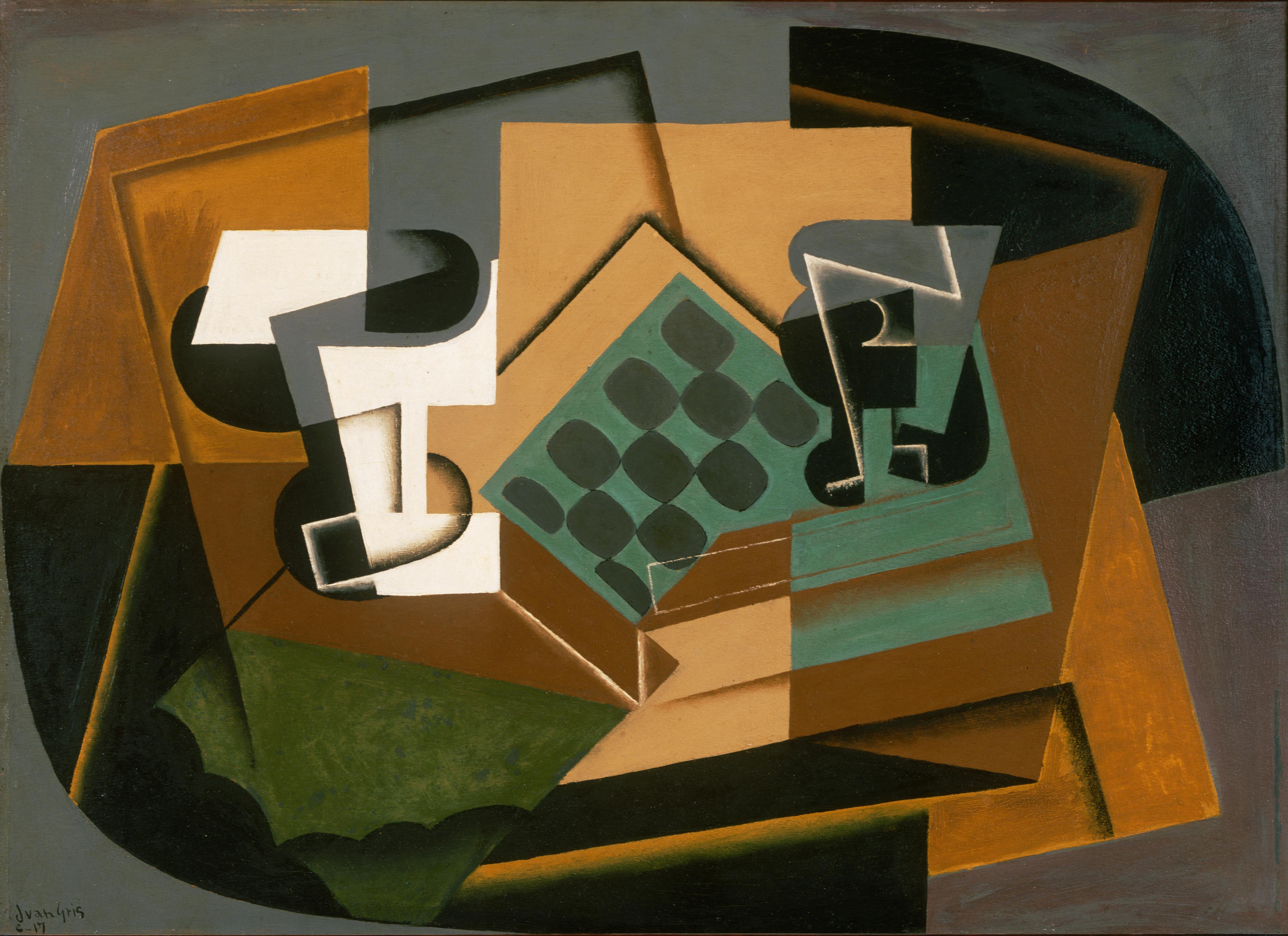
Juan Gris, Jeu d'échecs, verre, plateau. Musée des beaux-arts de Philadelphie, 1917.